# Phaolô Nguyễn Văn Bình
Phaolô Nguyễn Văn Bình (1 tháng 9 năm 1910 – 1 tháng 7 năm 1995) là một giám mục Công giáo Rôma người Việt Nam. Ông nguyên là Tổng giám mục Tiên khởi của Tổng giáo phận Sài Gòn từ năm 1960 đến năm 1995 (từ năm 1976 đổi tên thành Tổng giáo phận Thành phố Hồ Chí Minh). Khẩu hiệu Giám mục của ông là "Hãy đi rao giảng" (Mt 28:19-20).
Nguyễn Văn Bình sinh ra tại Sài Gòn, sau 10 năm đi theo con đường tu trì thì được gửi đi Roma du học. Sau quá trình dài 15 năm tu học, vào tháng 3 năm 1937 ông được thụ phong linh mục tại Roma. Trong thời kỳ linh mục, ông từng đảm trách vai trò giáo sư Đại chủng viện Thánh Giuse Sài Gòn, tuyên úy các sư huynh Sài Gòn, Cha Sở Họ đạo Cầu Đất và thực hiện tờ báo Tông Đồ. Tháng 9 năm 1955, Nguyễn Văn Bình được thăng chức giám mục Đại diện Tông Tòa Hạt Đại diện Tông Tòa Cần Thơ (Địa phận Cần Thơ). Lễ tấn phong được tổ chức tại nhà thờ Đức Bà Sài Gòn cuối tháng 11 cùng năm. Cùng với việc thiết lập hàng giáo phẩm Công giáo, tháng 11 năm 1960, Nguyễn Văn Bình được chọn làm Tổng giám mục Tiên khởi Tổng giáo phận Sài Gòn.
Từ năm 1964 đến khi thành lập Hội đồng Giám mục Việt Nam, Nguyễn Văn Bình đảm trách chức Chủ tịch Hội đồng Giám mục Miền Nam Việt Nam. Trong Hội đồng Giám mục Việt Nam, Nguyễn Văn Bình từng đảm trách vai trò Phó Chủ tịch trong ba nhiệm kỳ liên tiếp, kéo dài từ năm 1980 đến năm 1989. Nhà nước Việt Nam truy tặng cho ông Huân chương Đại đoàn kết dân tộc "vì những cố gắng trong việc đưa Công giáo vào khối đại đoàn kết toàn dân". Tên ông cũng được sử dụng làm tên gọi một con đường trung tâm Thành phố Hồ Chí Minh.
Đối với các giáo dân ở trong nước, Tổng giám mục Nguyễn Văn Bình được ghi nhận việc ông thể hiện tinh thần hòa nhập của Kitô giáo, hòa giải dân tộc, yêu chuộng hòa bình và khuyến khích cách diễn tả đức tin Công giáo phù hợp với truyền thống Việt Nam. Đường lối của ông được nhận định là góp phần trấn an giáo dân, thúc đẩy họ tái hòa nhập xã hội và có sức ảnh hưởng đến đường lối chung của Hội đồng Giám mục Việt Nam là đồng hành cùng dân tộc. Tổng giám mục Nguyễn Văn Bình được ghi nhận là nhân tố đóng vai trò hòa hợp và hòa giải dân tộc sau chiến tranh Việt Nam. Đối với những giáo dân rời khỏi Việt Nam sau năm 1975, ông là một kẻ phản bội khi là chức sắc Công giáo đầu tiên kêu gọi thân thiện và hợp tác với chính quyền nhà nước Cộng hòa xã hội chủ nghĩa Việt Nam.

## Thân thế và những năm đầu tu nghiệp
Phaolô Nguyễn Văn Bình sinh ngày 1 tháng 9 năm 1910 tại Bệnh viện Chợ Rẫy, Sài Gòn, là người con thứ năm trong một gia đình gồm có bảy anh chị em. Nguyễn Văn Bình là con ông Phanxicô Xaviê Nguyễn Văn Trượng (mất năm 1939) và bà Anê Nguyễn Thị Luông (mất năm 1925). Thân phụ ông là một ông Biện của Họ đạo Tân Định (nay là phường Tân Định, quận 1, Thành phố Hồ Chí Minh), đồng thời cũng là một giáo dân nhiệt thành làm việc tại nhà in Tân Định trên 50 năm. Ngoài Nguyễn Văn Bình và người em gái liền kề sống đến tuổi trưởng thành, các anh em còn lại của gia đình đều qua đời từ thuở ấu thơ. Em gái ông, nữ tu Magarita Nguyễn Thị Sanh, từng đảm trách vai trò Tổng phụ trách Hội dòng Mến Thánh Giá Chợ Quán. Một số nguồn tin khác cho rằng Nguyễn Văn Bình sinh tại Lương Hòa, Long An.
Năm 1922, gia đình cho cậu Nguyễn Văn Bình nhập học tại Tiểu chủng viện Sài Gòn, tại đây, cậu gặp người bạn tri kỷ là Giacôbê Nguyễn Văn Mầu. Sau khi hoàn thành chương trình Tiểu chủng viện, mười năm sau đó, Giám mục Dumortier gửi chủng sinh Bình du học Roma theo học trường Truyền giáo. Trong khoảng thời gian du học này, chủng sinh Nguyễn Văn Bình cũng có dịp tham gia lễ tấn phong của Giám mục người Việt Nam đầu tiên là Gioan Baotixita Nguyễn Bá Tòng vào ngày 11 tháng 6 năm 1933 và gặp trực tiếp giám mục này để xin ban phép lành.

## Thời kỳ linh mục
Sau quá trình tu học dài hạn, ngày 27 tháng 3 năm 1937, chủng sinh Nguyễn Văn Bình được truyền chức linh mục tại Vương cung thánh đường Thánh Gioan Latêranô, Roma, Ý. Sau khi trở thành linh mục, Nguyễn Văn Bình hỗ trợ mục vụ tại một số Họ đạo thuộc khu vực Roma. Tháng 8 năm 1938, theo yêu cầu từ giám mục Địa phận và không thể tiếp tục việc học, ông trở về Việt Nam trong tình trạng sức khỏe suy kiệt. Tàu về đến Sài Gòn, linh mục Bình cần hai người trợ giúp mới có thể lên bờ. Sức khỏe Nguyễn Văn Bình trở nên tồi tệ kể từ khi ông mắc lao phổi rất nặng và bị xẹp phổi một bên. Kể từ thời điểm này đến khi qua đời, ông chỉ thở bằng một lá phổi, vai trở nên nghiêng một bên, mất cân đối. Về đến quê hương, linh mục Bình được bổ nhiệm coi sóc họ đạo Ðức Hòa (nay thuộc giáo phận Mỹ Tho), họ đạo vốn chỉ có 50 giáo dân, để hàng tuần có thời gian đến bệnh viện Chợ Rẫy chữa bệnh. Tuy vậy, linh mục Bình bất chấp các khó khăn với mục đích giữ việc sinh hoạt tôn giáo tại họ đạo này vì cho rằng mình cần tập làm quen với khó khăn.
Năm 1942, linh mục Nguyễn Văn Bình trở lại Sài Gòn vì được bổ nhiệm làm giáo sư Tiểu Chủng viện Sài Gòn, từ năm 1947 lại kiêm thêm linh hướng trường Taberd trong một năm. Vì có xu hướng thể hiện quan điểm quốc gia và dân tộc, ngoài linh mục Bình còn có linh mục Phaolô Nguyễn Văn Đậu bị điều chuyển khỏi chủng viện cùng một ngày. Cả hai linh mục này đều bị chuyển đi các Họ đạo ít người ở vùng cao nguyên.
Theo báo Sài Gòn Giải phóng, đầu năm 1947, Pháp khởi sự cuộc chiến tranh tái xâm lược Việt Nam. Lệnh kháng chiến từ phía chính quyền Việt Nam Dân chủ Cộng hòa cũng đã được ban hành. Có bốn linh mục ở miền Nam là các linh mục Hiền, Kính, Luật và Sang đã đi chiến khu tham gia kháng chiến và dư luận cho rằng các linh mục này “lạc đàng”. Một tờ truyền đơn được phổ biến vào thời điểm đó cho rằng các linh mục này là những người yêu nước. Giám mục Jean Cassaigne Sanh yêu cầu linh mục Nguyễn Văn Bình bày tỏ ý kiến về nội dung của tờ truyền đơn. Câu trả lời của linh mục Bình không làm hài lòng giám mục Sanh. Sau lần hỏi đáp với vị Đại diện Tông Tòa Sài Gòn, Nguyễn Văn Bình được điều chuyển rời khỏi chủng viện. Ngoài ra, cũng vì cùng bị nghi ngờ là chủ xướng việc phân phát truyền đơn trên, ngoài linh mục Nguyễn Văn Bình còn có ba linh mục khác, trong đó có linh mục Giuse Phạm Văn Thiên bị điều chuyển khỏi các chức vụ tại Chủng viện.
Từ năm 1948, Nguyễn Văn Bình làm linh mục Cha Sở họ đạo Cầu Đất, một họ đạo heo hút tại Đà Lạt, nơi có khoảng 300 giáo dân, tuy vậy trải trên địa bàn rộng gồm Đơn Dương, M’lọn, Bắc Hội và Đa Thọ. Khi nhận được tin bổ nhiệm, linh mục Nguyễn Văn Bình nhận nhiệm sở mới. Tại đó ngoài công việc mục vụ, ông còn thực hiện tờ báo mang tên "Tông Đồ" từ năm 1948 đến năm tháng 7 năm 1950 thì chuyển giao cho linh mục Lê Văn Nhơn. Trong thời kỳ quản nhiệm tại đây, linh mục Nguyễn Văn Bình sống đời thanh bần, có lúc ông đi bộ hơn 10 km để đến thăm giáo dân. Trong khoảng thời gian này, ông cũng hoàn thành các công việc mục vụ như xây dựng nhà thờ Đơn Dương, dựng lầu chuông nhà thờ Cầu Đất, xây Nhà nguyện ở cây số 12 (nay là nhà thờ Đa Lộc, giáo phận Đà Lạt) và cử hành bí tích Rửa Tội cho hàng trăm người mới nhập đạo Công giáo. Ngoài các công tác mục vụ, Nguyễn Văn Bình còn quan tâm đến đời sống khó khăn về vật chất của giáo dân. Những chiều Tất Niên, ông đi bộ 6 km trên quãng đường có nhiều cọp và bò rừng nhằm mục đích mua củi, gạo phát cho người nghèo sử dụng trong dịp Tết, đặt bánh cho thiếu nhi mừng giao thừa. Linh mục Nguyễn Văn Bình được thuyên chuyển về Sài Gòn làm giáo sư Đại Chủng viện Sài Gòn vào tháng 3 năm 1955.

## Đại diện Tông Tòa Cần Thơ
Ngày 20 tháng 9 năm 1955, linh mục Nguyễn Văn Bình được Toà Thánh bổ nhiệm làm giám mục Hiệu tòa Agnusiensi, Đại diện Tông Tòa Hạt Đại diện Tông tòa Cần Thơ. Lễ tấn phong cho vị giám mục tân cử được tổ chức tại nhà thờ Đức Bà Sài Gòn ngày 30 tháng 11 cùng năm, với phần nghi thức truyền chức chính yếu cử hành bởi Chủ phong là Giám mục Phêrô Máctinô Ngô Đình Thục, Đại diện Tông tòa Địa phận Vĩnh Long và hai giám mục Phụ phong là Giám mục Jean Cassaigne, nguyên Đại diện Tông Tòa Địa phận Sài Gòn và Tađêô Lê Hữu Từ, Đại diện Tông Tòa Địa phận Phát Diệm. Cùng được tấn phong trong dịp này có Tân Đại diện Tông Tòa Địa phận Sài Gòn Simon Hòa Nguyễn Văn Hiền.
Nguyễn Văn Bình chính thức nhận Địa phận Cần Thơ vào ngày 20 tháng 12 năm 1955, khi linh mục Tổng Đại diện Antôn Nguyễn Văn Thiện chào đón tân giám mục tại cầu Bắc Cần Thơ. Ngày hôm sau, giám mục Bình cử hành lễ đầu tiên tại núi Đức Mẹ Lộ Đức, nơi ông đã thực hiện nghi thức thánh hiến (làm phép) vào ngày hôm trước. Tham dự lễ này có các giám mục người Việt đầu tiên và đang hiện diện tại miền Nam: Phêrô Máctinô Ngô Đình Thục, Tađêô Lê Hữu Từ, Phêrô Maria Phạm Ngọc Chi, Giuse Trương Cao Đại và Simon Hòa Nguyễn Văn Hiền.
Khi được chia tách khỏi Địa phận Nam Vang, Địa phận Cần Thơ không có bất kỳ cơ sở chính yếu nào: không tòa Giám mục, không nhà thờ Chính tòa, không Chủng viện, tu viện và không có ngân sách tài chính. Sau khi nhậm chức cai quản địa phận, Nguyễn Văn Bình triệu tập các linh mục trong địa phận, bàn bạc, xem xét và xây dựng chương trình phát triển địa phận. Sau khi thảo luận xong, giám mục Bình tập trung nguồn nhân lực thuộc địa phận, tìm kiếm sự hỗ trợ,... Ông ưu tiên xây dựng các cơ sở tôn giáo và đào tạo nhân sự. Ông cũng chú trọng đến việc gầy dựng sự thiện cảm bằng cách đến thăm các gia đình tại các vùng xa xôi. Việc này thu được kết quả: ngoài Cần Thơ, một số vùng khác cũng có thiện cảm với giám mục Bình.
Nguyễn Văn Bình chọn Nhà thờ Cầu Xéo làm Nhà thờ Chánh Địa phận. Linh mục Antôn Nguyễn Văn Thiện, cha sở Cầu Xéo được bổ nhiệm làm linh mục Tổng Đại diện Địa phận. Sau khi chọn nhà thờ chánh, giám mục Bình triển khai xây dựng Tiểu chủng viện Á Thánh Quý. Ngày 1 tháng 4 năm 1956, bắt đầu khởi công xây tạm bằng cây, mái lá, sàn lót gạch Tàu ở địa điểm cạnh bên nhà thờ Sóc Trăng. Sau khi xây dựng tạm, Nguyễn Văn Bình đưa các chủng sinh thuộc các khối Đệ Thất đến Đệ Tam, tuyển thêm cho các lớp Đệ Nhất và Đệ Nhị. Ngày 15 tháng 9 năm 1956, chính thức khai giảng năm học mới với số chủng sinh là 138. Chỉ một tháng sau đó, ngày 16 tháng 10, chủng viện được khánh thành với tên gọi Á Thánh Quý (lấy theo tên Chân phước Phêrô Đoàn Công Quý). Giám mục Bình cũng đến địa phận Sài Gòn, mời gọi các linh mục giáo sư về giảng dạy tại Địa phận Cần Thơ. Hai năm đầu tiếp quản Địa phận Cần Thơ, Nguyễn Văn Bình sống tại nhà xứ của nhà thờ Chánh tòa Cần Thơ. Năm 1957, ông mua đất và nhà Vallery, nay trên đường Nguyễn Trãi, Cần Thơ và cho sửa sang lại để sử dụng. Cuối tháng 11 năm 1958, ông cho làm phép và khánh thành Tòa giám mục.
Giám mục Nguyễn Văn Bình cho thiết lập dòng nữ Tu Mến Thánh Giá nhằm mục đích hỗ trợ giáo sĩ truyền giáo trong địa phận. Linh mục Nicôla nhượng lại ngôi trường cũ trên mảnh đất 14.000 m² cho địa phận. Chính linh mục này được giám mục Bình bổ nhiệm làm Bề Trên tiên khởi của dòng nữ Mến Thánh Giá và nhờ 4 nữ tu Dòng Con Đức Bà Rousseykeo (Nam Vang) hỗ trợ đào tạo các nữ tu. Tháng 10 năm 1957, dòng đã lần đầu khai giảng, số lượng 32 thiếu nữ. Trong thời kỳ ban đầu, Nguyễn Văn Bình cũng gửi một số ít nữ tu đến học tại Dòng Mến Thánh Giá Chợ Quán, trong đó có nữ tu Magarita Sanh, em ruột của ông.
Nhận thấy thiếu nơi nghỉ ngơi cho các linh mục công tác tại Sài Gòn, Nguyễn Văn Bình cho xây dựng trụ sở Địa phận Cần Thơ tại Sài Gòn. Trụ sở có địa chỉ 2A Lương Hữu Khánh, Phạm Ngũ Lão, Sài Gòn. Tháng 10 năm 1957, ngôi nhà này chính thức hoàn thành, một phần nhờ sự hỗ trợ của giám mục Simon Hòa Nguyễn Văn Hiền, Cha sở  Họ đạo Chợ Đũi và Cha sở Họ đạo Cầu Kho trong việc tìm kiếm địa điểm. Giám mục Nguyễn Văn Bình cũng quan tâm đến sức khỏe các linh mục, khuyến khích họ mỗi năm nghỉ 1 tháng, chọn địa điểm phù hợp dự định xây nhà nghỉ mát linh mục ở Hòn Chông. Sau khi tách giáo phận Long Xuyên năm 1960, Hòn Chông thuộc tân giáo phận còn giám mục Bình trở thành Tổng giám mục Sài Gòn, dự định này bất thành. Nhằm mục đích sản xuất lương thực cho chủng viện và nhà dòng, Nguyễn Văn Bình quyết định mua 5 mẫu đất gần cầu Bình Thủy để tiến hành trồng trọt, chăn nuôi. Giám mục Bình cũng tiến hành mua một chiếc xe vận tải hạng nhẹ nhằm mục đích chở vật liệu xây dựng và mua sắm hàng hóa.
Với mục đích phát hành các ấn phẩm Công giáo và sách giáo khoa, văn học, Nguyễn Văn Bình tiến hành mua lại một nhà in lớn, đặt tên là Cần Thơ Án Quán, bổ nhiệm linh mục Anphongsô Nguyễn Thiên Tứ làm giám đốc. Địa phận cho phát hành bán nguyệt san Thực Hành với số lượng 2.300 bản cho mỗi số nhằm mục đích liên kết giáo dân và giáo sĩ, khích lệ phong trào Công giáo Tiến hành. Tờ báo Công giáo của Địa phận được giám mục Bình cho thành lập ngay trong năm đầu tiên ông quản lý địa phận, năm 1955.
Trước năm 1954, nhiều nhà thờ trên địa bàn Địa phận bị hư hại. Nguyễn Văn Bình cho sửa chữa nhiều nơi, trong đó có bảy nhà thờ phải xây lại hoàn toàn. Ngoài ra, ông cũng cho thiết lập thêm nhiều Họ đạo. Thời kỳ này, có nhiều giáo dân di cư từ Miền Bắc đến địa phận Cần Thơ, giám mục Bình sắp xếp cho định cư tại Cái Sắn, Định Hải và Phú Quốc. Tết năm 1957, ông tiếp nhận số lượng Việt kiều từ Campuchia hồi hương và cho họ định cư gần Cà Mau. Trong năm 1958, ông bàn giao cựu chủng viện Cù Lao Giêng cho các nam tu sĩ dòng Phan Sinh quản lý.
Ngoài việc xây dựng các công trình tôn giáo, Nguyễn Văn Bình còn quan tâm đến việc đào tạo giáo sĩ: Có thời kỳ số linh mục là 45 cử hành mục vụ cho 83.000 giáo dân. Nhận thấy khó khăn này, giám mục Địa phận đào tạo giáo dân trong Ban Quới chức nhằm hỗ trợ các linh mục, đồng thời khích lệ Công giáo Tiến hành. Ngoài ra, giám mục Bình thành lập Hội cựu tu sĩ Địa phận Cần Thơ và nhờ họ trợ giúp các linh mục làm các công tác mục vụ: dạy giáo lý, sinh hoạt các giới,... Nhóm này giao cho linh mục Nguyễn Thiên Tứ làm Giám đốc, tổ chức hội nghị mỗi ba tháng. Tiếp đến, Nguyễn Văn Bình cho khai mở các trường tư thục Công giáo, dần dần khoảng gần 10 trường Công giáo xuất hiện, dạy học theo chương trình chính phủ với học viên không phân biệt tôn giáo. Để tìm kiếm giáo viên, giám mục Bình lập đoàn giáo viên với các thanh niên chưa lập gia đình và có ước muốn tham gia để tuyển chọn, huấn luyện về phương pháp dạy học và giáo lý và điều động họ đi dạy tại các trường Công giáo vùng quê, có huấn luyện bổ sung. Tháng 11 năm 1956, Tòa Thánh phê chuẩn Hiến chương Công giáo Tiến hành. Giám mục Nguyễn Văn Bình khích lệ phong trào này dưới quyền linh mục Tổng đại diện Antôn Nguyễn Văn Thiện. Ngoài tờ báo Thực Hành để khích lệ, ông còn cho lập hai hội: Hùng Tâm Dũng Chí và Đạo Binh Đức Mẹ. Trong thời kỳ này, linh mục Philípphê Nguyễn Kim Điền cùng một số tu sĩ dòng Tiểu Đệ đến sinh sống tại Bình Thủy, Cần Thơ. Giám mục Nguyễn Văn Bình đã hỗ trợ nhóm này bằng việc phụ công kéo lá.
Tính đến cuối tháng 11 năm 1959, Nguyễn Văn Bình đạt được các kết quả khả quan trong các vấn đề xây dựng các cơ sở xã hội của mình: Trường trung học, tiểu học, mẫu giáo Công giáo có đều ở các tỉnh trong Giáo phận dạy số nam sinh là trên 12.000 và số nữ sinh trên 10.000, phần lớn là người Công giáo. Số linh mục tăng từ 52 linh mục địa phương năm 1955 lên 142 và số giáo dân tăng lên 150.201. Số Quới chức và các Thầy giảng là 1.427 người. Trong thời kỳ này, ngoài xây dựng các cơ sở tôn giáo, đào tạo nhân sự, Nguyễn Văn Bình còn quan tâm đến việc cải thiện đời sống cho giáo dân tại các giáo điểm mới. Ông thường xuyên đi đến các tỉnh khác nhau để trao Bí tích Thêm Sức hoặc chiếu phim nhằm cải thiện đời sống. Trên các chuyến ghe đến các vùng khó khăn, ông an ủi và khuyến khích giáo dân sống đạo tốt.
Trong làn sóng di cư vào miền Nam, giám mục Bình có công sắp đặt và bình thường hóa cho hơn nửa triệu người Công giáo di cư. Ông cũng quan tâm hạn chế những đố kị giữa người Công giáo hai miền, quyết định pha trộn tạo nên các họ đạo, dòng tu, hội đoàn và trường tư thục Công giáo gồm thành phần cả Công giáo miền Nam và miền Bắc. Các giám mục miền Nam có cuộc họp với Khâm sứ Tòa Thánh Mario Brini vào tháng 4 năm 1960 và quyết định đưa các chủng viện di cư dưới sự quản lý của giám mục địa phận. Các chủng sinh Cần Thơ được đào tạo tại Đại chủng viện Miền Sài Gòn, một trong hai chủng viện miền. Giám mục Nguyễn Văn Bình và Tađêô Lê Hữu Từ đã đặt tên cho chủng viện này là Đại chủng viện Lê Bảo Tịnh vào ngày 17 tháng 6 năm 1960. Hai giám mục cũng chọn linh mục Giuse Phạm Văn Thiên làm Giám đốc Đại chủng viện.

## Tổng giám mục Sài Gòn

### Bổ nhiệm và nhậm chức
Ngày 24 tháng 11 năm 1960, Giáo hoàng Gioan XXIII thiết lập hàng giáo phẩm tại Việt Nam và bổ nhiệm Đại diện Tông Tòa Địa phận Cần Thơ Phaolô Nguyễn Văn Bình làm Tổng Giám mục Tổng giáo phận Sài Gòn. Tổng giáo phận Sài Gòn đóng vai trò quan trọng tại Việt Nam Cộng hòa vì là thủ đô của chính thể này và nắm giữ vai trò chính trị, văn hoá, kinh tế quan trọng. Thời điểm này, Tổng giáo phận Sài Gòn rộng lớn, bao phủ gần hết diện tích vùng Đông Nam Bộ và có nhiều dân tộc thiểu số sống chung với người Kinh nên cần chăm sóc mục vụ. Tổng giáo phận Sài Gòn cũng được đánh giá là tổng giáo phận quan trọng nhất tại Việt Nam vào thời điểm này.
Giáo sư – Tiến sĩ Đỗ Quang Hưng, nguyên Viện trưởng Viện nghiên cứu Tôn giáo có bài viết nhận định về Tổng giám mục Bình đưa ra lý do giám mục này được bổ nhiệm vào vị trí tại Sài Gòn: việc bổ nhiệm giám mục Bình từ Cần Thơ lên Sài Gòn giải quyết được vấn đề bài toán chính trị – tôn giáo phức tạp: Giám mục Nguyễn Văn Bình là một giám mục mẫu mực và giản dị, có đường hướng canh tân và hòa giải theo Công đồng Vatican II, giữ được khoảng cách giữa chính trị và tôn giáo. Bằng việc đảm nhận chức Tổng giám mục Sài Gòn, Nguyễn Văn Bình trở thành người quản lý số giáo dân Công giáo là 567.455 người, cùng với 583 linh mục triều và 125 linh mục dòng và 2.540 tu sĩ nam nữ thuộc Tổng giáo phận.
Việc bổ nhiệm Nguyễn Văn Bình làm Tổng giám mục Sài Gòn là một bất ngờ, vì Tổng thống Việt Nam Cộng hòa Ngô Đình Diệm đã vận động để anh trai mình là giám mục Ngô Đình Thục làm Tổng giám mục Sài Gòn. Nói về vấn đề bổ nhiệm Tổng giám mục cho Thủ đô của Việt Nam Cộng hòa, linh mục Thiện Cẩm cho biết ý định của chính quyền Đệ nhất Cộng hòa Ngô Đình Diệm là đưa anh trai ông này, giám mục Phêrô Máctinô Ngô Đình Thục từ Địa phận Vĩnh Long về làm Tổng giám mục Sài Gòn. Giám mục Thục có uy thế mạnh, vừa là anh trai Tổng thống, đồng thời là niên trưởng giám mục đoàn miền Nam Việt Nam. Tuy vậy, Tòa Thánh lại quyết định điều chuyển giám mục Thục ra Tổng giáo phận Huế, quê hương ông này và điều chuyển Giám mục Địa phận Cần Thơ Nguyễn Văn Bình làm Tổng giám mục Sài Gòn. Việc bổ nhiệm này cũng được đánh giá là để giải quyết xung đột giữa các khổi giáo dân hai miền Nam Bắc, do sau cuộc di cư, 7/9 số lượng giáo dân ở miền Nam là di dân miền Bắc. Trước đó, vào năm 1955, khi Tòa Thánh chọn Đại diện Tông Tòa Sài Gòn kế nhiệm giám mục Jean Cassaigne đã không chọn giám mục Ngô Đình Thục và chọn tân giám mục Simon Hòa Nguyễn Văn Hiền. Việc này làm chính quyền Ngô Đình Diệm phản ứng mạnh mẽ và cản trở sinh hoạt tôn giáo của Giám mục Nguyễn Văn Hiền. Tòa Thánh quyết định nhượng bộ và điều chuyển giám mục Hiền làm giám mục giáo phận Đà Lạt và chọn giám mục Nguyễn Văn Bình, là người có thái độ chính trị thích hợp hơn.
Viết trong sách Ai giết anh em Ngô Đình Diệm, Quốc Đại cho rằng bằng việc bổ nhiệm này, Tòa Thánh muốn tìm lại không khí tốt đẹp giữa chính quyền Ngô Đình Diệm với giáo phận Sài Gòn. Ellen Joy Hammer viết trong sách A Death in November: America in Vietnam, 1963 cho rằng Tòa Thánh Vatican chọn Nguyễn Văn Bình mà không phải Ngô Đình Thục, người đã là giám mục từ năm 1938 là vì muốn tách biệt giáo hội ra khỏi chế độ chính trị của gia đình họ Ngô. Tân tổng giám mục Bình được Tòa Thánh đánh giá là người cẩn thận và ôn hòa, sẽ không để giáo hội địa phương lại quá "gần gũi" với chính quyền Ngô Đình Diệm.
Ngay trong những tháng đầu tiên khi được chuyển về Sài Gòn, ngay trong năm 1960, Tổng giám mục Nguyễn Văn Bình bổ nhiệm linh mục Gioan Maria Trần Văn Hiến Minh làm Bề Trên, quản lý trường Trung học Nguyễn Bá Tòng. Linh mục này quản lý trường Nguyễn Bá Tòng cho đến năm 1975. Nguyễn Văn Bình chính thức nhận Tổng giáo phận Sài Gòn vào ngày lễ Phục Sinh, tức ngày 2 tháng 4 năm 1961. Lễ nhậm chức được tổ chức tại Nhà thờ Đức Bà Sài Gòn.

### Những năm đầu cai quản giáo phận (1961 – 1963)
Vừa về nhận giáo phận, tổng giám mục Nguyễn Văn Bình được cử làm chủ tịch Ủy ban Giám mục đặc trách các phong trào Công giáo Tiến hành – Tông đồ Giáo dân của cả miền Nam Việt Nam. Ông dành nhiều thời gian đến thăm các đoàn thể của giới Công giáo: các đoàn thể tu đức, các đoàn thể công tác xã hội, các đoàn thể trí thức, các đoàn thể thanh niên, các đoàn thể thiếu niên và các đoàn thể cho người lớn. Trong 5 năm đầu tiên sau khi trở thành Tổng giám mục, Nguyễn Văn Bình tiếp tục công việc của vị tiền nhiệm Simon Hòa Nguyễn Văn Hiền, đó là sắp xếp và bình thường hóa đời sống đạo của giáo dân Công giáo di cư, vốn có số lượng lên đến hơn nửa triệu người.
Dưới thời Tổng thống Việt Nam Cộng hòa Ngô Đình Diệm, một số người Công giáo cho rằng việc biệt đãi đối với Công giáo là một việc không công bằng. Hai giám mục được nhóm người này đề cao vì tách Giáo hội Công giáo tại Việt Nam khỏi sự ảnh hưởng của chính thể Việt Nam Cộng hòa là giám mục Simon Hòa Nguyễn Văn Hiền và vị kế vị tại Sài Gòn, Tổng giám mục Nguyễn Văn Bình. Một giám mục khác có cách ứng xử tương tự trong vấn đề này là giám mục giáo phận Cần Thơ Philípphê Nguyễn Kim Điền.
Trong phiên họp giữa Khâm sứ Tòa Thánh Mario Brini và các giám mục miền Nam Việt Nam đã đạt kết quả thống nhất Chủng viện hiện có trong Địa phận Sài Gòn. Quyết định này công bố trong Văn thư số 274 đề ngày 12 tháng 4 năm 1960. Một trong các nội dung thống nhất là tổ chức hai Đại chủng viện miền, một là Đại chủng viện Quy Nhơn và hai là đại chủng viện Sài Gòn. Hai tháng sau đó, vào ngày 17 tháng 6 năm 1960 hai giám mục Lê Hữu Từ và Nguyễn Văn Bình quyết định đặt tên cho Đại chủng viện Sài Gòn là Đại chủng viện Lê Bảo Tịnh. Tháng 7 năm 1961, các giáo sư – giáo sĩ ngoại quốc bàn giao Đại chủng viện Sài Gòn cho hàng giáo sĩ Việt Nam và Tổng giám mục Nguyễn Văn Bình chọn linh mục Giuse Phạm Văn Thiên trở thành giám đốc người Việt Nam tiên khởi.
Tháng 11 năm 1961, Tổng giám mục Nguyễn Văn Bình kêu gọi hỗ trợ các nạn nhân lũ lụt ở vùng Đồng bằng sông Cửu Long. Tổng giám mục Bình nhắc nhở người công giáo rằng việc giúp đỡ người khác là bổn phận phải thi hành. Lời kêu gọi thu được kết quả là 400.000 đồng (thời giá năm 1961) và 200 túi quần áo, trong đó có sự đóng góp của những người ngoài Công giáo.
Trong năm 1962, Tổng giám mục Nguyễn Văn Bình quyết định đưa chiếc gông của thánh Mátthêu Lê Văn Gẫm đeo từ khám đường Chợ Quán đến Cây Da Còm thuộc họ Chợ Đũi đến đền thờ Thánh Gẫm với mục đích trưng bày, sau gần 200 năm lưu giữ tại Chủng viện Sài Gòn. Trong một bài viết vào tháng 7 năm 1962, Tổng giám mục Nguyễn Văn Bình nhận định tình hình Công giáo ở miền Nam Việt Nam hiện đang bi thảm và người dân đang sống rất vất vả. Ông cho rằng việc đối đầu giữa hai phía là Công giáo và Cộng sản diễn ra ở miền Nam Việt Nam rõ rệt hơn bất cứ nơi nào khác. Trong bài viết, Nguyễn Văn Bình cũng loan tin về số lượng người gia nhập vào đạo Công giáo đang có tiến triển tốt, chủ yếu những người mới nhập đạo đến từ khu vực Quy Nhơn.
Đầu năm 1962, Giáo hoàng Gioan XXIII thông báo cuối năm sẽ họp Công đồng Vaticanô II với mục đích canh tân Giáo hội Công giáo Rôma. Tổng giám mục Bình tham gia cách tích cực trong nhiều hoạt động hội thảo, chiếu phim, các cuộc triển lãm, tranh luận,... để tìm hiểu Công đồng. Đầu tháng 11, Giáo hoàng bổ nhiệm các giám mục trên khắp thế giới vào các ủy ban làm việc với các chủ đề khác nhau. Tổng giám mục Nguyễn Văn Bình được bổ nhiệm làm thành viên Ủy ban Kỷ luật Giáo sĩ. Chỉ có hai giám mục Việt Nam được chọn làm thành viên các ủy ban này, ngoài Tổng giám mục Bình còn có Tổng giám mục Tổng giáo phận Huế Phêrô Máctinô Ngô Đình Thục được bổ nhiệm làm thành viên Ủy ban Truyền giáo.
Ngày 12 tháng 11 năm 1962, Tổng giám mục Nguyễn Văn Bình chủ tế lễ khai mạc các cuộc họp thứ 14 đến 16 thuộc giai đoạn I của Công đồng Vaticanô II. Một ngày sau đó, Giáo hoàng Gioan XXIII công bố sắc chỉ "Spectabile Monumentum" quyết định thăng cấp Nhà thờ Đức Bà, tôn phong nhà thờ này vào nhóm các Vương Cung Thánh Đường. Cuối năm 1962, cùng với các giám mục sắp tham gia Công đồng, Tổng giám mục Bình chủ sự một buổi lễ canh thức để cầu nguyện cho công đồng và các nghị phụ Việt Nam và xin các giám mục này truyền đạt đến công đồng “thỉnh nguyện thư của tín hữu Việt Nam”. Nội dung thỉnh nguyện thư trình bày nguyện vọng được sử dụng tiếng Việt trong thánh lễ và mong muốn đổi mới trong cơ cấu và sinh hoạt mục vụ ở địa phương. Nguyễn Văn Bình chính là tác giả tinh thần của thỉnh nguyện thư này. Tổng giám mục Bình tham dự các Giai đoạn I, II và IV của Công đồng Vaticanô II. Tổng cộng có tất cả 17 giám mục Việt Nam từng tham dự họp Công đồng.
Cũng trong khoảng thời gian cuối năm 1962, Nguyễn Văn Bình đến Roma. Tại đây, ông có dịp gặp Tổng thư ký Bộ Truyền giáo, nội dung chính xoay quanh việc có linh mục và giáo dân tố cáo ông mua phần lớn cổ phần của khách sạn Caravelle. Dịp Giáng sinh cùng năm, Tổng giám mục Nguyễn Văn Bình tiếp đón Hồng y Hoa Kỳ Francis Spellman trong dịp ông này đến Việt Nam Cộng hòa với mục đích chúc mừng dịp Giáng sinh đến quân đội Mỹ đồn trú tại đây.
Ngày 21 tháng 2 năm 1963, Tổng giám mục Nguyễn Văn Bình tham gia đoàn tiếp đón tân Khâm sứ Tòa Thánh tại Việt Nam, Lào và Campuchia là Tổng giám mục Salvatore Asta khi ông này đến Sài Gòn. Cùng đại diện hàng giáo sĩ Công giáo Việt Nam còn có Tổng giám mục Huế Ngô Đình Thục. Đông đảo giáo sĩ, tu sĩ, giáo dân và một số quan chức Việt Nam Cộng hòa tham gia buổi tiếp đón này. Tính đến năm 1963, số giáo dân gốc Hoa tại Tổng giáo phận Sài Gòn bao gồm giáo xứ Phanxicô Xaviê và các tỉnh không vượt qua mức 5.500 người. Tuy vậy, Nguyễn Văn Bình quyết định xây riêng một tiểu chủng viện dành cho cộng đồng Công giáo người Việt gốc Hoa là Tiểu chủng viện Thánh Carôlô (584 Hùng Vương, quận 6). Tính đến thập niên 1970, Tiểu Chủng viện này có hơn 30 chủng sinh, 2 chủng sinh du học tại Penang (Malaysia), 2 chủng sinh du học Roma và 10 chủng sinh tiếp tục theo học Đại Chủng viện Sài Gòn. Sau thời kỳ thuyền nhân rời khỏi Việt Nam, số người Việt gốc Hoa giảm dần và chỉ còn lại lượng người rất ít, tuy vậy số chủng sinh theo học tại đây vẫn còn tiếp tục duy trì.

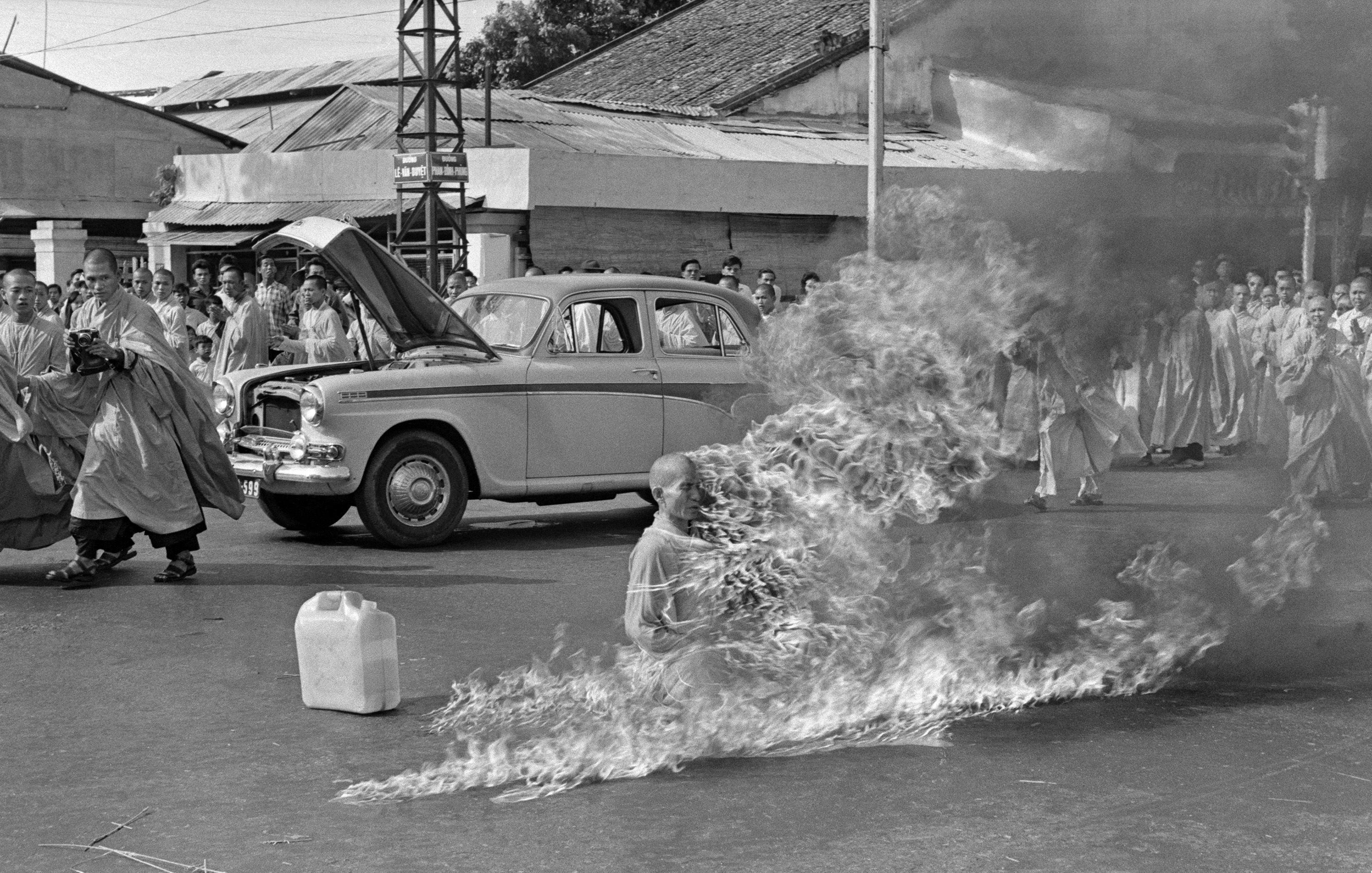
Hình ảnh Hoà thượng Thích Quảng Đức tự thiêu ngày 11 tháng 6 năm 1963

Trước tình hình cờ Tòa Thánh Vatican treo ở khắp các nơi, kể cả các cơ quan công quyền vào dịp lễ Công giáo, Tổng giám mục Nguyễn Văn Bình viết thư nhằm chỉnh đốn tình trạng này vào ngày 15 tháng 5 năm 1963. Ông quy định cờ Tòa Thánh chỉ treo tại các cơ sở tôn giáo là nhà thờ và các cơ sở Công giáo. Viết trong sách Bên giòng lịch sử, linh mục Cao Văn Luận cho rằng thông cáo này của Tổng giám mục Bình được công bố vào ngày 10 tháng 5. Lúc cầm quyền, chính quyền của Ngô Đình Diệm phân biệt đối xử đối với Phật giáo, dẫn đến các phong trào phản đối diễn ra nhiều nơi, từ Huế lan vào Sài Gòn, bắt đầu từ sự kiện Phật Đản ngày 8 tháng 5 năm 1963. Ngày 11 tháng 6 năm 1963, Hòa thượng Thích Quảng Đức tự thiêu tại ngã tư đường Lê Văn Duyệt và Phan Đình Phùng (nay là đường Cách Mạng Tháng Tám và Nguyễn Đình Chiểu). Việc tự thiêu của Hòa thượng được hàng chục ngàn tăng ni, tín đồ Phật giáo và các quan sát viên quốc tế theo dõi, loan tin trên các báo chí khắp nơi trên thế giới. Cùng lúc Hòa thượng Thích Quảng Đức tự thiêu, Tổng giám mục Nguyễn Văn Bình đang chủ sự lễ cầu nguyện tại Nhà thờ Đức Bà Sài Gòn cho cố Giáo hoàng Gioan XXIII vừa qua đời. Biết tin Giáo hoàng từ trần, Hòa thượng chủ tổng hội Phật giáo gửi thư chia buồn đến Tổng giám mục Bình.
Vài ngày sau khi Hòa thượng Thích Quảng Đức tự thiêu, ngày 16 tháng 6, Tổng giám mục Nguyễn Văn Bình chính thức lên tiếng và phủ nhận sự liên quan của Giáo hội Thiên Chúa giáo Việt Nam và thừa nhận vai trò chủ động trong cuộc tranh chấp đến từ các tín đồ Thiên Chúa giáo. Bức thư chung thứ hai của tổng giám mục Bình gửi tu sĩ và giáo dân khẳng định rằng Giáo hội không những không gây nên biến cố, mà còn đau đớn vì những tai họa đã và còn là ác quá của biến cố. Trong thư, ông nhắc nhở giáo dân về sự tách biệt của Giáo hội và Nhà nước, vâng phục các chính quyền dân sự hợp pháp. Bức thư này đọc một cách công khai tại toàn bộ các nhà thờ và nhà nguyện thuộc Tổng giáo phận Sài Gòn. Trước đó, các sinh hoạt tôn giáo diễn ra ngoài trời dịp lễ Mình và Máu Chúa Kitô vào ngày 16 tháng 6 được Tổng giám mục Nguyễn Văn Bình cho phép hủy bỏ.
Ngày 24 tháng 6 năm 1963, sau khi gặp mặt thuyết phục Tổng thống Ngô Đình Diệm thay đổi thượng tầng lãnh đạo Việt Nam Cộng hòa bất thành, linh mục Cao Văn Luận đến gặp Tổng giám mục Nguyễn Văn Bình để nhờ ông này, với vai trò tôn giáo sẽ gây áp lực lên ông Ngô Đình Diệm. Nội dung trình bày với Tổng giám mục Bình là linh mục Luận từ Hoa Kỳ trở về, nhận thấy dư luận Hoa Kỳ đã mất thiện cảm với chính quyền Ngô Đình Diệm và quốc hội nước này chịu áp lực từ quần chúng, chỉ có thể tiếp tục ủng hộ Việt Nam Cộng hòa nếu họ chịu cải tổ chính trị, nếu không nước này sẽ triệt hạ ông Ngô Đình Diệm và làm đất nước suy vong. Tổng giám mục Bình sau khi lắng nghe linh mục Luận trình bày đã nhận định tình thế thật khó khăn và phức tạp. Ông chấp nhận đề nghị cùng các giám mục khác bàn thảo và soạn thư chung gửi đến Ngô Đình Diệm của linh mục Luận. Linh mục Luận cho biết cũng không rõ việc này có được thực hiện hay không. Linh mục này sau đó cũng đến trình bày về các cuộc gặp với Ngô Đình Diệm và Tổng giám mục Nguyễn Văn Bình cho Khâm sứ Tòa Thánh Salvatore Asta.
Ngày 22 tháng 8 năm 1963, Tổng giám mục Nguyễn Văn Bình công bố lá thư mục vụ nhằm giải thích giáo lý Công giáo và bổn phận của người Công giáo trong bối cảnh tranh chấp giữa chính phủ Việt Nam Cộng hòa với các nhóm Phật giáo. Ông kêu gọi người Công giáo phải là những nhà hòa giải, đồng thời lên án các báo chí ngoại quốc đưa tin sai sự thật. Tổng giám mục Bình cho biết trong các cuộc biểu tình xung quanh các ngôi chùa, không ai đổ lỗi cho Giáo hội Công giáo hoặc người Công giáo, tuy vậy những tin đồn bất lợi cho giáo hội Công giáo được loan truyền và đăng tải trên các báo chí ngoại quốc. Các báo chí được Tổng giám mục Bình nhắc đến được nhận định là các báo tại vùng Đông Nam Á. Nhiều nhà sư ủng hộ Tổng thư ký Phật giáo Thế giới khi ông này tuyên bố không nên lên án và nhận định nguyên nhân vụ tranh chấp là từ phía Thiên Chúa giáo nhưng cho rằng vụ việc này chỉ liên quan đến nhóm tín đồ Thiên Chúa giáo xung quanh Ngô Đình Diệm. Tổng giám mục Nguyễn Văn Bình kêu gọi tín đồ Công giáo trung thành đoàn kết và hòa bình, tôn trọng tự do tín ngưỡng. Tại Tổng giáo phận Huế, tổng giám mục Ngô Đình Thục cũng kêu gọi giáo dân tôn trọng quyết định mới về việc treo cờ. Từ Lâu đài Gadolfo, Giáo hoàng Phaolô VI đã gửi thư đến người dân Việt Nam Cộng hòa và bày tỏ sự lo lắng của ông về những bất ổn tại đây. Ông cũng gửi một thông điệp cho Tổng giám mục Nguyễn Văn Bình. Sau đó, Giáo hoàng cũng đã viết một bức thư khác gửi Giáo hội Công giáo miền Nam Việt Nam và bức thư được công bố vào ngày 13 tháng 9 với nội dung bày tỏ sự lo lắng và thống khổ về tình hình nghiêm trọng tại đây. Lo ngại với thực trạng phía Thiên Chúa giáo có giáo sĩ phục vụ trong quân đội nhưng phía Phật giáo chưa có đại diện có thể gây bất hòa trong quân đội, Tổng giám mục Nguyễn Văn Bình viết thư mục vụ, kêu gọi người Công giáo cố gắng hết mình vì sự hòa hợp và hòa bình. Tổng giám mục Bình cũng cầu nguyện để giáo dân đừng bị dẫn dắt và hành động khi nghe theo những tin đồn thiếu công bằng về người Công giáo.
Ngày 23 tháng 9 năm 1963, Tổng giám mục Nguyễn Văn Bình trả lời phỏng vấn trên kênh Phát thanh và Truyền hình Ý. Ông cho biết ông lấy làm tiếc về những rạn nứt giữa Phật giáo và chính phủ Việt Nam Cộng hòa. Khi được hỏi về mối quan hệ của mình với các đồng bào ngoài Kitô giáo, Tổng giám mục Bình cho rằng những ông chưa bao giờ gặp khó khăn khi tiếp xúc với những người này. Ông cho biết mình đối xử tốt với họ và nhận được điều ngược lại từ phía những người trên. Tổng giám mục Bình cũng chia sẻ về tình bạn giữa ông với một nhà sư khi ông còn là linh mục ở một miền quê. Trả lời câu hỏi về thái độ của tín đồ Công giáo với cuộc xung đột này, Tổng giám mục Bình cho rằng họ đã cố gắng thúc đẩy hòa bình. Ngày 24 tháng 9, lá thư Tổng giám mục Nguyễn Văn Bình viết thư nhằm cảm ơn thư từ Giáo hoàng gửi đến trước đó vào ngày 26 tháng 8 được công bố. Bức thư được viết vào ngày 11 tháng 9, với nội dung là tổng giám mục Bình cảm ơn lá thư của Giáo hoàng đã an ủi giáo dân trong những ngày tháng đau buồn. Ông cũng cho rằng mình cảm nhận được sự đoàn kết của giáo sĩ, giáo dân đối với các giám mục Công giáo Việt Nam cách rõ nét.
Cộng đoàn tu sĩ Châu Sơn đạt những thành tựu đáng ghi nhận, Đại Hội toàn Dòng Xitô năm 1963 quyết định nâng Đan viện tự trị Châu Sơn cùng với hai Đan viện Phước Sơn và Phước Lý lên hàng “Đan Phụ viện” (Abbatia). Thánh bộ Dòng tu chuẩn thuận qua văn thư vào tháng 11 năm 1963. Nhằm mục đích đánh dấu mốc trưởng thành của Dòng Xitô và cổ võ đời sống tu trì chiêm niệm, Nguyễn Văn Bình đề nghị tiến hành nghi lễ chúc phong ba Viện Phụ tiên khởi của dòng tại Vương cung Thánh đường Đức Bà Sài Gòn. Buổi lễ tổ chức vào ngày 19 tháng 3 năm 1964 với sự tham dự của đông đảo các giám mục. Chủ sự buổi lễ là bề trên dòng Xitô Sighard Kleiner. Đại diện chính quyền, các cộng đoàn tu sĩ và người dân không phân biệt tôn giáo cũng tham dự buổi lễ.
Để tránh các mâu thuẫn tôn giáo, năm 1963, Tổng giám mục Nguyễn Văn Bình khởi xướng công việc "đối thoại liên tôn" cũng như hợp tác cùng các tôn giáo khác trong các công tác xã hội.

### Giai đoạn căng thẳng tôn giáo, chính trị tại Việt Nam Cộng hòa (1963 – 1964)
Cuộc đảo chính vào ngày 1 tháng 11 năm 1963 đã lật đổ Tổng thống Việt Nam Cộng hòa Ngô Đình Diệm, đồng thời cũng dẫn đến cái chết của chính Ngô Đình Diệm và em trai ông này là Ngô Đình Nhu. Ngày 2 tháng 11, Giáo hoàng gửi thông tin đến Tổng giám mục Nguyễn Văn Bình và cho biết hãy cầu nguyện để Việt Nam vượt qua hoàn cảnh đau đớn này. Tin từ Giáo hoàng tránh nhắc đến vụ đảo chánh tại Việt Nam Cộng hòa. Giữa tháng 11, Tổng giám mục Nguyễn Văn Bình trở về Việt Nam, sau khi tham gia đoạn thứ hai của Công đồng Vaticanô II tổ chức vào năm 1963. Sau khi từ Roma trở về Sài Gòn vài giờ, Tổng giám mục Nguyễn Văn Bình gọi cho tướng Dương Văn Minh, Chủ tịch Hội đồng Quân nhân Cách mạng, sau đó là tướng Nguyễn Ngọc Thơ. Tướng Minh đang có cuộc họp với 12 tướng lĩnh quân sự vào thời điểm này, nhưng trình bày (qua điện thoại) với Tổng giám mục Bình về tình hình quân sự. Nguyễn Văn Bình kêu gọi thúc đẩy hòa hợp mọi người thuộc các tôn giáo tại Việt Nam.
Trong hai ngày 29 và 30 tháng 12 năm 1963, Tổng giám mục Nguyễn Văn Bình chủ sự lễ kỷ niệm 100 năm thành lập Tiểu chủng viện Thánh Giuse Sài Gòn. Chủng viện này từ khi thành lập cho đến năm 1964 đã đào tạo được 4 giám mục, trong số đó có giám mục Tiên khởi Việt Nam Gioan Baotixita Nguyễn Bá Tòng và Tổng giám mục Bình. Cũng trong năm này, Nguyễn Văn Bình cho xây dựng mới Tiểu chủng viện và Đại chủng viện Thánh Giuse Sài Gòn nhân dịp 100 năm thành lập.
Nhân những ngày đầu năm 1964 với chuyến hành hương đến Thánh Địa của Giáo hoàng Phaolô VI, Tổng giám mục Nguyễn Văn Bình kêu gọi giáo dân cầu nguyện theo ý Giáo hoàng, đặc biệt là Công đồng Vatican II và hòa bình. Ngày 7 tháng 1, Tổng giám mục Bình cử hành lễ tang cho thân mẫu cố tổng thống Ngô Đình Diệm và Tổng giám mục Ngô Đình Thục (bà Anna Nguyễn Thị Thân) tại Nhà thờ Chúa Cứu Thế. Cuối tháng 1 năm 1964, các giám mục tại miền Nam quyết định thành lập Hội đồng Giám mục Việt Nam, với cơ cấu gồm một chủ tịch và hai thư ký mỗi năm. Tổng giám mục Nguyễn Văn Bình đắc cử chức vụ Chủ tịch đầu tiên của Hội đồng này. Giữa tháng 2 cùng năm, trong lúc dịch hạch đang phát triển mạnh mẽ, Tổng giám mục Nguyễn Văn Bình đến thăm các nhân viên y tế đang căng thẳng làm việc tại khu vực chữa bệnh. Trong bối cảnh sau vụ việc đảo chính tại Việt Nam Cộng hòa vào cuối tháng 1 năm 1964, các nhóm Phật giáo không phản đối việc bổ nhiệm một tín đồ Công giáo vào chức vụ Thủ tướng, Tổng giám mục Nguyễn Văn Bình nói với tướng Nguyễn Khánh từ Hội đồng Quân nhân Cách mạng quan điểm của các giám mục Công giáo rằng nếu có hai ứng viên, một từ Kitô giáo và một ngoài Kitô giáo mà người ngoài Kitô giáo có khả năng tốt hơn thì các giám mục mong muốn người này trở thành thủ tướng mới.
Ngày 3 tháng 3 năm 1964, Tổng giám mục Nguyễn Văn Bình với tư cách Chủ tịch Hội đồng Giám mục Miền Nam Việt Nam công khai bác bỏ các cáo buộc về việc sơ tán người Công giáo sau khi kí Hiệp định Genève 1954 là do các giám mục tổ chức. Ông cho biết những tin đồn nhằm gieo rắc sự bất hòa giữa người theo đạo Công giáo và những người không theo tôn giáo này. Tin đồn trên cũng bị bác bỏ trên tờ Nhật báo Xây Dựng, một tờ báo Công giáo. Giữa tháng 3 cùng năm, Bộ trưởng Quốc phòng Hoa Kỳ Robert McNamara tới thăm Việt Nam và Chủ tịch Hội đồng tham mưu trưởng liên quân Maxwell D. Taylor đến nhận nhiệm vụ Đại sứ Hoa Kỳ tại Việt Nam Cộng hòa, được tướng Việt Nam Cộng hòa Nguyễn Khánh tiếp đón. Bữa tiệc chiêu đãi các quan chức Hoa Kỳ này được tổ chức dưới dạng một bữa tiệc công cộng, với nhiều khách mời là các vị giáo sĩ các tôn giáo như Công giáo, Phật giáo, Hòa Hảo và Cao Đài. Về phía Công giáo có Tổng giám mục Nguyễn Văn Bình tham dự. Ngày 20 tháng 3, Nguyễn Văn Bình tham gia phiên khai mạc Đại hội lần thứ 4 của Liên đoàn Lao Động Việt Nam, tên cũ là Liên Đoàn Lao động Kitô giáo Việt Nam.
Sau vụ đảo chánh, người em của Ngô Đình Diệm ở Huế là Ngô Đình Cẩn sau đó cũng bị bắt vào ngày 4 tháng 11 năm 1963. Phiên xử án tử hình ông Cẩn được tổ chức ngày 16 tháng 4 năm 1964. Tổng giám mục Nguyễn Văn Bình viết đơn cho tướng Dương Văn Minh, Quốc trưởng Việt Nam Cộng hòa với mục đích xin miễn án tử cho Ngô Đình Cẩn vì lý do ông Cẩn đang lâm trọng bệnh và thời gian sống được còn rất ít. Đơn xin ân xá của Ngô Đình Cẩn và thư của tổng giám mục Nguyễn Văn Bình đều bị Dương Văn Minh bác bỏ.
Thiếu tá Đặng Sĩ là một sĩ quan người Công giáo, bị cáo buộc có liên quan trong việc chỉ huy lực lượng bảo vệ chống lại những người biểu tình Phật giáo làm 8 người thiệt mạng vào ngày 8 tháng 5 năm 1963. Theo một số nguồn tin, phiên toà được tổ chức tại Sài Gòn vào ngày 2 tháng 6 năm 1964. Một số nhóm Công giáo phản đối mạnh mẽ vụ việc này, một số nhà ngoại giao nước ngoài kêu gọi chính quyền Việt Nam Cộng hòa thay đổi kế hoạch. Phiên tòa xét xử đã bị hoãn lại sau dịp lễ Phật Đản (ngày 26 tháng 5). Những nhóm Công giáo dự định biểu tình vào ngày 24 tháng 5, nhưng Tổng giám mục Nguyễn Văn Bình yêu cầu hủy bỏ các cuộc biểu tình này. Tình hình căng thẳng giữa Công giáo và Phật giáo gia tăng. Một số tín đồ Công giáo cho rằng những tín đồ Phật giáo đối xử với họ với thái độ thù địch như những gì chính quyền Ngô Đình Diệm đã đối xử với tín đồ Phật giáo. Căng thẳng giữa hai tôn giáo này tăng cao trong những tuần trước lễ Phật Đản (Dương lịch 1964). Tổng giám mục Nguyễn Văn Bình ra lệnh hủy một cuộc biểu tình của những người Công giáo vì ông nhận được tin tức cho rằng tín đồ của hai tôn giáo có thể xảy ra đụng độ. Vị Tổng giám mục Sài Gòn cũng ra tuyên bố gợi ý việc có thể sắp xếp biểu tình mới nhằm phản ứng lại tín đồ Phật giáo và cho biết việc hủy bỏ biểu tình chỉ có hiệu lực cho đến ngày lễ Phật Đản. Trên thực tế, các cuộc biểu tình này dự kiến tổ chức vào những ngày Chủ nhật liên tiếp vào tháng 5, nhưng bị hoãn vì yêu cầu của Tổng giám mục Bình. Tổng giám mục Nguyễn Văn Bình gửi thư cho Chính phủ Việt Nam Cộng hòa vào ngày 15 tháng 5 kêu gọi chính phủ này giám các vụ bắt giữ người Công giáo và đặc biệt là "xem xét lại vụ án của Thiếu tá Đặng Sĩ". Tổng giám mục Bình cho rằng những người Công giáo có trách nhiệm bảo vệ cho sự thật và công lý. Bức thư bằng tiếng Pháp của Tổng giám mục Bình cũng được gửi đến các đại sứ quán nước ngoài và tất cả các linh mục thuộc Tổng giáo phận Sài Gòn. Trong thư, ông cáo buộc chính phủ Việt Nam Cộng hòa gieo rắc chia rẽ và thù hận. Tổng giám mục Bình cũng kêu gọi kiên quyết ngăn chặn mối đe dọa từ các đội quân theo tư tưởng Cộng sản và củng cố tinh thần lực lượng miền Nam Việt Nam, điều ông cho rằng đã bị ảnh hưởng sâu sắc do chiến tranh gia tăng tại các vùng nông thôn và người dân đang thống khổ và chán nản.
Trả lời phỏng vấn của S.C.W.C News Service về các cuộc biểu tình của người Công giáo vào ngày 4 tháng 6, Tổng giám mục Nguyễn Văn Bình cho rằng trong vòng 80 năm qua, không có cuộc bách hại tôn giáo đối với Công giáo tại miền Nam Việt Nam. Ông cho rằng đã có những sự cố cục bộ nhưng có nguy cơ lan rộng. Phóng viên đã hỏi Tổng giám mục Bình về tuyên bố trước đó về việc người Công giáo được hành động tự do những điều gì mình cho là đúng đắn trong chính trị có làm giảm sự bức xúc và có nguy cơ xảy ra bạo lực hay không, tổng giám mục Bình cho rằng các quyền tự do của con người đều có thể bị lạm dụng. Tổng giám mục Bình thừa nhận rằng không thể điều tra mọi sự cố, vốn nhiều vụ việc xảy ra ngoài Tổng giáo phận Sài Gòn và có những vụ việc gây ra những hậu quả nghiêm trọng. Khối Công dân Công giáo biểu tình với con số 100.000 người phản đối xử lý Thiếu tá Đặng Sĩ vào ngày 7 tháng 6 năm 1964. Chiều cùng ngày, tướng Albert Nguyễn Cao đến gặp Tổng giám mục Nguyễn Văn Bình, linh mục Trần Tử Nhãn thuộc Dòng Chúa Cứu Thế cũng như gia đình Thiếu tá Đặng Sĩ, cho biết thiếu tá Sĩ sẽ không bị tuyên án tử hình và không cần quan tâm đến bản án. Việc trả tự do cho thiếu tá Sĩ được cam kết khi mọi việc lắng dịu. Thiếu tướng Đỗ Mậu yêu cầu thiếu tá Sĩ khai dối về việc Tổng giám mục Phêrô Máctinô Ngô Đình Thục chỉ đạo đàn áp Phật giáo và bị ông này yêu cầu viết thành văn bản. Văn bản này sau đó được chuyển đến Tổng giám mục Bình và giám mục này gửi đến Hội đồng Giám mục Hoa Kỳ với mục đích báo cho những người có thẩm quyền tại Hoa Kỳ. Sau cuộc biểu tình này, Tổng giám mục Bình phát biểu trên tờ báo NCWC News Service rằng các giám mục không phải là người khởi xướng cho cuộc biểu tình, tuy vậy cá nhân giám mục Bình không lên án biểu tình với mục đích yêu cầu tự do tôn giáo. Nguyễn Văn Bình cho biết ông đã cấm các linh mục tham gia tổ chức biểu tình nhưng một số linh mục tự hành động, đồng thời cũng tuyên bố linh mục Phaolô Hoàng Quỳnh, cựu linh mục giáo phận Phát Diệm đang bị nghi ngờ có dính líu đến cuộc biểu tình trên.
Ngày 6 tháng 7 năm 1964, Tổng giám mục Nguyễn Văn Bình tham gia tiệc chia tay Đại sứ Hoa Kỳ tại Việt Nam Cộng hòa Henry Cabot Lodge Jr.. Ông này rời đi sau khi Tân đại sứ Maxwell D. Taylor được bổ nhiệm kế nhiệm. Tiệc chia tay do tướng Nguyễn Khánh tổ chức, về phía đại diện tôn giáo ngoài tổng giám mục Bình còn có 2 nhà sư Phật giáo, trong đó có hòa thượng Thích Trí Quang, từng tị nạn tại Tòa Đại sứ Hoa Kỳ ở Việt Nam Cộng hòa vào năm 1963. Ngày 19 tháng 7, trong sự kiện mà phần lớn người tham gia là giáo dân Công giáo (gọi là "Ngày Ô nhục Quốc gia") kỷ niệm 10 năm ký hiệp định Genève chia cắt Việt Nam, có khoảng 80.000 đến 100.000 người ở các khu vực phân theo tôn giáo theo các tuyến đường khác nhau tham gia vào sự kiện này và hội tụ tại một khán đài dựng ở trung tâm. Tổng giám mục Nguyễn Văn Bình tham gia sự kiện trên, cùng với nhiều giáo sĩ các tôn giáo khác và các quan chức ngoại giao nước ngoài, trong đó có Tham tán Tòa Thánh tại Đông Dương Francesco De Nittis và Tân Đại sứ Hoa Kỳ Taylor. Đại sứ Pháp và Anh không tham dự sự kiện này.
Tòa Thánh bổ nhiệm giám mục Angelo Palmas làm Khâm sứ Tòa Thánh tại Việt Nam và Campuchia. Tổng giám mục Nguyễn Văn Bình, các quan chức ngoại giao và một số quan chức Việt Nam Cộng hòa đã tiếp đón ông này tại sân bay vào ngày 5 tháng 8. Tổng giám mục Nguyễn Văn Bình rời Sài Gòn để tham gia phiên họp năm 1964 của Công đồng Vaticanô II vào ngày 22 tháng 8. Tình hình tại Việt Nam Cộng hòa trở nên phức tạp khi một đề xuất của chính phủ Việt Nam Cộng hòa bị cho là làm giảm lại sự kháng cự đối với phía Cộng sản.
Giáo hoàng Phaolô VI viết bức thư đề ngày 4 tháng 9 năm 1964 gửi cho Tổng giám mục Nguyễn Văn Bình với nội dung kêu gọi khẩn trương chấm dứt bạo lực "huynh đệ tương tàn". Bức thư này được nhận định có nội dung đề cập đến việc đổ máu giữa các tín đồ Công giáo và Phật giáo. Các cơ quan truyền thông Công giáo công bố bức thư này vào ngày 28 tháng 9. Giáo hoàng cũng bày tỏ miền vui của mình trước việc các bên đã hòa giải và hòa hợp. Giáo hoàng cho rằng một cách giải quyết đủ mạnh để loại trừ bất kỳ xung đột nào nữa và tránh xa mọi đau buồn bằng cách đoàn kết toàn bộ dân chúng trong một mong muốn khôi phục trật tự và tìm kiếm sự hiểu biết hòa bình là điều cần thiết cho sự tiến bộ của quốc gia. Giữa tháng 9, một ủy ban liên lạc giữa Công giáo và Phật giáo được thành lập với mục đích tìm hiểu lẫn nhau nhằm tránh các cuộc đụng độ bạo lực giữa tín đồ hai tôn giáo này. Uỷ ban này là sáng kiến của Tổng giám mục Nguyễn Văn Bình và hòa thượng Thích Tâm Châu. Ủy ban này duy trì liên lạc cũng nhu giải quyết các hiểu lầm có thể phát sinh, theo lá thư tuyên bố chung của Tổng giám mục Bình và Hòa thượng Châu. Ngày 18 tháng 9, tướng Maxwell D. Taylor có cuộc gặp với tướng Nguyễn Khánh và hai lãnh đạo phía Phật giáo cũng như phía Công giáo Roma. Đại diện phía Phật giáo là Viện trưởng Viện Hóa Đạo Giáo hội Phật giáo Việt Nam thống nhất Thích Tâm Châu, đại diện phía Công giáo là Tổng giám mục Sài Gòn Nguyễn Văn Bình. Nội dung cuộc gặp mặt được cho rằng là tướng Taylor có lời đề nghị các vị đại diện tôn giáo về việc kêu gọi tín đồ ngừng những cuộc đụng độ hoặc các hành động chống chính phủ Việt Nam Cộng hòa, tạo điều kiện cho tướng Khánh tìm cách giải quyết các vấn đề chính trị.
Ngày 30 tháng 9 năm 1964, Tòa Thánh quyết định bổ nhiệm Giám mục Philípphê Nguyễn Kim Điền giữ chức Giám quản Tông Tòa Tổng giáo phận Huế, Ngày đưa tiễn giám mục Điền ra Huế, tổng giám mục Nguyễn Văn Bình cũng tham gia và có lời giới thiệu tân giám quản đến tín hữu Công giáo tại Huế. Trong nửa cuối năm 1964, nhiều trận bão và lũ lụt lớn xảy ra tại các tỉnh Trung Bộ, phần nằm dưới sự quản lý của Việt Nam Cộng hòa. Nhiều tổ chức từ nhiều tôn giáo chung tay hỗ trợ những nạn nhân chịu ảnh hưởng từ lũ lụt. Riêng Tổng giáo phận Sài Gòn quyên góp được số tiền 800.000 piastres – 10.884 đô la Mỹ, tờ báo Công giáo mang tên Xây Dựng thu được nửa khoản trên, tổ chức Phật giáo thu được 300.000 piastres. Về phía Công giáo, đại diện các giáo phận miền trung Việt Nam và các linh mục, giáo dân của Sài Gòn đã có cuộc gặp vào ngày 19 tháng 11 để lên kế hoạch cứu trợ. Tham gia cứu trợ còn có Tham tán Tòa Thánh Francesco De Nittis. Cá nhân Tổng giám mục Nguyễn Văn Bình di chuyển bằng đường hàng không vào ngày 20 tháng 11, dẫn đầu nhóm 10 người Công giáo bay đến Qui Nhơn và Đà Nẵng, mang theo tiền và các vật dụng tiếp tế. Nói với báo N.C.W.C. khi trở về, tổng giám mục Bình kể về khuôn mặt teo tóp của các trẻ em vì đói và lạnh. Tổng giám mục Bình cho rằng việc tiếp tế khẩn cấp rất cần thiết nhưng gặp khó khăn trong tình hình hiện tại. Thủ tướng Việt Nam Cộng hòa Trần Văn Hương cũng bày tỏ sự ấn tượng của ông này khi chứng kiến các nữ tu Công giáo và ni cô Phật giáo phối hợp với nhau trong việc phân phát gạo cho người dân.
Giữa tháng 10 năm 1964, 7 giám mục người Việt họp chung với sự chủ sự của Tổng giám mục Nguyễn Văn Bình. Các giám mục sau đó không đưa ra tuyên bố chung vì tình hình các giáo phận mang tính đặc thù và có thể có chuyển biến nhanh. Mặt khác, các giám mục sẽ hướng dẫn giáo sĩ vào giáo dân vào thời điểm thích hợp. Ngày 25 tháng 11 năm 1964, Tổng giám mục Nguyễn Văn Bình cử hành lễ cầu nguyện cho cố tổng thống Hoa Kỳ John F. Kennedy, theo yêu cầu từ chính phủ Việt Nam Cộng hòa. Tham gia có thủ tướng Trần Văn Hương và nội các chính phủ Việt Nam Cộng hòa. Về phía người Hoa Kỳ, có các quan chức cấp cao cũng tham dự như Phó đại sứ U. Alexis Johnson, Tư lệnh Bộ chỉ huy Cố vấn Quân sự Mỹ tại miền Nam Việt Nam William Westmoreland. Riêng đại sứ Maxwell D. Taylor đã trở về Washington D.C. nên không tham gia nghi lễ này.
Đại hội Thánh Mẫu tổ chức tại Sài Gòn giữa tháng 12 cùng năm, Tổng giám mục Bình tham gia đại hội này và chủ sự nghi thức bế mạc. Thượng Hội đồng Quốc gia Việt Nam Cộng hòa gồm nhóm tướng lĩnh tự giải tán vào ngày 20 tháng 12 và không có tuyên bố chung nào được đưa ra. Linh mục Hoàng Quỳnh, chủ tịch Hội đồng Trung ương của tổ chức Công giáo Đấu Tranh tuyên bố vào ngày 22 tháng 12 rằng ông tán thành quyết định của Hội đồng và cho rằng Hội đồng đã loại bỏ "một số thành viên Cộng sản" ra khỏi Hội đồng. Trước đó và nhiều lần Tổng giám mục Nguyễn Văn Bình đã xác nhận linh mục Quỳnh không phải phát ngôn viên của phía Công giáo. Lễ đêm giáng sinh năm 1964 chỉ diễn ra từ 6 giờ tối đến 10 giờ tối. Tổng giám mục Bình cũng cấm các lễ ở nơi công công do lệnh giới nghiêm quy định 1 giờ sáng. Đây là lễ Giáng sinh đầu tiên không được tổ chức tại nơi công cộng kể từ sau Chiến tranh thế giới thứ hai.
Đất đai thuộc trại phong Thanh Bình được Hội Thừa Sai Paris (MEP) bán lại cho Tòa Tổng Giám Mục Sài Gòn với giá 1 đồng bạc có diện tích 106 mẫu, nhằm mục đích phục vụ bệnh nhân phong. Trại phong Thanh Bình do Tổng giám mục Nguyễn Văn Bình thành lập và mang tên ông. Trại phong này chính thức thiết lập ngày 31 tháng 12 năm 1964, với địa chỉ nay thuộc về phường Bình Khánh, Quận 2, Thành phố Hồ Chí Minh.

### Các hoạt động giai đoạn 1965 – 1967

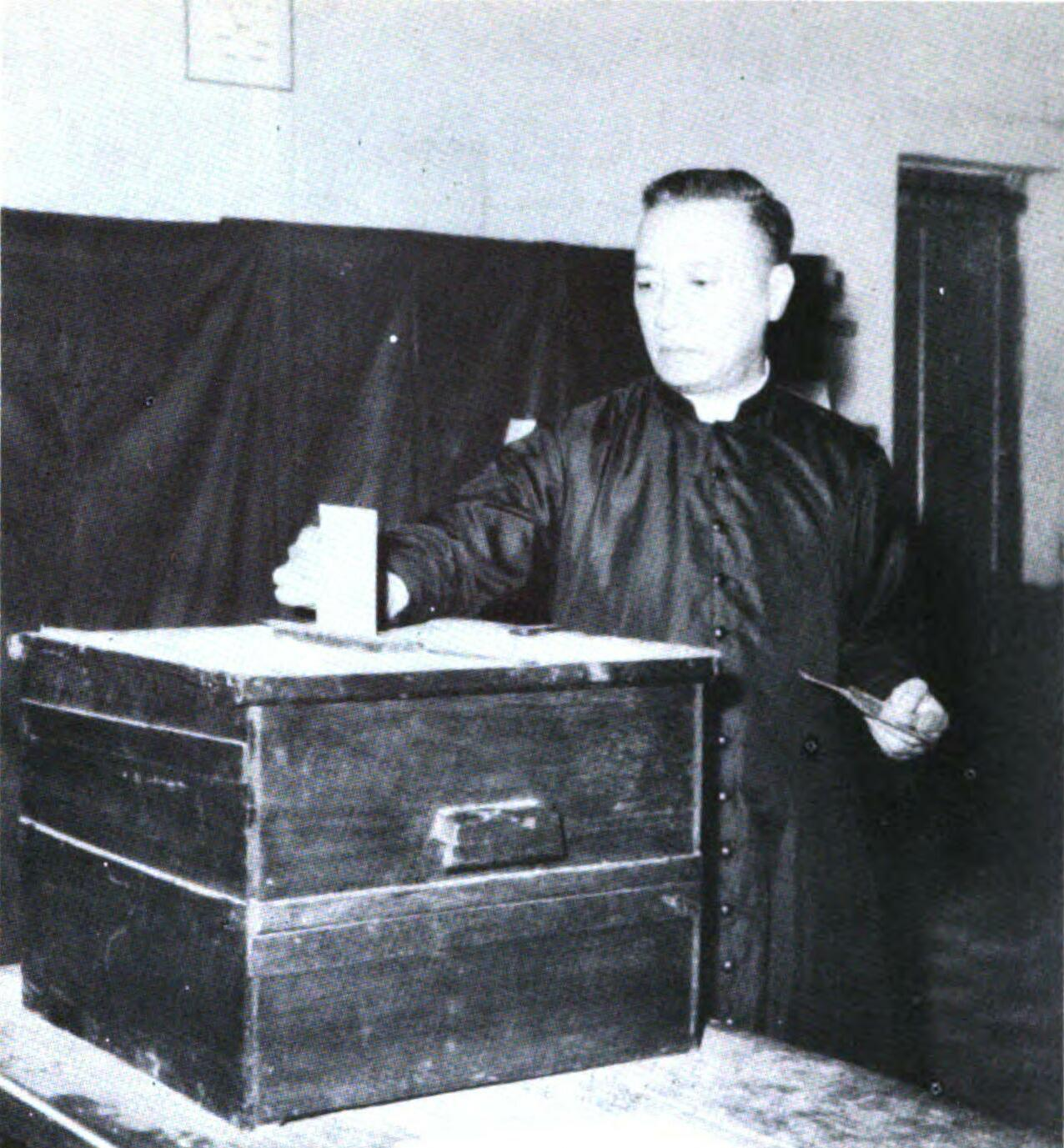
Tổng giám mục Nguyễn Văn Bình bỏ phiếu vào ngày 11 tháng 9 năm 1966

Từ sau năm 1965, phong trào chính trị thiên hướng dân tộc phát triển mạnh mẽ. Trong thời kỳ này, Tổng giám mục Bình đứng ngoài các đảng phái chính trị để tạo sự hợp nhất cho giáo dân. Ông cũng tìm hiểu và thông thông cảm với tất cả các quan điểm chính trị. Ngày 7 tháng 1 năm 1965, Tổng giám mục Nguyễn Văn Bình đến thăm làng Bình Giã, nơi hai bên quân đội tham chiến quyết liệt từ ngày 28 tháng 12 năm 1964 đến ngày 3 tháng 1 năm 1965. Nhiều người Công giáo chào đón chuyến thăm này. Tháp tùng tổng giám mục Bình trong chuyến thăm này có linh mục Thư ký. Cuối tháng 1, Thủ tướng Trần Văn Hương và nội các của ông bị bãi bỏ do một cuộc binh biến. Người dân Việt Nam Cộng hòa cảm thấy khó chịu vì ông Hương được họ đánh giá cao vì họ đánh giá ông là người chính trực, không nhượng bộ dù chịu nhiều áp lực. Nguyên nhân thứ hai, họ đánh giá chính phủ ông bị lật đổ vì những người Phật giáo thiếu quyền lực ủng hộ thỏa thuận với Mặt trận Dân tộc Giải phóng Miền Nam Việt Nam do những nhà lãnh đạo Cộng sản kiểm soát. Thủ lĩnh nhóm tín đồ Phật giáo là Thích Trí Quang, một người có quan điểm tích cực chống Công giáo. Phía Công giáo, không có một tổ chức nào lên tiếng, nhưng từ những gì các linh mục, giáo dân trả lời cho thấy họ lo lắng trước tình hình trên. Tổng giám mục Bình cho rằng tình hình chưa rõ ràng nên chưa có bình luận chính thức và kêu gọi giáo dân Công giáo bình tĩnh. Linh mục Hoàng Quỳnh cho rằng quốc gia chỉ có thể tồn tại nếu trật tự được tôn trọng.
Sáng ngày 6 tháng 2 năm 1965, cố vấn an ninh Quốc gia Hoa Kỳ McGeorge Bundy tổ chức loạt cuộc họp tại dinh thự của Đại sứ Maxwell D. Taylor và Phó Đại sứ U. Alexis Johnson với các nhà lãnh đạo tôn giáo Việt Nam: Tổng Giám mục Nguyễn Văn Bình từ Giáo hội Công giáo Rôma; ông Trần Quang Vinh, lãnh đạo Cao Đài; ông Lương Trọng Tường, lãnh đạo Hòa Hảo; Hòa thượng Thích Thiện Minh, lãnh đạo Phật giáo; và Trần Quang Thuận, một cư sĩ Phật giáo nổi tiếng. Cuộc trò chuyện với Tổng giám mục Bình được hai bên thảo luận bằng tiếng Pháp. Trong khuôn khổ ba ngày cầu nguyện cho hòa bình, Tổng giám mục Nguyễn Văn Bình dẫn đầu đoàn giáo dân từ tỉnh Quảng Trị đến Đền thánh Đức Mẹ La Vang, nhân dịp lễ Công giáo mang tên Lễ Đức Mẹ Lên Trời, ngày 22 tháng 8.
Đầu tháng 9 năm 1965, Tổng giám mục Bình khởi hành đi Roma tham gia Công đồng Vatican II, giai đoạn thứ IV. Cùng năm, trong phiên họp cuối cùng của Công đồng Vatican II, ngày 28 tháng 10 năm 1965, Tổng giám mục Nguyễn Văn Bình và 23 nghị phụ khác đồng tế lễ với Giáo hoàng Phaolô VI.
Ngày 9 tháng 11, Tòa Thánh bổ nhiệm linh mục Tổng đại diện Tổng giáo phận Sài Gòn Phanxicô Xaviê Trần Thanh Khâm làm giám mục phụ tá Tổng giáo phận này, hỗ trợ mục vụ cho Tổng giám mục Bình. Trong một cuộc họp báo do tổ chức từ thiện đến từ Tây Đức tổ chức vào ngày 21 tháng 12 năm 1965, Tổng giám mục Nguyễn Văn Bình tuyên bố Việt Nam cần nhiều nguồn viện trợ khổng lồ để phục vụ nhu cầu của người dân không phân biệt tôn giáo. Ông cho biết mối quan hệ Phật giáo và Công giáo trở nên tốt đẹp hơn vì sự thúc đẩy đại đoàn kết của Công đồng Vatican II. Khi được hỏi về vấn đề người Công giáo thuộc khu vực do những người theo tư tưởng Cộng sản kiểm soát, Tổng giám mục Bình cho rằng những người Cộng sản đã tránh những vụ việc được xem là đàn áp tôn giáo. Ông cũng cho biết các linh mục bị tấn công và cầm tù vì lý do "lạc đàng" trong chính trị.
Vì tình hình phân bổ dân cư Tổng giáo phận Sài Gòn khá phức tạp do diện tích quá lớn, dân cư đa dạng nguồn gốc, sắc dân, kinh tế, văn hóa lẫn truyền thống sống đạo nên Tổng giám mục Nguyễn Văn Bình kiến nghị Tòa Thánh chia Tổng giáo phận ra làm 3 giáo phận: Giáo phận Xuân Lộc, Giáo phận Phú Cường và Tổng giáo phận Sài Gòn. Lễ tấn phong giám mục cho hai tân giám mục gồm Giuse Phạm Văn Thiên, giám mục tiên khởi Phú Cường và giám mục phụ tá Trần Thanh Khâm cử hành tại Tiểu chủng viện Sài Gòn đầu tháng 1 năm 1966 bởi chủ phong là Tổng giám mục Bình. Tại Đà Nẵng, ngày 9 tháng 1 diễn ra lễ tấn phong tân giám mục Tiên khởi Xuân Lộc Giuse Lê Văn Ấn, do chủ phong là Khâm sứ Tòa Thánh Angelo Palmas. Linh mục Hoàng Quỳnh tuyên bố chính phủ Nguyễn Cao Kỳ trong thời gian này là chính phủ tệ nhất từ khi Ngô Đình Diệm bị lật đổ vì không thể nâng cao mức sống cho người dân, không thể giải quyết khủng hoảng kinh tế. Ông này cũng yêu cầu lập chính phủ dân sự gồm các nhà lãnh đạo thuộc các tôn giáo chính. Tổng giám mục Nguyễn Văn Bình khẳng định linh mục Quỳnh chỉ bày tỏ trên tư cách cá nhân. Quan điểm của Giáo hội Việt Nam nếu có sẽ được hàng giáo phẩm Công giáo Việt Nam công bố. Trong bối cảnh trên, Tổng giám mục Nguyễn Văn Bình từ chối lời mời của Quốc trưởng Việt Nam Cộng hòa Nguyễn Văn Thiệu đến tham gia hội nghị chính trị quốc gia tổ chức vào giữa tháng 4 năm 1966. Không tham gia hội nghị nhưng tổng giám mục Bình cho phép hai tín đồ Công giáo tham gia hội nghị này với tư cách cá nhân, không phải với tư cách đại diện Tổng giám mục Bình. Phía Phật giáo cũng từ chối lời mời và không cử đại diện tham gia.
Đầu tháng 5 năm 1966, Tổng giám mục Nguyễn Văn Bình chấp thuận kiến nghị đổi tên Trung tâm Công giáo Đại Đoàn Kết thành Khối Công dân Công giáo Việt Nam. Tổ chức này tiền thân là Uỷ ban Đấu Tranh Công giáo, thành lập tháng 6 năm 1964 để phản đối việc các quyền lợi người Công giáo bị xem nhẹ. Sáng lập viên là linh mục Hoàng Quỳnh. Sau quá trình điều tra về nghi vấn các giáo xứ lập đội sát thủ để hãm hại những ứng viên theo tư tưởng Cộng sản cố tham gia tranh cử, Chủ tịch Hội đồng Giám mục miền Nam Việt Nam Nguyễn Văn Bình bác bỏ tin đồn trên vào ngày 3 tháng 5 năm 1966. Nhiều linh mục khác như Giám đốc Cục Thông tin Công giáo Quốc gia, biên tập viên báo Công giáo mang tên Xây Dựng cũng bác bỏ tin này.
Tổng giám mục Nguyễn Văn Bình cử hành nghi thức thành hiến và cử hành lễ đầu tiên tại Trung tâm hành hương Fatima Bình Triệu vào ngày 15 tháng 8 năm 1966. Tổng Giám mục Nguyễn Văn Bình nói với các linh mục Hạt trưởng thuộc Tổng giáo phận Sài Gòn để thông báo cho tất cả các linh mục Họ đạo rằng ông muốn tất cả người Công giáo ủng hộ cuộc bầu cử cho Hội đồng Lập hiến vào ngày 11 tháng 9. Đề nghị này không được lập thành văn bản, nhưng tổng giám mục Bình bày tỏ mong muốn người Công giáo sẽ bỏ phiếu tận tâm. Trả lời phỏng vấn tạp chí Anh ngữ Free Observer, Tổng giám mục Bình cho biết ông kêu gọi giáo dân tham gia với tư cách công dân và nhắn nhủ giáo dân thực hiện quyền công dân. Tổng giám mục Bình cho rằng những công dân Công giáo cần bầu cử cho những người xứng đáng, không bầu chọn với lý do tôn giáo của ứng viên. Nói về các linh mục Công giáo tham gia chính trị, Tổng giám mục Bình tuyên bố các linh mục Quỳnh và Dư không đại diện cho Giáo hội Công giáo, ngay cả bản thân ông cũng vậy. Trả lời phỏng vấn nhật báo Công giáo Xây Dựng, Tổng giám mục Bình nói với ứng viên Công giáo rằng họ vào Hội đồng lập hiến để làm việc cho quốc gia chứ không phải vì Giáo hội Công giáo hay lợi ích cá nhân. Hội đồng Lập hiến được bầu chọn, gồm 33 ứng viên Công giáo trên tổng số 108 ứng viên đắc cử. Tổng giám mục Nguyễn Văn Bình tham gia phiên khai mạc Hội đồng này ngày 27 tháng 9, với Khâm sứ Tòa Thánh Angelo Palmas. Phía Phật giáo có hòa thượng Thích Minh Trúc tham dự.
Ngày 30 tháng 9 năm 1966, Tổng giám mục Sergio Pignedoli, đại diện Giáo hoàng Phaolô VI tham gia cuộc họp của Hội đồng giám mục miền Nam Việt Nam. Ông chủ tế lễ cầu nguyện cho hòa bình tại Nhà thờ Đức Bà Sài Gòn ngày 4 tháng 10 và trao các món quà mà Giáo hoàng đã gửi cho Chủ tịch Hội đồng giám mục là Tổng giám mục Nguyễn Văn Bình là chén thánh và lễ phục (áo lễ).
Nữ Ðan viện Biển Ðức Thánh Mẫu Maria thuộc dòng tu thuộc quyền Giáo hoàng là dòng Nữ Biển Ðức Thánh Bathilde, phát xuất từ Pháp. Tại Việt Nam, đan viện đầu tiên được thành lập năm 1954 tại Buôn Ma Thuột, sau đó dời về Thủ Ðức do yêu cầu của Tổng giám mục Nguyễn Văn Bình vào năm 1967. Phong trào Cursillo chính thức vào Việt Nam năm 1967, khóa tiếng Việt đầu tên được mở ngày 27 tháng 1 năm 1967 tại tu viện Bêtania, Sài Gòn. Tổng giám mục Nguyễn Văn Bình tham dự và chủ sự nghi thức trao sứ vụ và lễ bế mạc. Ngày 18 tháng 3 năm 1967, Tỉnh dòng đầu tiên của dòng Đa Minh chính thức thiết lập tại Việt Nam sau gần ba thế kỷ dòng này đến Việt Nam. Lễ nhậm chức của Giám tỉnh tiên khởi Joachim Nguyễn Văn Liêm tổ chức tại nhà thờ của tu viện thánh Albertô. Tổng giám mục Nguyễn Văn Bình cùng các giáo sĩ cấp cao tham gia sự kiện này.
Ngày 1 tháng 4 năm 1967, Hiến pháp mới của Việt Nam Cộng hòa được ban bố tại Dinh Độc Lập. Các lãnh đạo tôn giáo được mời hầu hết không tham gia buổi lễ trên, vì trước đó Hòa thượng Thích Tâm Châu đã can thiệp nhằm mục đích Hội đồng quốc gia loại bỏ từ "Đấng Tối Cao" vào giai đoạn cuối trước khi công bố hiến pháp mới. Chính hòa thượng Châu cũng không tham gia sự kiện này và được một nhà sư đại diện. Tổng giám mục Bình dù được mời nhưng không đến tham gia sự kiện này và không cử đại diện. Phía Công giáo có Khâm sứ Tòa Thánh Angelo Palmas, tham dự với tư cách là một quan chức ngoại giao. Lễ tang cố giám mục Tađêô Lê Hữu Từ, một nhân vật Công giáo, chính trị nổi bật được tổ chức vào ngày 28 tháng 4. Nhiều giáo sĩ cấp cao tham gia buổi lễ, trong đó có Tổng giám mục Nguyễn Văn Bình. Một số quan chức Việt Nam Cộng hòa cũng có mặt trong lễ tang.
Tổng giám mục Nguyễn Văn Bình cử hành lễ trao Bí tích Thêm Sức cho 80 người tại Nhà nguyện Không quân Hoa Kỳ tại Căn cứ Tân Sơn Nhất. Trong số những người nhận bí tích này có 80 quân nhân Hoa Kỳ và chuyển sang đạo Công giáo trong thời gian ngắn trước đó. Đây là lần đầu tiên ông cử hành lễ Thêm sức cho các đối tượng là quân nhân Hoa Kỳ. Bài giảng lễ được Tổng giám mục Bình giảng bằng tiếng Latinh. Trong dịp này, Tổng giám mục Bình cũng tham quan căn cứ không quân và dùng bữa tối tại đây. Hội nghị Công giáo quốc gia đầu tiên liên quan đến truyền thông đại chúng được tổ chức tại Sài Gòn vào ngày 15 và 16 tháng 6. Tham gia hội nghị đa phần là các linh mục tại miền Nam Việt Nam. Phần khai mạc do Giám mục Đà Nẵng Phêrô Maria Phạm Ngọc Chi chủ sự, trong khi ngày thứ hai có Khâm sứ Angelo Palmas. Tổng giám mục Nguyễn Văn Bình cũng tham dự và có bài phát biểu vào ngày bế mạc của hội nghị.
Trong năm 1967, Việt Nam Cộng hòa có kỳ bầu cử Tổng thống vào ngày 3 tháng 9. Trong dịp này, Tổng giám mục Nguyễn Văn Bình cấm các linh mục của mình tuyên bố công khai ủng hộ bất cứ ứng cử viên nào cả trong và ngoài Giáo hội. Tổng giám mục Bình cũng tuyên bố ông chào đón tất cả mọi người đến thăm, nhưng không đồng nghĩa ông gặp gỡ ứng viên nào thì ông ủng hộ ứng viên đó. Tổng giám mục Hoa Kỳ Robert E. Lucey, Tổng giáo phận San Antonio, Texas có chuyến viếng thăm Việt Nam Cộng hòa nhân dịp quốc gia này tổ chức bầu cử. Ông đã gặp và trò chuyện với Tổng giám mục Nguyễn Văn Bình bằng tiếng Ý.
Tổng giám mục Nguyễn Văn Bình có chuyến viếng thăm Philadelphia, Hoa Kỳ vào đầu tháng 9 năm 1967 với mục đích thăm các nữ tu Việt Nam đang làm việc tại Chủng viện Thánh Charles Borromeo. Nhân dịp này, các báo chí Công giáo Hoa Kỳ là NCWC New Service và The Catholic Standard and Times có bài phỏng vấn dài với Tổng giám mục Nguyễn Văn Bình về tình hình Việt Nam vào ngày 11 tháng 9. Trong bài phỏng vấn, Tổng giám mục Nguyễn Văn Bình cho rằng lực lượng Hoa Kỳ đóng tại Việt Nam là cần thiết và được đánh giá cao. Phát biểu bằng ba thứ tiếng Anh, Ý và Pháp, vị tổng giám mục Sài Gòn cho rằng tất cả người Việt Nam đều muốn hòa bình nhưng không thể có hòa bình vì lực lượng từ Việt Nam Dân chủ Cộng hòa liên tục xâm nhập vào miền Nam. Tổng giám mục Bình tuyên bố nếu có lệnh ngừng bắn tại Vĩ tuyến 17 ở cả hai miền Việt Nam thì những người Cộng sản sẽ tiếp tục tiến vào miền Nam. Nói về đời sống tôn giáo tại Việt Nam, tổng giám mục Nguyễn Văn Bình cho rằng đời sống tôn giáo đang thịnh vượng tại miền Nam và tại đây có sự tự do tôn giáo. Nói về tình trạng ở miền Bắc Việt Nam, tổng giám mục Bình cho biết không thể liên lạc với các giám mục miền Bắc và đã nhận được thông tin rằng các giám mục này không thể cử hành công việc mục vụ, chủng viện đóng cửa và không có các phong trào công giáo. Nguyễn Văn Bình cho rằng tôn giáo đang bị bóp nghẹt đến chết tại miền Bắc. Nói về vấn đề tôn giáo, Tổng giám mục Bình cho rằng các bài báo về mâu thuẫn giữa các tôn giáo hầu hết đến từ các báo chí nước ngoài, ông cho rằng tại Việt Nam, vấn đề hầu như không được nhắc đến. Tổng giám mục Nguyễn Văn Bình cho rằng đang có mối quan hệ mật thiết giữa Công giáo và Phật giáo, thể hiện qua việc một phần lớn ứng viên Công giáo đắc cử trong bầu cử tại Việt Nam Cộng hòa, trong khi giáo dân Công giáo chỉ chiếm 10%. Nguyễn Văn Bình tuyên bố Nga và Trung Quốc thừa nhận tự do tôn giáo phát triển tại miền Nam Việt Nam nhờ có sự can thiệp của Hoa Kỳ. Tổng giám mục Bình cho rằng nếu không có sự hỗ trợ từ bên ngoài, Việt Nam Cộng hòa khó có thể đẩy lùi các cuộc tấn công của quân đội Cộng sản. Nguyễn Văn Bình rời Hoa Kỳ ngày 29 tháng 9 cùng năm để tham gia Thượng Hội đồng Giám mục Thế giới, tổ chức tại Roma với tư cách đại diện Hàng giáo phẩm Công giáo Việt Nam.
Tổng giám mục James P. Davis, Tổng giám mục Tổng giáo phận Santa Fe kêu gọi Tổng thống Hoa Kỳ Lyndon B. Johnson kết thúc chiến tranh Việt Nam. Tổng giám mục Nguyễn Văn Bình cho biết ông không đồng ý với 5 giáo sĩ Hoa Kỳ về cuộc đàm phán hòa bình mang tên "Negotiation Now" (tạm dịch: Đàm phán ngay). Tổng giám mục Bình cho rằng người Hoa Kỳ không thể hình dung tình hình của người dân thuộc các nước do nhà nước Cộng sản lãnh đạo xung quanh Việt Nam. Nguyễn Văn Bình cũng bày tỏ sự ủng hộ việc tiếp tục ném bom miền Bắc Việt Nam.
Tổng giám mục Nguyễn Văn Bình có bài tham luận tại Thượng Hội đồng Giám mục Thế giới năm 1967 vào ngày làm việc thứ 12 của Hội đồng, khoảng đầu tháng 10. Vì chưa thể trở về từ Roma, Giám mục phụ tá Phanxicô Xaviê Trần Thanh Khâm đại diện Tổng giám mục Nguyễn Văn Bình tham gia lễ nhậm chức tổng thống Việt Nam Cộng hòa của ông Nguyễn Văn Thiệu cuối tháng 10 năm 1967. Phía Công giáo tham gia sự kiện này còn có Khâm sứ Tòa Thánh Palmas. Sau khi trở về Việt Nam sau Thượng Hội đồng, tổng giám mục Nguyễn Văn Bình lâm bệnh. Trong tình thế này, Giám mục phụ tá Trần Thanh Khâm thay mặt ông gửi lời chia buồn đến các linh mục, tu sĩ và giáo dân, đặc biệt là những người tị nạn khi nhận tin Hồng y Francis Spellman qua đời. Hồng y này đến Việt Nam nhằm mục đích chúc mừng Giáng sinh năm 1962, 1965 và 1966 với quân nhân Hoa Kỳ tại Việt Nam và dự tính trở lại Việt Nam vào dịp Giáng sinh năm 1967.

### Những hoạt động trước và sau Sự kiện Mậu Thân (1968)
Ngày 1 tháng 1 năm 1968, thông điệp về Hòa bình của Giáo hoàng Phaolô VI được công bố nhân dịp tổ chức Ngày Hòa bình Thế giới, Tham dự có Tổng giám mục Nguyễn Văn Bình, Khâm sứ Tòa Thánh Angelo Palmas và nhiều giáo sĩ khác. Cùng tham dự có các đại diện đến từ Phật giáo, Hòa Hảo và Nho giáo. Các đại diện Tin Lành không tham gia sự kiện này. Một số quan chức Việt Nam Cộng hòa dẫn đầu bởi ông Trần Văn Hương, Chủ tịch Thượng viện cũng có mặt tại sự kiện.
Một thông điệp hòa bình được Hội đồng Giám mục Miền Nam Việt Nam ban hành đã gây tranh cãi. Trong một cuộc phỏng vấn, Tổng giám mục Nguyễn Văn Bình tóm tắt quan điểm của các giám mục trong hội đồng là các giám mục xem việc đấu tranh của người dân Nam Việt Nam là tự vệ nhằm bảo vệ chính nghĩa và tự do. Nói rõ hơn, tổng giám mục Bình cho biết các giám mục Việt Nam kêu gọi người Công giáo hoàn thành nghĩa vụ với tư cách là công dân. Các giám mục có quan điểm rằng những nỗ lực phải được thực hiện để chấm dứt chiến tranh và tái lập hòa bình, nhưng không ủng hộ luận điểm hòa bình bằng mọi giá. Nói về tuyên bố hòa bình của Hội đồng Giám mục, Tổng giám mục Bình cho biết tuyên bố này tiếp nối nỗ lực của Giáo hoàng Phaolô VI vì hòa bình thế giới và chứa đựng ước nguyện của hàng giáo phẩm Công giáo Việt Nam gửi đến giáo dân. Tổng giám mục Nguyễn Văn Bình cũng đề cập đến lời kêu gọi tạm dừng ném bom miền Bắc Việt Nam và nhấn mạnh rằng điều này rõ ràng phải đến từ hai phía. Hội đồng giám mục Việt Nam cho rằng đồng thời với việc dừng ném bom, việc xâm nhập miền Nam từ phía miền Bắc nên dừng lại. Khi được hỏi về vấn đề hàng giáo phẩm Công giáo có ủng hộ liên minh với những người Cộng sản hay không, Tổng giám mục Bình cho rằng vấn đề này thuộc về lĩnh vực chính trị và các giám mục không thể trả lời vấn đề này. Khi được hỏi về việc liên lạc với Mặt trận Giải Phóng, một tổ chức của những người theo lý tưởng Cộng sản, Tổng giám mục Bình cho biết ông đã liên lạc với mặt trận nhưng chưa có thành viên nào của mặt trận này đến gặp mặt ông. Trả lời về vấn đề có tin đồn theo Công đồng Vatican II thì người Công giáo phải buông bỏ vũ khí và liên minh với những người Cộng sản, tổng giám mục Bình cho rằng Công đồng không yêu cầu người Công giáo khoanh tay đứng nhìn quân Cộng sản tiến vào miền Nam.
Cuối tháng 1 năm 1968, Tổng giám mục Nguyễn Văn Bình có cuộc gặp với 500 giáo sĩ thuộc quân đội Hoa Kỳ đang đóng quân tại Việt Nam. Trong trận chiến Tết Mậu Thân, Tổng giám mục Nguyễn Văn Bình đã tới hai trong số các bệnh viện trung ương (thuộc Việt Nam Cộng hòa) vào ngày 2 tháng 2 để đến thăm các nạn nhân. Ông cho rằng những bệnh nhân dân sự và quân sự đều đã được chăm sóc tốt. Tổng giám mục Nguyễn Văn Bình gửi thông điệp đến tín đồ Công giáo, trong đó khuyến kích họ tin tưởng và nỗ lực của chính phủ Việt Nam Cộng hòa để bảo vệ thủ đô Sài Gòn và quốc gia. Ông cũng kêu gọi giáo dân tham gia hiến máu để hỗ trợ các nạn nhân chiến tranh và hỗ trợ những người vô gia cư. Tổng giám mục Bình nhắc nhở các linh mục, tu sĩ và giáo dân cần phản ứng thận trọng trước những tin đồn gieo rắc sợ hãi và tin tưởng vào sự chở che của Thánh Giuse và Đức Mẹ Maria. Hai tuyên bố của Tổng giám mục Bình được phát trên đài phát thanh Sài Gòn. Về vấn đề tham gia lễ buộc ngày Chúa nhật của người Công giáo, tổng giám mục Bình cho phép họ không tham gia nếu tình hình còn nguy hiểm. Nói với N.C. New Sevices, tổng giám mục Nguyễn Văn Bình cho biết ông muốn trấn an giáo dân. Tổng giám mục Bình cũng đến thăm các bệnh viện, bao gồm bệnh viện quân đội và các trung tâm tị nạn.
Vào ngày 6 tháng 2 năm 1968, chính quyền Việt Nam Cộng hòa quyết định người ngoại quốc, kể cả người Hoa Kỳ không nên tham gia làm việc trong các trung tâm tị nạn vì lý do an ninh. Trong tình hình mới, Caritas Sài Gòn do linh mục Nicôla Huỳnh Văn Nghi đã hỗ trợ tài chính và lương thực cho 49.000 người tị nạn, một phần ba trong số này không phải là người Công giáo. Tham gia cứu trợ còn có chủng sinh và giáo dân tình nguyện. Khâm sứ Tòa Thánh Angelo Palmas, Tổng giám mục Sài Gòn Nguyễn Văn Bình cùng linh mục Nghi đã đến thăm một số trung tâm tị nạn vào ngày 10 tháng 2. Nguyễn Văn Bình hướng dẫn các linh mục cử hành lễ vào các ngày Chúa nhật của Công giáo tại những địa điểm an toàn thông qua đài phát thanh Sài Gòn. Ông cũng nhắc nhở người dân về việc cho phép tạm thời bỏ ràng buộc bắt buộc tham dự lễ ngày Chúa nhật nếu tình hình vẫn còn nguy hiểm.
Nhiều người thiệt mạng trong trận chiến Tết Mậu Thân tại Sài Gòn. Tổng thống Việt Nam Cộng hòa Nguyễn Văn Thiệu chọn ngày 1 tháng 3 là ngày cầu nguyện cho các nạn nhân chiến tranh. Nhiều tôn giáo như Phật giáo, Tin Lành, Công giáo Roma, Hòa Hảo đã làm lễ tưởng niệm các nạn nhân. Riêng về phía Công giáo, lễ tưởng niệm các nạn nhân chiến tranh Tết Mậu Thân được tổ chức vào chiều ngày 1 tháng 3. Chủ tế lễ này là Tổng giám mục Sài Gòn Nguyễn Văn Bình. Khâm sứ Tòa Thánh Angnelo Palmas, giám mục phụ tá Phanxicô Xaviê Trần Thanh Khâm, các linh mục người Việt và ngoại quốc quỳ giữa nhà thờ. Tham gia lễ tưởng niệm các loạt quan chức cấp cao của Việt Nam Cộng hòa: Tổng thống Nguyễn Văn Thiệu, phó tổng thống Nguyễn Cao Kỳ, Thủ tướng, các ông Chủ tịch Thượng và Hạ viện cùng nhiều lãnh đạo quân sự cũng như dân sự.
Trong trận Mậu Thân tại Huế, Tổng giám mục Phaolô Nguyễn Văn Bình đẫn đầu đoàn các giám mục Việt Nam đến thăm thành phố Huế, cùng đi có giám mục Phêrô Maria Phạm Ngọc Chi. Máy bay trực thăng đáp vào sân bóng trước mặt dòng Chúa Cứu Thế Huế. Tại đây, tổng giám mục Philípphê Nguyễn Kim Điền đón tiếp phái đoàn. Cùng hiện diện tại địa điểm này cũng có nhiều nạn nhân chiến tranh, Tổng giám mục Bình đại diện các giám mục an ủi họ.
Đầu tháng 5 năm 1968, Hoa Kỳ và Việt Nam Dân chủ Cộng hòa chọn Paris làm nơi đàm phán, mở đầu cho hội nghị hòa bình Paris. Tổng giám mục Nguyễn Văn Bình yêu cầu giáo dân, linh mục làm Tuần Cửu Nhật để cầu nguyện cho hòa bình. Ông cho rằng ông mong muốn cầu nguyện cho nền hòa bình đi cùng tự do và tôn trọng quyền con người. Ngày 24 tháng 5, Tổng giám mục Nguyễn Văn Bình cử hành lễ truyền chức linh mục cho 57 tân linh mục tại Nhà thờ chính tòa Sài Gòn. Trong số các tân linh mục này có 14 vị thuộc về Tổng giáo phận Sài Gòn và 43 vị thuộc về 7 giáo phận khác tại miền Nam Việt Nam. Trong số tân linh mục này có 49 chủng sinh đến từ miền Bắc và di cư trong các năm 1954, 1955 và chịu khoảng thời gian gián đoạn việc phong chức do phải tham gia nghĩa vụ quân sự cho Việt Nam Cộng hòa. Giữa tháng 6, Tổng giám mục Nguyễn Văn Bình kêu gọi quân đội những người Cộng sản chấm dứt pháo kích vào thành phố Sài Gòn, trong bối cảnh các vụ pháo kích diễn ra đến 25 trong 39 ngày trước đó.
Giáo hoàng Phaolô VI ban hành Thông điệp Sự Sống Con Người (Humanae Vitae). Trong một bức thư tháng 8 năm 1968, Tổng giám mục Nguyễn Văn Bình tuyên bố ủng hộ việc kiểm soát sinh sản. Tổng giám mục Bình cho rằng, theo truyền thống thì tổ tiên người Việt đã có tư tưởng đúng về hạnh phúc gia đình, về khung cảnh cha mẹ được quây quần bởi con cái. Vị tổng giám mục Sài Gòn cũng bày tỏ mong muốn người dân từ bỏ chủ nghĩa cá nhân và ích kỷ trong thời đại văn minh vật chất và không đi ngược lại tư tưởng của tổ tiên. Linh mục Patrick O' Connor, một linh mục chuyên viết tin tức về giáo hội Việt Nam cho tờ báo National Catholic News Service trước khi rời Việt Nam đã soạn một cuốn sách mang tên Giáo hội Công giáo tại Việt Nam. Tổng giám mục Nguyễn Văn Bình quyết định viết lời tựa ngắn với nội dung hy vọng đây là một quyển sách giúp củng cố mối quan hệ và hiểu biết giữa các dân tộc sử dụng tiếng Anh, giữa những người theo và không theo đạo Công giáo.
Tổng giám mục Nguyễn Văn Bình trả lời phỏng vấn vào ngày 3 tháng 11 năm 1968; và trong cuộc phỏng vấn này, tổng giám mục Bình cho rằng những người Công giáo không phản đối việc dừng ném bom vào miền Bắc Việt Nam. Ông nêu lên mong muốn rằng việc dừng ném bom sẽ không gây nguy hiểm cho binh lính đồng minh. Ông cũng hy vọng chính quyền Hà Nội đáp lại thiện chí và ngừng hành động xâm phạm lãnh thổ (Việt Nam Cộng hòa). Trả lời câu hỏi rằng ông có hy vọng rằng việc đàm phán sẽ tạo nên hòa bình, tổng giám mục Bình cho rằng cần chờ phản ứng từ chính quyền Hà Nội. Ông cho rằng người Công giáo Việt Nam cũng mong muốn hòa bình, nhưng còn lo sợ chính quyền Hà Nội bóc lột. Nguyễn Văn Bình nêu lên quan điểm của mình rằng người Công giáo Việt Nam không phản đối hòa bình, nhưng muốn hòa bình đi cùng công lý. Nguyễn Văn Bình cho biết quan điểm của Công giáo cũng giống như chính phủ Việt Nam Cộng hòa là không phản đối việc ngừng ném bom trên toàn miền Bắc Việt Nam nhưng phản đối công nhận Mặt trận Dân tộc Giải phóng miền Nam Việt Nam và Chính phủ Cách mạng Lâm thời Cộng hòa Miền Nam Việt Nam. Tổng giám mục Bình tuyên bố rằng tất cả các tổ chức Công giáo đều có cùng quan điểm trên.
Cuối tháng 11 năm 1968, Tổng thống Việt Nam Cộng hòa Nguyễn Văn Thiệu trao Huân chương cho Đức ông Joseph J. Harnett thuộc Cơ quan Cứu trợ Công giáo Hoa Kỳ vì những đóng góp của ông này trong việc hỗ trợ người tị nạn Việt Nam kể từ năm 1954. Buổi lễ ngắn tổ chức tại Dinh Độc Lập. Tổng giám mục Nguyễn Văn Bình tham gia buổi trao huân chương này. Tham dự sự kiện trên còn có Khâm sứ Tòa Thánh, một vài giám mục người Việt và các quan chức Việt Nam Cộng hòa. Với mục đích phát sóng truyền thanh, Khâm sứ Palmas cho lập phòng thu tại Trung tâm Công giáo tại Sài Gòn. Tổng giám mục Bình và giám mục phụ tá Trần Thanh Khâm, giám mục Phạm Ngọc Chi và đức ông Harnett tham gia lễ "khánh thành" nơi này. Nhân dịp Giáng sinh 1968, Tổng giám mục New York Terence Cooke đến thăm Việt Nam trong chuyến thăm dài bốn ngày rưỡi. Ông này đến Việt Nam vì mục đích thăm các quân nhân người Hoa Kỳ đang đóng quân tại đây. Tổng giám mục Nguyễn Văn Bình đón tiếp tổng giám mục Cooke bằng một bữa thiết đãi và gửi mời ông này đến Việt Nam vào dịp Giáng sinh năm 1969.

### Hoạt động tôn giáo, chính trị và hòa đàm Paris (1969 – 1970)
Trước tin đồn nguyên Tổng giám mục Huế Phêrô Máctinô Ngô Đình Thục đang ở Úc để nghiên cứu đển khả năng người Công giáo Việt Nam di cư đến đó nếu việc định cư chính trị ở Việt Nam không thuận lợi cho họ, Tổng giám mục Nguyễn Văn Bình lên tiếng bác bỏ tin đồn trên. Giữa tháng 1 năm 1969, việc nối lại đàm phán hòa bình Paris về chiến tranh Việt Nam được nối lại sau gián đoạn. Tổng giám mục Nguyễn Văn Bình tuyên bố hoan nghênh động thái trên và bảy tỏ mong muốn việc đàm phán sẽ mang lại hòa bình.
Tổng giám mục Nguyễn Văn Bình bác bỏ nhận định rằng Catholic Relief Services (CRS, tạm dịch: Tổ chức Cứu trợ Công giáo) gây mâu thuẫn giữa Công giáo và Phật giáo. Ông cũng cho biết ông kinh ngạc trước nhận định Tổ chức Cứu trợ Công giáo xâm phạm đến quyền của Giáo hội Công giáo Việt Nam và cho rằng điều này không đúng sự thật. Đầu tháng 6 năm 1969, Khâm sứ Tòa Thánh Palmas kết thúc nhiệm vụ tại Việt Nam. Tổng giám mục Nguyễn Văn Bình và giám mục phụ tá Trần Thanh Khâm của Tổng giáo phận Sài Gòn tham dự lễ tiễn biệt ông. Tham gia lễ này còn có đông đảo tu sĩ, giáo dân và linh mục và Chủ tịch Thượng viện Việt Nam Cộng hòa Nguyễn Văn Huyền. Cũng trong thời gian đầu tháng 6 năm 1969, Tổng giám mục Nguyễn Văn Bình tham dự và phát biểu tại phiên bế mạc của một cuộc họp của Phật giáo, với thành phần tham gia từ 19 quốc gia và đọc cho họ một thông điệp từ Giáo hoàng Phaolô VI. Giáo hoàng viết rằng ông cảm ơn lời mời, nhưng lời mời đến quá trễ nên ông không thể đến dự, ông đã cử Tổng giám mục Bình tham gia họp và gửi lời chúc đại hội thành công.
Đầu tháng 8 năm 1969, Caritas Việt Nam cải tổ, thành lập Caritas ở tất cả các giáo phận Công giáo, do giám mục giáo phận đứng đầu các cơ sở tại giáo phận. Caritas Việt Nam chọn Tổng giám mục Nguyễn Văn Bình làm Chủ tịch tiên khởi, linh mục Hồ Văn Vui làm Tổng thư ký. Đầu tháng 10 năm 1969, Tổng giám mục Nguyễn Văn Bình được đưa vào danh sách các nghị phụ sẽ tham gia Thượng Hội đồng Giám mục Thế giới năm 1969. Phát biểu về các Đại học Công giáo trong khuôn khổ Thượng hội đồng giám mục, Tổng giám mục Bình cho rằng các trường đại học không có bản sắc riêng về quyền lực của Giáo hoàng và các giám mục, mà có xu hướng hài hòa các quyền lực riêng biệt của họ.
Tổng giám mục Bình và giám mục Phạm Ngọc Chi tham gia Thượng Hội đồng vào tháng 10 năm 1969. Vatican không xác nhận cũng không phủ nhận Giáo hoàng đã viện trợ 5000 USD cho các giám mục Việt Nam trong cuộc tiếp kiến riêng. Số tiền này được cho là được các giám mục đưa về quỹ cứu trợ của chính phủ Việt Nam Cộng hòa. Thay mặt Tổng giám mục Nguyễn Văn Bình, giám mục phụ tá Trần Thanh Khâm gửi thư cho giáo dân Công giáo Sài Gòn vào ngày 9 tháng 11 năm 1969. Trong thư, ông kêu gọi người Công giáo sẵn sàng hy sinh tinh thần và vật chất, cầu nguyện cho sáng kiến của Tổng giám mục Nguyễn Văn Bình, Chủ tịch và giám mục Đà Nẵng Phêrô Maria Phạm Ngọc Chi, phó chủ tịch Hội đồng Giám mục đến gặp các phái đoàn đang thương thuyết hòa bình tại Paris nhằm mục đích tìm kiến hòa bình. Các giám mục người Việt này gặp các phái đoàn với tư cách cá nhân. Sáng kiến của hai giáo sĩ này đã được Giáo hoàng Phaolô VI ủng hộ, theo nội dung thư gửi đến giáo dân của giám mục Khâm. Các linh mục thân tín của Tổng giám mục Bình nói ông sẽ cống bố phương án đã được Giáo hoàng ủng hộ nếu bốn bên đang đàm phán từ chối gặp mặt.
Các bên không đồng ý gặp mặt các giám mục, và họ đến Roma, sau đó trở về Thành phố Sài Gòn, Việt Nam ngày 2 tháng 12. Điều kiện của các giám mục là họ muốn gặp mặt cùng lúc cả bốn bên cùng một thời điểm, tuy vậy phái đoàn Việt Nam Dân chủ Cộng hòa và Mặt trận Giải phóng Việt Nam cho biết chỉ chấp nhận gặp riêng các giám mục này. Tháng 2 năm 1970, giám mục Bình và Chi công bố thư chung gửi các phái đoàn đang tham gia đàm phán tại Paris, trong đó tuyên bố Công giáo Việt Nam sẽ không thể chấp nhận một nền hòa bình rẻ mạt, một nền hòa bình với bất kỳ giá nào, bị áp đặt với cái giá bất công, về sự mất tự do. Vào thời điểm dự định gặp các bên đàm phán, các giám mục đã có ý định trình bày một bức thư ngỏ cho bốn phái đoàn nhưng việc này bất thành. Hội đồng Giám mục miền Nam Việt Nam quyết định viết lại lá thư của hai giám mục trên và gửi cho bốn phái đoàn. Lễ Chúa Thánh Thần Hiện Xuống năm 1970, Tổng giám mục Nguyễn Văn Bình chính thức cho phép dòng Ðức Mẹ Người Nghèo hoạt động trong Tổng giáo phận Sài Gòn.
Tuyên bố trong kỳ chuẩn bị bầu cử Thượng viện Việt Nam Cộng hòa tháng 7 năm 1970, Tổng giám mục Nguyễn Văn Bình tuyên bố người Công giáo cũng là công dân và có quyền bỏ phiếu, và bỏ phiếu cho bất kỳ ai họ thích. Nguyễn Văn Bình cũng tuyên bố không có ứng viên nào đại diện Công giáo một cách chính thức trong cuộc bầu cử này. Trong buổi lễ tưởng niệm các Chân phước Tử đạo Việt Nam ngày 3 tháng 9 năm 1970, Tổng giám mục Nguyễn Văn Bình giảng lễ với phong cách không có bất kỳ cụm từ chống Cộng sản, kêu gọi tình thương và thúc giục thay đổi sự phân phối của cải và quyền lực ở xã hội miền Nam Việt Nam. Ông cho rằng không thể chấp nhận một kế hoạch trong đó một triệu binh sĩ phải hy sinh năng lực, sức khỏe và mạng sống chỉ để thừa hưởng quá ít ỏi. Bài giảng được phát thanh sau đó đã bị kiểm duyệt. Nguyễn Văn Bình cũng kêu gọi yêu mến nhau, không chia rẽ, không hận thù và không trả thù, với tinh thần đoàn kết, tha thứ và thống nhất. Trong năm 1970, Tổng giám mục Bình tham gia hội nghị Liên Hội đồng Giám mục Á Châu tổ chức tại Manila, Philippines.
Linh mục Bề Trên Tổng Quyền Henri Verhoven của Dòng Thánh Thể nhận lời đề nghị và cho linh mục Phêrô Nguyễn Châu Hải về Việt Nam để tìm hiểu việc đưa dòng tu này đến Việt Nam trong khoảng thời gian thập niên 1970. Sau vài tháng, linh mục Hải mời linh mục Verhoven đến gặp mặt Tổng giám mục Nguyễn Văn Bình. Tại đây, Tổng giám mục Bình có cuộc thảo luận trong vài giờ và đạt kết quả mời Dòng Thánh Thể đến Việt Nam và thiết lập dòng tu này tại Tổng giáo phận Sài Gòn.
Trong thông điệp Giáng sinh năm 1970, Tổng giám mục Nguyễn Văn Bình đề cập đến chủ đề Hòa bình, ông viết:
| “ | Một người nói về hòa bình đi cùng với chiến thắng, hòa bình đi cùng với danh dự. Tôi không hiểu chúng là gì. Chúng tôi muốn đơn giản là hòa bình, một nền hòa bình được cả hai bên chấp nhận. Không chỉ là những người Công giáo, mà tất cả những người mong muốn hòa bình, vì đã có quá nhiều sự giết chóc, ở miền Bắc cũng như ở miền Nam. | ” |

### Các hoạt động trong giai đoạn 1971 – 1973
Nhân ngày Hòa Bình Thế giới, Tổng giám mục Nguyễn Văn Bình kêu gọi xây dựng hòa bình. Ông cho rằng việc đàm phán hòa bình trong hoàn cảnh hiện tại là cần thiết. Tháng 3 năm 1971, tin tức loan truyền về việc nhà thần học Tin lành Dean Stendahl kêu gọi Hội đồng giám mục Hoa Kỳ tài trợ cho một nhóm các linh mục miền Nam Việt Nam phản đối chiến tranh tham gia kế hoạch phát biểu tại 18 thành phố ở Hoa Kỳ. The Journal cho rằng Tổng giám mục Bình có thể dẫn đầu đoàn linh mục này, lý do được đưa ra là ông tương đối miễn nhiễm với sự trả thù từ chính quyền Sài Gòn. Thông qua các linh mục tại Paris, ý định dẫn đầu đoàn linh mục của Tổng giám mục Nguyễn Văn Bình bị tiết lộ. Tổng giám mục Bình có thể dẫn đầu đoàn hoặc cử đại diện tham gia đoàn. Bản tin Công giáo quốc gia Hoa Kỳ cho rằng mục tiêu của chuyến đi là xóa đi "huyền thoại" rằng sẽ có những việc trả thù đối với người Công giáo Việt Nam sau khi quân đội Hoa Kỳ rút lui.
Cuối tháng 3 năm 1971, các giáo sĩ Công giáo đến từ bốn quốc gia: Việt Nam, Nhật Bản, Hàn Quốc và Trung Quốc tổ chức một cuộc họp với mục đích thúc đẩy sự đoàn kết của các Giáo hội Công giáo tại các quốc gia này. Tổng giám mục Nguyễn Văn Bình và giám mục Nha Trang Phanxicô Xaviê Nguyễn Văn Thuận là hai giám mục Việt Nam đến Hồng Kông tham dự sự kiện này. Trong khuôn khổ cuộc họp, Tổng giám mục Bình đề xuất cần phải nghiên cứu vấn đề thích nghi các nghi lễ Công giáo và thờ cúng tổ tiên tại các giáo hội Công giáo châu Á. Tham gia cuộc họp này phần lớn là Chủ tịch các Hội đồng giám mục các quốc gia tham dự: Giuse Quách Nhã Thạch (Trung Quốc), Paul Yashigoro Taguchi (Nhật Bản), Stephen Kim Sou-hwan (Hàn Quốc) cùng 1 vị giám mục khác, thuộc mỗi quốc gia. Giám mục Giáo phận Hồng Kông Phanxicô Xaviê Từ Thành Bân chủ sự cuộc họp. Trò chuyện với Don Luce, một người Hoa Kỳ có thâm niêm hơn một thập niên làm việc tại Việt Nam về vấn đề hòa bình, Tổng giám mục Nguyễn Văn Bình cho rằng: Là người cùng chủng tộc, với tình yêu dành cho cùng một quốc gia, có cùng bối cảnh lịch sử, gắn liền với cùng một niềm tin, chúng ta nên sống trong tình yêu và hòa bình. Giết nhau, chia ly, chia rẽ là hai tội ác, Chúng ta phải yêu thương nhau với tinh thần đoàn kết, tha thứ và thống nhất. Don Luce cũng nhận định lực lượng tôn giáo là lực lượng duy nhất có thể ngăn chặn "tắm máu" sau khi quân đội Hoa Kỳ rút khỏi Việt Nam.
Tháng 5 năm 1971, Đại hội chống chiến tranh được tổ chức tại Sài Gòn. Đại hội này phản đối chính phủ Sài Gòn và ủng hộ hòa bình với các điều khoản của Việt Nam Dân chủ Cộng hòa là thành lập chính phủ liên minh với những người Cộng sản. Tổng giám mục Nguyễn Văn Bình gửi một thư và được công bố tại Đại hội. Nguyễn Văn Bình cho rằng cộng đồng Công giáo ở Nam Việt Nam hết lòng ủng hộ hòa bình ở Đông Dương. Ông cũng phủ nhận tin đồn lan truyền tại ngoại quốc rằng người Công giáo Việt Nam đang không đồng tình với một giải pháp đàm phán để mang lại hòa bình cho đất nước. Nguyễn Văn Bình cho rằng trên thực tế, người Công giáo cầu nguyện không ngừng cho hòa bình, khuyến khích mọi sáng kiến vì hòa bình, với điều kiện chân thành và vô tư.
Các giám mục miền Nam Việt Nam kêu gọi người Công giáo tham gia bỏ phiếu đông đảo hơn tại cuộc bầu cử Tổng thống Việt Nam Cộng hòa năm 1971. Những người Công giáo Cấp tiến, tự xưng là nhóm Công giáo Vatican II phản đối chính quyền của tổng thống đương nhiệm Nguyễn Văn Thiệu. Hơn 100 linh mục và giáo dân đã đến Tòa giám mục Sài Gòn, đốt bỏ thẻ bầu cử và yêu cầu Tổng giám mục Nguyễn Văn Bình rút lại tuyên bố trước đó của các giám mục. Sau cuộc biểu tình, tổng giám mục Nguyễn Văn Bình chuyển từ thái độ ủng hộ cuộc bầu cử chuyển sang thái độ trung lập khi cho rằng bỏ phiếu nên là "vấn đề của lương tâm" khi trả lời một cuộc phỏng vấn trên một nhật báo Công giáo.
Tháng 7 năm 1972, Ủy ban Thánh Nhạc trực thuộc Hội đồng Giám mục Miền Nam Việt Nam tổ chức buổi trình diễn thánh ca tại Hội trường La San Taberd, tổng giám mục Nguyễn Văn Bình tham gia với tư cách chủ tọa buổi diễn đầu tiên của chương trình này. Tháng 10 năm 1972, số tiền 350 USD được gửi cho Tổng giám mục Nguyễn Văn Bình, nguồn đến từ các giáo sĩ và giáo dân Oakland nhằm hỗ trợ những đau khổ do chiến tranh gây ra. Ngoài số tiền này, 700 USD được gửi đến Tổng giám mục Hà Nội Trịnh Như Khuê với mục đích tương tự. Ngày 5 tháng 11 cùng năm, khoảng 10.000 đến 15.000 giáo dân Công giáo là những người di cư từ miền Bắc Việt Nam đã tham gia biểu tình nhằm mục đích phản đối bản dự thảo hòa bình giữa Henry Kissinger và Việt Nam Dân chủ Cộng hòa. Tổng giám mục Nguyễn Văn Bình cho rằng những giáo dân Công giáo tại miền Nam không tham gia cuộc biểu tình dù họ không tán thành với bản dự thảo hòa bình này.
Ngày 19 tháng 1 năm 1973, Tổng giám mục Nguyễn Văn Bình chủ sự lễ cưới cho con gái của Tổng thống Nguyễn Văn Thiệu là Nguyễn Thị Tuấn Anh và chú rể Nguyễn Tấn Triều, con ông Nguyễn Tấn Trung, tổng giám đốc của Air Vietnam, hãng hàng không quốc gia Việt Nam Cộng hòa. Ông Thiệu cũng có mặt trong buổi lễ này. Giáo hoàng Phaolô VI bày tỏ lo ngại về tù nhân chính trị tại Việt Nam Cộng hòa, sau một giờ tiếp kiến Tổng thống Nguyễn Văn Thiệu. Ông Thiệu cho rằng con số tù nhân 200.000 chỉ là con số tuyên truyền của Việt Nam Dân chủ Cộng hòa và cho biết chỉ có 26.000 tù nhân, trong số đó có hơn 5.000 theo tư tưởng Cộng sản. Linh mục Nguyễn Đình Thi ủng hộ con số 200.000 tù nhân chính trị. Trong bối cảnh Nguyễn Văn Thiệu dự định thành lập một đảng Công giáo nhằm có được sự ủng hộ chính trị, Tổng giám mục Nguyễn Văn Bình cố gắng tách biệt mối liên hệ hai thực thể này. Trước tin đồn Tổng giám mục Nguyễn Văn Bình bị đe dọa vì phản đối lập đảng Công giáo mới, ngày 25 tháng 4 năm 1973, ông bác bỏ tin tức này. Ông cũng xác nhận ông Thiệu xúc tiến thành lập đảng phái nói trên.
Ngày 16 tháng 7 năm 1973, Tổng giám mục Nguyễn Văn Bình công bố quan điểm của ông về vấn đề Công nhân Trẻ Công giáo (YCW) bị cầm tù và các vấn đề liên quan. Bản tuyên bố bằng tiếng Anh cũng được công bố cùng ngày trên các báo chí miền Nam Việt Nam. Ngày 26 tháng 9 năm 1973, tổng giám mục Bình ký sắc lệnh chính thức thành lập tu hội Nô Tỳ Thiên Chúa. Tu hội này là một tu hội đời thiết lập tại giáo xứ An Lạc năm 1958. Cùng ngày, ông cũng ký sắc lệnh thành lập tu hội đời dành cho nam là tu hội Chiến Sĩ Chúa Giêsu, sau năm 1975 đổi thành tu hội Chúa Giêsu. Giám mục tiền nhiệm Đại diện Tông tòa Sài Gòn là Jean Cassaigne Sanh qua đời ngày 31 tháng 10 năm 1973, Phaolô Nguyễn Văn Bình chủ sự lễ an táng của vị giám mục quá cố vào ngày 5 tháng 11 năm 1973 với sự hiện diện của phụ tá đặc biệt đại diện Tổng thống Việt Nam Cộng hòa, Khâm sứ Tòa Thánh, linh mục Bề Trên miền Hội Thừa Sai Paris, một số giám mục, đông đảo linh mục và tu sĩ cùng khoảng 3.000 người.

### Hai năm cuối chiến tranh Việt Nam (1974 – 1975)
Trong năm 1974, Tổng giám mục Nguyễn Văn Bình tham gia lễ khai mạc Tổng Liên đoàn Sinh viên Công giáo Việt Nam. Tổ chức này là sự kết hợp các tổ chức sinh viên Công giáo khác nhau với mục đích mở rộng các hoạt động xã hội cũng như công tác thiện nguyện. Cũng trong năm này, Hồng y Angelo Rossi, Tổng trưởng Bộ Truyền giáo Tòa Thánh đến thăm Việt Nam với tư cách cá nhân. Nhân dịp này, Tổng giám mục Nguyễn Văn Bình và 300 linh mục Tổng giáo phận đã tham gia lễ tiếp đón Hồng y Rossi đến thăm Đại chủng viện Thánh Giuse Sài Gòn. Tượng Đức Mẹ Hòa Bình từ đền Đức Mẹ Fatima, Bồ Đào Nha được đưa đến Tổng giáo phận Sài Gòn, sau khi được rước đón trọng thể tại nhiều nơi khác tại Việt Nam. Bức tượng được đưa đến bằng trực thăng xuống công viên Tao Đàn sáng sớm ngày 3 tháng 2 năm 1974. Trước tượng treo ruy băng có nội dung là ước muốn bà Maria ban hòa bình cho Việt Nam. Tham gia buổi lễ này có các quan chức Việt Nam Cộng hòa, trong đó có gia đình Tổng thống Nguyễn Văn Thiệu và các giáo sĩ thuộc các tôn giáo khác tại Việt Nam như Phật Giáo, Hòa Hảo. Lễ đồng tế do Tổng giám mục Nguyễn Văn Bình và 28 giáo sĩ khác, trong đó có giám mục phụ tá Phanxicô Xaviê Trần Thanh Khâm. Sự kiện này quy tụ đông đảo người tham gia, con số ước tính 300.000 người. Trong bài giảng lễ, tổng giám mục Nguyễn Văn Bình kêu gọi mọi người phải quét sạch hận thù, phải đến cùng nhau xây dựng một thế giới hòa bình và sớm khôi phục hòa bình tại Việt Nam.
Ðầu năm 1974, Tổng giám mục Nguyễn Văn Bình đề nghị ba nữ tu người Việt Nam thuộc dòng Nữ tu Thánh Phaolô Thiện Bản từ Thụy Sĩ trở về Việt Nam thành lập dòng. Ba nữ tu này về Việt Nam ngày 30 tháng 1 năm 1974 theo đề nghị này và ngày 30 tháng 1 được xem là ngày thành lập Dòng Phaolô Thiện Bản tại Việt Nam. Thánh lễ theo sắc thái Việt Nam được tổng giám mục Nguyễn Văn Bình cho phép tổ chức một lần tại nhà thờ Tân Chí Linh, Sài Gòn vào ngày 8 tháng 9 năm 1974. Buổi lễ này tạo các luồng quan điểm trái ngược nhau trong dư luận. Ngày 19 tháng 9 năm 1974, Tổng giám mục Nguyễn Văn Bình trả lời phỏng vấn trên tờ báo Đại Dân Tộc về vụ việc phong trào chống tham nhũng (PACM) có hoạt động tại Huế vào ngày 8 tháng 9 do linh mục Giuse Trần Hữu Thanh đứng đầu. Một số tờ báo Công giáo không đưa tin nhanh về vụ việc do ảnh hưởng từ các báo Công giáo có quan điểm bảo thủ. Khi được hỏi về nguyên nhân cuộc biểu tình do PACM tổ chức, tổng giám mục Nguyễn Văn Bình nhận định việc người dân thiếu gạo, buộc phải ăn gạo hỏng và các quan chức không lắng nghe người dân là nguyên nhân cốt lõi của sự việc. Vụ việc này sau đó dẫn đến bạo lực, dù phía Công giáo không tham dự vào việc bạo lực, tuy vậy, tổng giám mục Bình nhận định nếu không giải quyết bạo lực cách hợp lý sẽ gây ảnh hưởng đến quốc gia. Khi được hỏi về việc liệu ông có cho rằng đoàn thể này là một việc tốt khi có nhiều báo chí quan tâm đến vụ việc, tổng giám mục Bình cho biết những người này có thiện chí và sự dũng cảm. Tuy vậy, Nguyễn Văn Bình cho rằng thiện chí và dũng cảm không đủ trong lịch sử khi do tác động từ bên thứ ba làm phá hủy đi một cái xấu và thay thế nó bằng một cái xấu gấp nghìn lần. Ông cho rằng việc này sẽ tạo nên sự lên án trong lịch sử. Khi được hỏi về mong muốn trong tình hình hiện tại, Nguyễn Văn Bình cho biết ông mong chính phủ biết lắng nghe người dân và không mắc bẫy bên thứ ba nhằm gây tổn hại đến đất nước.
Ngày 1 tháng 10 năm 1974, Tổng thống Việt Nam Cộng hòa Nguyễn Văn Thiệu lên sóng truyền hình nhằm mục đích bảo vệ bản thân trước những cáo buộc về tham nhũng. Nói về tham nhũng, tổng giám mục Nguyễn Văn Bình cho biết không tìm thấy chủ đề tham nhũng trong bài phát biểu của Tổng thống Nguyễn Văn Thiệu. Tổng giám mục Bình nhận định ông Thiệu nên cố gắng trả lời các cáo buộc chống lại ông ta, thay vì nói chung chung và đề nghị ông này trả lời tại tòa án. Ông cho rằng người dân không thể chấp nhận tham nhũng ở cơ quan cao cấp và nghĩ rằng tổng thống Thiệu cần thể hiện sự chân thành của mình trước dân chúng. Nói về phong trào chống tham nhũng PACM, Nguyễn Văn Bình cho rằng ngoài tác động chống tham nhũng ở chính phủ Việt Nam Cộng hòa, nó còn có thể trở thành một vấn đề quốc gia. Tổng giám mục Sài Gòn cho rằng phong trào này nên thực hiện bởi giáo dân, không phải từ các linh mục. Tổng giám mục Bình thừa nhận ông đã chấp thuận các hoạt động của linh mục Trần Hữu Thanh vào tháng 6 khi linh mục này nằm trong số 301 linh mục ký và ban hành tuyên bố quan điểm về tham nhũng và cho biết vào thời điểm này tổng giám mục Bình nhận định linh mục Thanh có lòng quan tâm về tham nhũng một cách trung thực và trung thành với giáo hội. Tuy vậy, Nguyễn Văn Bình cho rằng linh mục Thanh có chuyển biến mang hơi hướng chính trị và gây ảnh hưởng đến phong trào. Các phản ứng trên của tổng giám mục Bình được Cục các vấn đề Đông Á và Thái Bình Dương của Hoa Kỳ nhận định là tiếp tục tỏ thái độ trung lập với các linh mục mang phong cách chính trị, đồng thời kiềm chế và ít hỗ trợ phong trào PACM.

Hồng y Trịnh Văn Căn và Tổng giám mục Nguyễn Văn Bình tham dự kỳ Họp thượng Hội đồng Thế giới.

Nguyễn Văn Bình rời Việt Nam ngày 18 tháng 10 và đến Vatican vào ngày 19 tháng 10 năm 1974. Cùng chuyến bay, ông đến cùng bà Anna Nguyễn Thị Thảo, thân mẫu tổng giám mục Giuse Maria Trịnh Văn Căn, tổng giám mục phó Tổng giáo phận Hà Nội. Hai mẹ con tổng giám mục Căn gặp lại nhau sau 20 năm xa cách, sau khi bà di cư vào Nam năm 1954. Tổng giám mục Bình vốn dĩ không cần tham gia Thượng Hội đồng Giám mục, nhưng để hỗ trợ bà cụ Thảo, ông đã quyết định đi cùng, sau khi đến địa điểm thì bị ho và không thể tiếp khách. Sau chuyến đi đến Roma, tổng giám mục Bình tham dự cuộc họp của Liên Hội đồng Giám mục Á Châu với tư cách Chủ tịch Hội đồng Giám mục miền Nam Việt Nam. Trong chuyến đi dài ngày này, việc quản lý giáo phận, Tổng giám mục Bình đã ủy quyền cho giám mục Nicôla Huỳnh Văn Nghi. Trước khi rời Việt Nam, Nguyễn Văn Bình đã cho họp các linh mục trọng yếu về vấn đề Công giáo chống lại bất công xã hội và tham nhũng. Hai linh mục đứng đầu các phong trào xã hội được yêu cầu ngừng cạnh tranh và hợp tác để phát triển xã hội. Ông cũng lo lắng về việc chia rẽ của hàng giáo sĩ trong nội bộ Tổng giáo phận.
Song song với chuyến đi ngoại quốc của Tổng giám mục Nguyễn Văn Bình, tại Việt Nam Cộng hòa, hàng ngàn người Công giáo tham gia hai cuộc mít tinh lớn tại các giáo xứ thuộc vùng ngoại thành để lên án về cáo buộc tham nhũng của Tổng thống Nguyễn Văn Thiệu. Đây là cuộc biểu tình chống chính phủ Việt Nam Cộng hòa lớn nhất tại Sài Gòn kể từ khi Hiệp định Paris được ký kết. Tổng giám mục Bình chúc phúc và chấp thuận cho chiến dịch của linh mục Giuse Trần Hữu Thanh. Linh mục Thanh cho rằng phải chấm dứt nạn tham nhũng để tránh đất nước rơi vào tay quân đội Việt Nam Dân chủ Cộng hòa.
Trả lời phỏng vấn với Đài phát thanh Vatican ngày 20 tháng 12, Nguyễn Văn Bình nhận định miền Nam Việt Nam đang gia tăng chiến tranh, thất nghiệp và khủng hoảng kinh tế. Ông cho rằng Hiệp định Hòa bình năm 1973 mang lại hòa bình cho Việt Nam Dân chủ Cộng hòa, nhưng chiến tranh gia tăng tại Việt Nam Cộng hòa. Nguyễn Văn Bình cho rằng sau khi bị [Hoa Kỳ] giảm viện trợ, Việt Nam Cộng hòa gặp khủng hoảng kinh tế, thất nghiệp và người dân thiếu các nhu cầu cơ bản, ảnh hưởng đến sinh hoạt tôn giáo. Nguyễn Văn Bình cho biết Giáo hội Công giáo lo lắng cho những gia đình nghèo khó trong khủng hoảng. Kể từ năm 1974, Tổng giám mục Bình đảm nhận vai trò Chủ tịch Ủy ban Truyền thông Xã hội trực thuộc Hội đồng giám mục, khóa 1974 – 1977.
Tổng giám mục Nguyễn Văn Bình viết thư cho Cha sở Họ đạo Xóm Mới, thuộc Sài Gòn nhằm mục đích nhắc nhở việc sử dụng Họ đạo cho mục đích thuần túy chính trị. Họ đạo này là địa điểm phong trào chống tham nhũng (PACM) sử dụng để tổ chức bốn cuộc họp về tự do báo chí sau khi 18 ký giả bị bắt và 5 tòa soạn báo bị đình chỉ. Lá thư đề ngày 20 tháng 2 năm 1975 của Tổng giám mục Bình gửi đến linh mục tại Xóm Mới thu hút truyền thông báo chí Sài Gòn và họ đưa tin rộng rãi về diễn biến này. Sau lá thư, hai cuộc họp bị hủy bỏ nhưng hai cuộc họp sau đó diễn ra bình thường. Phản ứng của tổng giám mục Bình không được biết đến vì thời gian này ông đã rời khỏi Sài Gòn. Tờ báo Chính Luận đưa tin vào ngày 22 tháng 2 năm 1975 rằng có tất cả 12 giáo xứ tại Sài Gòn bị Tổng giám mục Sài Gòn nhắc nhở về việc không hỗ trợ các cuộc họp chính trị tại nhà thờ. Phản ứng của Tổng giám mục Bình diễn ra khi phong trào PACM lên kế hoạch tổ chức Tuần đấu tranh tự do Báo chí. Về bức thư gửi đến giáo xứ Xóm Mới, Văn phòng Tòa Tổng giám mục Sài Gòn xác nhận việc này có thật vào ngày 24 tháng 2. Hai cuộc họp diễn ra bình thường với cuộc họp đầu tiên tại Hội trường Tân Chí Linh - không phải trong nhà thờ. Hội trường này một địa điểm mà PACM từng sử dụng.
Trong những tháng đầu năm 1975, giáo hội Công giáo miền Nam Việt Nam hốt hoảng và lo sợ trước những chiến thắng của quân đội Việt Nam Dân chủ Cộng hòa, là những người theo tư tưởng Cộng sản. Từ tháng 2 sự lo lắng này càng lộ rõ trên các mặt báo, đặc biệt là tạp chí Tông Đồ Giáo dân viết nhiều bài viết làm dân chúng hoang mang lo sợ. Trước tình hình này, tổng giám mục Nguyễn Văn Bình kêu gọi bình tĩnh và đừng sợ. Mặt khác, Uỷ ban Tu sĩ Tổng giáo phận Sài Gòn kêu gọi giáo dân ở lại và sẵn sàng tử đạo. Tổng giám mục Nguyễn Văn Bình khẳng định với giáo dân rằng Giáo hội không bao giờ ủng hộ di tản giáo dân Công giáo ra nước ngoài và khuyên bảo các linh mục đừng hoang mang nhưng cần can đảm và hy sinh cho đến mức tử đạo.
Tòa Thánh loan tin bổ nhiệm Tổng giám mục Nguyễn Văn Bình làm thành viên thánh bộ Tuyên Thánh của Giáo triều Roma ngày 10 tháng 3 năm 1975. Chín ngày sau đó, Tòa Thánh chuyển giám mục phụ tá Sài Gòn Nicôla Huỳnh Văn Nghi đến giáo phận tân lập Phan Thiết, đảm nhận chức Giám quản Tông Tòa. Ngày 25 tháng 3 năm 1975, Nguyễn Văn Bình nói với quan chức thuộc Cục các vấn đề Đông Á và Thái Bình Dương của Mỹ rằng các giám mục Công giáo Việt Nam sẽ ở lại giáo phận của mình. Ông cho rằng các linh mục và giáo dân có thể sơ tán, nhưng các giám mục nhất quyết phải ở lại các vùng quân đội Việt Nam Dân chủ Cộng hòa đã kiểm soát. Nguyễn Văn Bình bày tỏ sự lo lắng về việc giám mục Giáo phận Kon Tum, với vị giám mục ngoại quốc duy nhất tại Việt Nam là Paul Léon Seitz Kim. Nói về một số giám mục khác, tổng giám mục Bình nói về việc Tổng giám mục Huế Nguyễn Kim Điền cho biết ông sẽ trở về Huế và tin tức về cái chết không thể kiểm chứng của giám mục giáo phận Ban Mê Thuột Phêrô Nguyễn Huy Mai trong tình hình chiến sự.
Ngày 3 tháng 4 năm 1975, nhiều nhà lãnh đạo Công giáo đề nghị Tổng giám mục Nguyễn Văn Bình tuyên bố đề nghị Tổng thống Nguyễn Văn Thiệu đáp lại nguyện vọng của mọi người và yêu cầu Thượng viện thay đổi lãnh đạo. Nguyễn Văn Bình cho biết lời tuyên bố trên mang tư cách cá nhân và các giám mục Việt Nam khác có thể ủng hộ hay không ủng hộ tuyên bố này. Tổng giám mục Bình cho biết ông cũng không chắc về việc ông Thiệu có nên từ chức hay không, chỉ dựa theo lời kêu gọi từ phía Thượng viện. Nội dung lá thư, Tổng giám mục Bình cho rằng người dân mong muốn việc thay đổi lãnh đạo, thể hiện qua báo cáo của Thượng viện trước đó vào ngày 2 tháng 4 năm 1975. Tổng giám mục Bình viết rằng ông ghi nhận tất cả ý kiến chính đáng và tin rằng ông Nguyễn Văn Thiệu cần đáp ứng mong muốn của mọi người cũng như áp lực từ thượng viện.
Tổng giám mục Nguyễn Văn Bình được cho là người đứng đầu một trong sáu nhóm mong muốn phế bỏ chức Tổng thống Việt Nam Cộng hòa của Nguyễn Văn Thiệu, cùng với các nhóm khác của Nguyễn Cao Kỳ, hòa thượng Thích Trí Quảng, tướng Dương Văn Minh, linh mục Trần Hữu Thanh và ông Vũ Văn Mẫu. Trước tình hình có những tin đồn về quân đội Việt Nam Dân chủ Cộng hòa gây tác động xấu, tổng giám mục Nguyễn Văn Bình viết thư chung ngày 8 tháng 4 năm 1974, khẳng định hàng giáo phẩm không di cư, giáo dân và giám mục đều ở lại tại chỗ. Bản tin khẳng định giáo sĩ Công giáo không di cư được phát trên Vatican Radio ngày 4 tháng 4, trong bản tin này Tổng giám mục Nguyễn Văn Bình loan tin việc này các giám mục đã đạt đồng thuận trong cuộc họp tháng 1 năm 1975.
Ngày 7 tháng 1 năm 1975, Việt Nam Cộng hòa mất quyền kiểm soát tỉnh Phước Long, địa điểm có vị thế cửa ngõ tiến vào Thành phố Sài Gòn. Nhận định tình hình quân sự phức tạp, Khâm sứ Tòa Thánh Henri Lemaitre trao đổi với Tổng giám mục Nguyễn Văn Bình về việc giáo phận Sài Gòn cần một Tổng giám mục phó, và vị này phải đáp ứng các tiêu chuẩn như tuổi tác không quá nhỏ hoặc lớn tuổi, đồng thời phải có tinh thần sống chung và hơp tác với chính quyền mới theo ý của Giáo hoàng Phaolô VI. Tháng 4 năm 1975, Tổng giám mục Nguyễn Văn Bình năm lần yêu cầu Khâm sứ Tòa Thánh Lemaitre xin Tòa Thánh bổ nhiệm giám mục Phanxicô Xaviê Nguyễn Văn Thuận làm Tổng giám mục phó Sài Gòn. Chiếu theo đề nghị của Khâm sứ, Tòa Thánh bổ nhiệm giám mục Thuận làm Tổng giám mục phó ngày 23 tháng 4 năm 1975. Giám mục Nguyễn Văn Thuận là cháu trai cựu Tổng thống Ngô Đình Diệm và việc bổ nhiệm giám mục Thuận về Sài Gòn chỉ xảy ra vài ngày trước khi kết thúc cuộc chiến tranh Việt Nam (ngày 30 tháng 4 năm 1975). Việc bổ nhiệm này bị nhóm Công giáo cảnh tả phản ứng mạnh mẽ. Tổng giám mục Bình tháp tùng và tham dự lễ nhậm chức Giám quản Tông Tòa giáo phận Phan Thiết của giám mục Huỳnh Văn Nghi, cùng khởi hành trong chuyến bay cuối cùng từ Sài Gòn đến Phan Thiết vào ngày 17 tháng 4. Sau nghi lễ nhậm chức và bữa cơm tại nhà xứ giáo xứ chính tòa, Tổng giám mục Bình cùng phái đoàn Sài Gòn phải trở về trên trực thăng của quân đội Việt Nam Cộng hòa.
Từ trước năm 1975, Tổng giám mục Nguyễn Văn Bình quan tâm đến việc đào tạo giáo dân. Tuy vậy, chưa có cơ sở tôn giáo nhằm hiện thực hóa ý định này. Tổng giám mục Bình quyết định khai mở lớp Thần học cho giáo dân tại Đại Chủng viện thánh Giuse Sài Gòn vào các mùa hè. Hồi ký Đỗ Mậu do Hoành Linh xuất bản cho rằng với sự sụp đổ của chế độ Cộng hòa cũng như cái chết của ba người cậu, Nguyễn Văn Thuận trở nên cứng rắn và tham vọng xây dựng khối Thiên Chúa giáo thống trị miền Nam Việt Nam. Những tổ chức Thiên Chúa giáo quốc tế đã hỗ trợ đưa Nguyễn Văn Thuận trở thành một nhân vật quan trọng trong Giáo hội vì vậy mà giám mục trẻ tuổi Nguyễn Văn Thuận được đưa về trợ tá Tổng giám mục Nguyễn Văn Bình.
Trong giai đoạn chế độ chính trị thay đổi, tổng giám mục phó Nguyễn Văn Thuận bị bắt và Khâm sứ Tòa Thánh rời khỏi Việt Nam, tổng giám mục Nguyễn Văn Bình quyết định chọn con đường đối thoại, hòa giải và hợp tác. Ông tìm cách giải quyết hai vấn đề: vị thế của người Công giáo trong lòng dân tộc và sống đạo trong xã hội dưới sự lãnh đạo của Đảng Cộng sản. Những người có quan điểm đối lập nhận định tổng giám mục Bình là giám mục "đỏ". Trong thời kỳ làm tổng giám mục Sài Gòn, tổng giám mục Bình giữ cho giáo hội được đứng cách độc lập, không phụ thuộc vào chính thể Việt Nam Cộng hòa.

### Những ngày tháng đầu tiên sau khi kết thúc chiến tranh
Khác những diễn biến đã xảy ra vào năm 1954 với tình trạng di cư bất chấp ý kiến của các cấp quản lý của Giáo hội Công giáo, cũng như khác với các giám mục miền Bắc Việt Nam vào những năm 1950, Nguyễn Văn Bình và Tổng giám mục Huế Philípphê Nguyễn Kim Điền tìm cách củng cố mối quan hệ tốt đẹp với chính quyền mới dựa trên chủ nghĩa thực dụng. Sau chiến tranh, có tất cả 8 giám mục Công giáo tiếp tục quản nhiệm giáo phận của mình. Tổng giám mục Nguyễn Văn Bình kêu gọi giáo dân hãy ở lại các khu vực đã thuộc về Quân đội Việt Nam Dân chủ Cộng hòa. Một số giám mục trở về giáo phận của mình khi các vùng này gặp tình trạng quân Việt Nam Cộng hòa sắp thất thủ, trong đó có tổng giám mục Nguyễn Kim Điền trở về Huế, giám mục Phaolô Nguyễn Văn Hòa tại Buôn Ma Thuột và giám mục Nicôla Huỳnh Văn Nghi vội vã trở về Phan Thiết. Từ sau khi kết thúc chiến tranh Việt Nam, Tổng giám mục Nguyễn Văn Bình ở trong tình trạng quản thúc tại Tòa Tổng giám mục.
Sau biến cố ngày 30 tháng 4 năm 1975, các giáo sĩ quản lý giáo hội kêu gọi giáo dân bình tĩnh và chấp nhận hoàn cảnh cũng như chế độ mới. Trong đó có hai giám mục nổi bật là Tổng giám mục Sài Gòn Nguyễn Văn Bình và Tổng giám mục Huế Nguyễn Kim Điền chủ trương theo đường lối Công đồng Vatican II. Các giám mục này trở thành điểm tựa cho giáo dân trong hoàn cảnh mới. Tissa Balasuriya viết trong sách The Eucharist and Human Liberation đưa ra nhận định Tổng giám mục Nguyễn Văn Bình là người dẫn dắt Công giáo miền Nam Việt Nam tham gia xây dựng chủ nghĩa xã hội.
Ngày 5 tháng 5 năm 1975, Nguyễn Văn Bình gửi thư đến các linh mục, tu sĩ và giáo dân, loan báo việc chiến tranh chấm dứt, hòa bình trở lại. Ông cũng nhận định đây niềm vui chung của dân tộc đồng thời cũng là hồng ân của Thiên Chúa, theo góc nhìn của Kitô hữu và kêu gọi mọi người hãy vui sướng trong cảnh gia đình đoàn tụ, đồng thời ghi ơn những người kiến tạo hạnh phúc cho dân tộc. Ông cũng nhận định rằng người Công giáo đã bước vào một trang sử mới bằng việc chung sống với đồng bào trong một đất nước hòa bình. Ngoài ra, ông cũng kêu gọi giáo dân tích cực thi hành tất cả nghĩa vụ và nhiệm vụ do chính quyền mới chỉ đạo để hướng về tương lai, xây dựng đất nước Việt Nam mới. Tổng giám mục Sài Gòn cũng kêu gọi hòa giải dân tộc, yêu thương, tha thứ và đi sâu vào lòng dân tộc dưới sự lãnh đạo của chính quyền mới trong lá thư trên. Theo tác giả Nguyễn Đình Đầu, trích nội dung xuất bản trên báo Công giáo và Dân tộc, ngoài thư ngỏ này, Tổng giám mục Nguyễn Văn Bình còn công bố Thông điệp nhiệt liệt chào mừng Chính quyền Giải phóng trong cùng ngày 5 tháng 5 năm 1975.
Do hoàn cảnh quân sự, các liên lạc đến Tòa giám mục Nha Trang, nơi tân tổng giám mục phó Nguyễn Văn Thuận đang quản nhiệm bị cắt đứt. Đến ngày 7 tháng 5 năm 1975, Tòa Tổng Giám mục Sài Gòn mới tái liên lạc được với giám mục Thuận và yêu cầu ông này vào Sài Gòn. Ngày 8 tháng 5, một nhóm 15 linh mục, trong đó có các linh mục Trương Bá Cần, Trần Viết Thọ, Vương Đình Bích, Phan Khắc Từ, Huỳnh Công Minh,... viết thư đến Tổng giám mục Nguyễn Văn Bình, yêu cầu hoãn bổ nhiệm giám mục Nguyễn Văn Thuận. Ngày 11 tháng 5, bức thư nói về các nỗ lực của người Công giáo trong việc tái thiết xây dựng quốc gia và hòa giải dân tộc do Tổng giám mục Bình viết được phổ biến tại Nhà thờ Đức Bà Sài Gòn.
Ngày 12 tháng 5 năm 1975, Văn phòng Tòa giám mục Sài Gòn gửi thư cho tất cả các giáo xứ trong Tổng giáo phận, loan báo việc Tòa Thánh đã bổ nhiệm Giám mục Phanxicô Xaviê Nguyễn Văn Thuận làm Tổng giám mục Phó Sài Gòn ngày 25 tháng 4 và ông chính thức nhận nhiệm vụ mới vào ngày ra thông báo (12 tháng 5). Tân tổng giám mục phó đến chủng viện cùng tổng giám mục Bình, thăm giám mục phụ tá Phanxicô Xaviê Trần Thanh Khâm thì nhóm linh mục gồm 7 linh mục trong số 15 linh mục đề nghị hoãn việc Tổng giám mục Thuận đến Chủng viện chất vấn Tổng giám mục Nguyễn Văn Bình và yêu cầu tân tổng giám mục phó Nguyễn Văn Thuận từ chức ngay lập tức. Họ cho rằng việc thuyên chuyển, bổ nhiệm thì các giám mục Việt Nam có thể tự thu xếp mà không cần đến Tòa Thánh. Linh mục Stêphanô Chân Tín, một người bất đồng chính kiến thừa nhận ông có ký tên trong bản kiến nghị này, nhưng với mục đích xin hoãn việc nhậm chức Tổng giám mục phó của Tổng giám mục Nguyễn Văn Thuận vì cho rằng tình hình lúc này quá căng thẳng và có thể gây nguy hiểm đến tân tổng giám mục phó.
Một ngày sau việc chất vấn của nhóm linh mục, từ 50 đến 60 sinh viên Công giáo đến Tòa Tổng giám mục Sài Gòn. Tại đây, họ căng 3 biểu ngữ nhằm yêu cầu Tổng giám mục Nguyễn Văn Thuận từ chức. Trưa cùng ngày, một phái đoàn giáo dân đến gặp và đề nghị giám mục Nguyễn Văn Thuận tự nguyện từ chức. Các đề nghị trên bị khước từ, nhóm linh mục và giáo dân này tố cáo giám mục Thuận thuộc dòng họ chống Cộng và có ảnh hưởng đến phong trào chống Cộng. Các bài báo trên báo Sài Gòn Giải Phóng số 29 ngày 8 tháng 6 năm 1975 và bản tin của Đài phát thanh Sài Gòn Giải Phóng ngày 7 tháng 6 năm 1975 đề cập đến việc nhiều tổ chức Công giáo, bao gồm các linh mục và giáo dân yêu cầu Khâm sứ Tòa Thánh Henri Lemaitre phải rời khỏi Việt Nam ngay lập tức và kết án Tổng Giám mục Nguyễn Văn Thuận có những hành động chống chính phủ Cách mạng Lâm thời.
Ngày 7 tháng 6, Tổng giám mục Nguyễn Văn Bình viết thư xác nhận việc Tòa Thánh bổ nhiệm giám mục Nguyễn Văn Thuận là phù hợp với nhu cầu sinh hoạt tôn giáo của Tổng giáo phận Sài Gòn. Ông bác bỏ rằng việc bổ nhiệm là một việc áp đặt, đồng thời khẳng định một số giám mục cũng như bản thân ông đã được tham khảo ý kiến và chính ông đã đồng ý việc bổ nhiệm. Nguyễn Văn Bình cũng kêu gọi các giáo sĩ, tu sĩ và giáo dân tuân phục quyết định của Tòa Thánh.
Trước tình hình này, Tổng giám mục Nguyễn Văn Bình viết thư gửi đến ông Nguyễn Hữu Thọ, Chủ tịch Đoàn Chủ tịch Ủy ban Trung ương Mặt trận Dân tộc Giải phóng Miền Nam Việt Nam, đồng gửi ông Huỳnh Tấn Phát, Chủ tịch Chính phủ Cách mạng Lâm thời Cộng hòa Miền Nam Việt Nam và tướng Trần Văn Trà, Chủ tịch Ủy ban Quân Quản Thành phố Sài Gòn – Gia Định vào ngày 8 tháng 6 nhằm nêu lên một số quan điểm của mình. Trong thư, tổng giám mục Bình cho rằng các thông tin mà nhóm giáo dân và linh mục trên đang tuyên truyền trong thời gian từ 4 đến 5 ngày tới, Chính phủ Lâm thời sẽ trục xuất Tổng Giám mục Nguyễn Văn Thuận khỏi Tổng giáo phận Sài Gòn. Nguyễn Văn Bình nhận định, các tổ chức mệnh danh Công giáo trên chỉ là thiểu số, không thể đại diện cho giáo dân Công giáo; các tội gán cho Khâm sứ và Nguyễn Văn Thuận là thất thiệt và việc tung tin đồn làm giáo dân bất mãn. Nói đến giáo dân, tổng giám mục Nguyễn Văn Bình cho rằng họ nghĩ việc trục xuất sẽ không thể xảy ra, vì việc này ngược với Sắc lệnh Tự do Tín ngưỡng năm 1955 của Chủ tịch Hồ Chí Minh và Chính sách 10 điểm của Chính phủ Cách mạng Lâm thời Cộng hòa Miền Nam Việt Nam tuyên bố ngày 1 tháng 4 năm 1975. Luận điểm thứ 4 trong lá thư này, Nguyễn Văn Bình cho rằng Công giáo khuyến khích giáo dân phụng sự Thiên Chúa và Tổ quốc, đồng thời đề nghị thực hiện nghiêm túc sắc lệnh tín ngưỡng năm 1955 và chính sách 10 điểm đã nêu; chấm dứt chiến dịch tố cáo các giáo sĩ và dừng việc trục xuất tổng giám mục Nguyễn Văn Thuận mà tổng giám mục Bình cho rằng là phi pháp. Rạng sáng ngày 15 tháng 6, Tổng giám mục Nguyễn Văn Bình âm thầm truyền chức linh mục cho 26 tân linh mục tại Nhà nguyện Đại chủng viện Sài Gòn. Trong nhóm này có linh mục Hồ Văn Xuân, sau là Thư ký riêng và các tân linh mục đến từ các giáo phận khác. Cũng trong khoảng thời gian này, ngày 21 tháng 6, Tổng giám mục Nguyễn Văn Bình chủ sự nghi thức truyền chức cho 6 tân linh mục Dòng Chúa Cứu Thế.
Nhận tin bổ nhiệm Tổng giám mục Nguyễn Văn Thuận về Sài Gòn, Ủy ban Quân quản Thành phố Sài Gòn - Gia Định tuyên bố không chấp thuận việc bổ nhiệm này, và gửi thông báo yêu cầu Nguyễn Văn Thuận về lại nơi cư trú trước ngày 30 tháng 4 năm 1975. Thông báo trên đề ngày 1 tháng 7. Ngày 15 tháng 8 cùng năm, chính quyền đưa Tổng giám mục phó Thuận về họ đạo Cây Vông, Nha Trang và bắt đầu thời gian quản chế dài cho đến khi ông này đi Úc, rồi Roma năm 1989. Chi tiết hơn, vào ngày 15 tháng 8, Ủy ban Quân quản mở cuộc họp tại Nhà hát Thành phố để tuyên truyền về âm mưu của tổng giám mục phó Nguyễn Văn Thuận. Tham dự có khoảng 350 giáo sĩ, tu sĩ. Lúc 14 giờ, hai Tổng giám mục chánh và phó từ Tổng giáo phận Sài Gòn được đưa đến Dinh Độc Lập. Khi đi dọc hành lang để đến phòng họp, Nguyễn Văn Bình đi trước Nguyễn Văn Thuận. Riêng ông Thuận bị một công an chặn và đưa đi khỏi địa điểm này. Tướng Trà cho Nguyễn Văn Bình biết lý do không chấp nhận Nguyễn Văn Thuận là do ông này thuộc dòng dõi Ngô Đình Diệm chống phá cách mạng. Ngay sau vấn đề với giám mục Nguyễn Văn Thuận, linh mục Nguyễn Ngọc Lan chỉ trích Tổng giám mục Nguyễn Văn Bình về việc ông này cho rằng tổng giám mục Bình cộng tác với chính quyền Việt Nam Cộng hòa trong quá khứ. Tổng giám mục Bình đã phát hành thông cáo ngày 18 tháng 8, thông báo việc ông đến trao đổi về trường hợp Tân Tổng giám mục phó Thuận cho chính quyền, Tổng giám mục Thuận đã bị Uỷ ban Quân quản chuyển đi Nha Trang.
Sau sự kiện ngày 30 tháng 4 năm 1975, có tất cả ba lá thư gửi giáo dân Sài Gòn của Tổng giám mục Nguyễn Văn Bình. Bằng việc thực hiện việc này trong khoảng thời gian nhạy cảm, ông góp phần tạo sự ổn định và được chính quyền mới (Cộng hòa Miền Nam Việt Nam) ghi nhận về những đóng góp này. Ngoài hai lá thư là thư gửi linh mục (ngày 5 tháng 6 năm 1975), Thư luân lưu (12 tháng 6 năm 1975), Nguyễn Văn Bình còn viết Thư chung vào ngày 2 tháng 9 năm 1975. Trong những ngày đầu tiên khi chiến tranh Việt Nam kết thúc, ông viết thư chung với văn phong thận trọng, cam kết rằng người Công giáo sẽ làm việc với chế độ mới.
Nội dung lá thư ngày 12 tháng 6 năm 1975 nói về bổn phận của người Công giáo đối với chính quyền mới bao gồm việc công nhận, phục tùng và hợp tác, theo Hiến chế Vui mừng và Hy Vọng số 74 của Giáo hội Công giáo. Lá thư này cũng có nội dung nhắc nhở chính quyền mới thực hiện những điều đã hứa về các quy định về tự do tôn giáo như Sắc lệnh về tôn giáo 1955 và chính sách tôn giáo của Chính phủ Cách mạng Lâm thời Cộng hòa Miền Nam Việt Nam. Những bức thư của các giám mục cũng như Tòa Tổng giám mục Sài Gòn cũng cho thấy họ lo lắng về việc bách hại tôn giáo có thể xảy đến. Trong lá thư mừng Quốc khánh, phát hành ngày 31 tháng 8 nói về tương quan giữa đạo và đời, Tổng giám mục Nguyễn Văn Bình kêu gọi cởi mở, đón nhận những điều tốt đẹp và hợp tác với những người phục vụ con người. Ngày 3 tháng 9, Tổng giám mục Bình đến dự tiệc tại Dinh Độc Lập. Buổi tiệc này có khoảng 1.000 vị khách từ các cơ quan dân sự lẫn quân sự. Ông Nguyễn Hữu Thọ, Chủ tịch Mặt trận Dân tộc Giải phóng Miền Nam Việt Nam chủ trì buổi tiệc. Ngoài Tổng giám mục Bình còn có Đại diện Phật giáo ở bàn chính. Tham gia tiệc về phía chính quyền cũng có mặt tướng Trần Văn Trà, Chủ tịch Uỷ ban Quân quản và ông Phùng Văn Cung, Phó Thủ tướng thứ nhất của Chính phủ Cách mạng lâm thời Cộng hòa Miền Nam Việt Nam.
Nói về lập trường của Tổng giám mục Bình, báo Công giáo và Dân tộc số 44, từ ngày 25 tháng 4 đến ngày 1 tháng 5 năm 1976, ông Vũ Duy Giang viết: Trong những ngày cuối tháng 5, tháng 6 và 7 năm 1975, bị giằng co và ray rứt do áp lực của những kẻ muốn cột chặt Giáo hội Công giáo với dĩ vãng, có lúc Người đã tỏ ra chần chừ, làm nhiều người nghĩ rằng Tổng Giám mục Nguyễn Văn Bình không có lập trường hay lập trường của Tổng Giám mục Nguyễn Văn Bình chỉ là lập trường của những kẻ bao chung quanh. Sau khi kết thúc cuộc chiến, giám mục Nguyễn Văn Bình thành lập Ban cố vấn mới gồm 6 thành viên: gồm 4 thành viên thuộc Uỷ ban Đoàn kết Công giáo là các linh mục Huỳnh Công Minh, Nguyễn Huy Lịch, Phan Khắc Từ và ông Nguyễn Đình Đầu và 2 thành viên ngoài ủy ban trên là các linh mục Mai Xuân Hậu và Chân Tín.
Nhằm tạo mối quan hệ tốt đẹp với Giáo hội Công giáo, chính phủ Cách mạng Lâm thời Cộng hòa Miền Nam Việt Nam đã tổ chức cuộc gặp giữa Uỷ ban Giải phóng với 250 giáo sĩ và tu sĩ tại Đại chủng viện tháng 7 năm 1975. Tổng giám mục Nguyễn Văn Bình cho rằng đây là một dịp để Giáo hội và chính quyền Cách mạng thấu hiểu nhau. Uỷ ban Giải phóng kêu gọi Giáo hội Công giáo nói riêng và các tín đồ Kitô giáo nói chung bảo vệ nền độc lập của đất nước và xây dựng chính quyền mới.
Nhật báo Tin Sáng, phát hành tại Sài Gòn ngày 18 tháng 9 năm 1975, loan tin một phái đoàn linh mục gồm các linh mục Hồ Thành Biên, Nguyễn Hữu Lễ, Phêrô Võ Thành Trinh, Lương Minh Ký trong chuyến đi từ Hà Nội về thăm miền Nam Việt Nam, đã tới thăm Tổng giám mục Nguyễn Văn Bình. Theo bản tin, trong cuộc tiếp xúc này, đầu tiên sau ngày 30 tháng 4, Tổng giám mục Bình đã cùng với phái đoàn các linh mục “đề cập đến trách nhiệm và nghĩa vụ của người Công giáo Việt Nam đối với đạo Chúa Kitô và đối với dân tộc”. Ngày 7 tháng 10 cùng năm, Nguyễn Văn Bình quyết định để nhà nước sử dụng các trường Tư thục Công giáo. Hội đồng Giám mục miền Nam Việt Nam nhóm họp vào ngày 15 tháng 12 cùng năm tại Trung tâm Công giáo.
Ngày 7 tháng 10 năm 1975, Tổng giám mục Nguyễn Văn Bình gửi thư cho Chủ tịch Chính phủ Cách mạng Lâm thời Cộng hòa Miền Nam Việt Nam để tuyên bố tán thành việc công lập hóa tư thục để nhằm thực thi chủ trương miễn học phí của Chính phủ. Trong thư này, vị tổng giám mục Sài Gòn cho biết sẵn sàng để Nhà nước sử dụng các cơ sở tư thục Công giáo trong Tổng giáo phận Sài Gòn với yêu cầu sử dụng cho mục đích giáo dục. Tổng giám mục Bình cũng cho rằng đây là một sự hợp tác chân thành, đóng góp của Công giáo vào lợi ích chung. Tổng giám mục Bình cũng tuyên bố khi nào Nhà nước không sử dụng đúng mục đích sử dụng các cơ sở này thì trả tài sản về cho Giáo hội. Cũng trong khoảng thời gian sau sự kiện kết thúc chiến tranh Việt Nam, sau khi họp với Ban cố vấn giáo phận, tổng giám mục Nguyễn Văn Bình quyết định cho mượn chủng viện Sài Gòn cho Bộ Tài Chính mượn làm trường Trung học Tài Chánh Kế Toán IV.
Bài báo đăng trên báo Giải Phóng ngày 11 tháng 11 đưa ra nhiều ý kiến vui mừng của người dân về việc thống nhất về mặt hành chính giữa Cộng hòa Miền Nam Việt Nam với Việt Nam Dân chủ Cộng hòa. Tổng giám mục Nguyễn Văn Bình phát biểu rằng việc kết thúc chiến tranh Việt Nam cũng góp phần thống nhất các hoạt động của Công giáo tại Việt Nam. Ngày 12 tháng 11 năm 1975, Tổng giám mục Nguyễn Văn Bình phê chuẩn ấn phẩm bản dịch Kinh Thánh mới. Bản sách mới này được bộ Thông tin Văn hóa – Cục Báo chí Xuất bản cấp phép một ngày sau đó và nộp lưu chiểu tháng 12 năm 1976.
Sau khi tổng giám mục Thuận bị bắt, Tổng giám mục Nguyễn Văn Bình thay đổi lập trường mới. Viết trong Thư chung về thống nhất đất nước ngày 22 tháng 11 năm 1975, tổng giám mục Nguyễn Văn Bình viết: Sự thực thì đất nước chúng ta đang được lãnh đạo bởi Đảng Lao Động, môt Đảng Mác-xít Lê-ni-nít. Người Mác-xít không tín ngưỡng nhưng vẫn tôn trọng tín ngưỡng của người khác. Ở nước ta, trong Nam cũng như ngoài Bắc, Đảng, Mặt trận và Chính phủ đã nhiều lần, qua nhiều văn kiện, khẳng định quyền tự do tín ngưỡng của nhân dân. Bức thư này bị hoài nghi về chủ nhân thực sự đã biên soạn. Ngoài ra, trong thư này, Tổng giám mục Nguyễn Văn Bình cũng nhận định giáo dân không sợ thống nhất Việt Nam, nhưng sợ thống nhất trên cơ sở xã hội chủ nghĩa. Thư chung này ra đời trong hoàn cảnh nhiều người Công giáo còn băn khoăn về việc rời bỏ Việt Nam vì những khó khăn và ràng buộc ý thức hệ.
Giáng sinh năm 1975 là Giáng sinh đầu tiên được cử hành vào thời bình ở Việt Nam, buổi lễ lần đầu tiên diễn ra vào lúc nửa đêm. Các cửa hàng trang trí Giáng sinh tại Sài Gòn tấp nập người đi mua cây Giáng sinh và các mặt hàng ngày lễ khác. Trước đó, vào những năm cuối cùng thời Việt Nam Cộng hòa, buổi lễ phải diễn ra sớm hơn vì lệnh giới nghiêm, một điều không còn vào năm 1975. Trong giai đoạn cuối năm 1975, Tổng giám mục Nguyễn Văn Bình cho phép linh mục dòng Phanxicô Ngô Đình Phán sử dụng một số phòng tại cơ sở Tiểu chủng viện cũ để mở đơn vị sản xuất màn tre Đồng Tâm, với số lượng công nhân ban đầu khoảng 50 tu sĩ và giáo dân.

### Những hoạt động trong năm đầu thời hậu chiến (1976)

Tổng giám mục Nguyễn Văn Bình và Giám mục Phụ tá Tổng giáo phận Thành phố Hồ Chí Minh Louis Phạm Văn Nẫm đến thăm tòa soạn báo Công giáo và Dân tộc

Báo Công giáo và Dân tộc nhận định, sau năm 1975, Tổng giám mục Nguyễn Văn Bình định hướng giáo phận với đường lối mục vụ hòa hợp và hòa giải, nhằm giúp giáo dân sống đạo trong hoàn cảnh mới và các tinh thần này đúc kết trong Thư Chung Hội đồng Giám mục Việt Nam năm 1980. Sau khi kết thúc chiến tranh Việt Nam, Tòa giám mục Sài Gòn gặp nhiều khó khăn: các sinh hoạt cần phải soạn văn thư xin phép: xin rút tiền trong ngân hàng, xin di chuyển, hội họp, mua vé máy bay,... Nguyễn Văn Bình vẫn giữ các quyền trong lĩnh vực tôn giáo. Khi có sự bất đồng về vai trò của Giáo hội và chính phủ, ông tiến hành thảo luận các vấn đề với các quan chức chính phủ. Chính phủ Cách mạng Lâm thời tuyên bố Giáng sinh là một kỳ nghỉ vào năm 1975.
Ngày 13 tháng 2 năm 1976, chính quyền Việt Nam đã hoàn thành việc trấn áp các đối tượng mà họ cho là phản động dưới vỏ bọc tôn giáo. Vụ việc này gọi là vụ án nhà thờ Vinh Sơn. Nhiều nhân vật bất đồng chính kiến, trong đó có một linh mục đã bị bắt giữ và toàn bộ nhóm này bị bắt hai ngày sau đó. Chính quyền Việt Nam cho rằng vụ việc tại đây chỉ là cá biệt và cam kết đảm bảo quyền tự do tôn giáo. Tổng giám mục Sài Gòn Nguyễn Văn Bình tuyên bố rằng Giáo hội Công giáo không trực tiếp hoặc gián tiếp tài trợ, khuyến khích hoặc tha thứ cho bất kỳ tổ chức nào nhân danh tôn giáo chống lại chính quyền. Tổng giám mục Bình cho rằng những cá nhân bất đồng chính kiến hành động đi ngược với chính sách của giáo hội. Quan điểm của Tổng giám mục Nguyễn Văn Bình được các linh mục phổ biến rộng trong bài giảng lễ ngày 15 tháng 2.
Cuối tháng 4 năm 1976, Giáo hoàng Phaolô VI đặt hai hồng y in pectore (bí mật). Một số nhận định đồn đoán Giám mục Frantisek Tomasek, Giám quản Tông Tòa Tổng giáo phận Prague, đã được Giáo hoàng chọn. Nhận định cũng cho rằng dựa vào việc bày tỏ sự xúc động cho hoàn cảnh của giáo hội Công giáo tại Việt Nam, có thể Giáo hoàng đã nghĩ đến Tổng giám mục Nguyễn Văn Bình của Sài Gòn đang bị quản thúc tại gia.
Sau Thư Chung về thống nhất đất nước tháng 11 năm 1975, vào tháng 5 năm 1976, Tổng giám mục Nguyễn Văn Bình viết thư kêu gọi giáo dân tham gia đến các vùng kinh tế mới. Trong thư, ông cho rằng việc này là cơ hội để Hội Thánh Công giáo làm chứng về Nước Trời. Giống như bức thư tháng 11 năm 1975, bức thư này cũng bị hoài nghi về tác giả đích thực. Với tài liệu học tập về bầu cử Quốc hội, ngày 15 tháng 3 năm 1976, gửi linh mục, tu sĩ và giáo dân Tổng giáo phận Sài Gòn, Tổng giám mục Nguyễn Văn Bình khẳng định Giáo hội không mong muốn và tìm cách tạo dựng một lực lượng chính trị nào. Tổng giám mục Nguyễn Văn Bình tham gia mít tinh trước cuộc Tổng tuyển cử ngày 25 tháng 4 năm 1976 của Quốc hội Việt Nam, được tổ chức tại Sài Gòn vào ngày 23 tháng 4 năm đó. Theo lời linh mục Huỳnh Công Minh, Tổng giám mục Bình khuyến khích giáo dân thuộc Tổng giáo phận tham gia bầu cử để thực hiện quyền và lợi ích của mình. Linh mục Huỳnh Công Minh thuộc Tổng giáo phận chính thức trở thành Đại biểu Quốc hội khóa VI. Tình hình sau chiến tranh Việt Nam, có một số khó khăn như tại Sài Gòn có 70% số người chưa có việc ổn định. Với mục đích tạo việc làm và khai khẩn đất hoang, chính quyền lập ra các vùng kinh tế mới. Tổng giám mục Nguyễn Văn Bình tuyên bố ủng hộ quyết sách này. Để thực hiện lời tuyên bố, tổng giám mục Bình cùng 195 linh mục, 136 nữ tu dành ra thời gian ba tháng từ tháng 5 đến tháng 7 năm 1976 để thực hiện việc lao động xã hội chủ nghĩa: tham gia đào mương, đắp đê làm thủy lợi và dựng nhà cho dân. Hưởng ứng lời kêu gọi này, nhiều linh mục, tu sĩ và giáo dân quyết định đi lao động tại các vùng kinh tế mới.
Thánh lễ mang tính chất dân tộc thử nghiệm năm 1974, sau đó hoàn thiện đầu năm 1976, và được in ấn và đưa đến trình Tổng giám mục Nguyễn Văn Bình xem xét. Tổng giám mục Bình ủy quyền cho Ủy ban dịch thuật Các giờ Kinh Phụng Vụ xem xét và chấp thuận cho thử nghiệm thánh lễ dạng này. Thánh lễ "phong cách dân tộc" đa phần cử hành tại Nhà nguyện phụ trung tâm Đắc Lộ và ít khi đến các nhà thờ và dòng tu do mời đến thử nghiệm. Việc thử nghiệm lễ dân tộc mới này lên đến hàng trăm lần. Sau khi Việt Nam kết thúc chiến tranh, nhiều tin đồn về các hiện tượng lạ ("phép lạ" theo cách gọi của người Công giáo) được công bố: tượng bà Maria tại Nhà thờ Đa-kao khóc, tiên tri xuất hiện cho rằng việc thay đổi chính trị ở miền Nam do sự nguội lạnh của giáo dân, tận thế sắp xảy ra,... Trước những tin này, Tổng giám mục Nguyễn Văn Bình lên tiếng ngăn chặn nhưng không đem lại hiệu quả. Ngày 5 tháng 8 năm 1976, Tổng giám mục Bình tiếp tục ra thông cáo mới về các vấn đề này. Đại chủng viện Thánh Giuse Sài Gòn được sử dụng làm nơi sản xuất cho tổ hợp sản xuất vỏ xe đạp Thống Nhất, với sự tài trợ tài chính bởi Tòa Tổng giám mục Sài Gòn.
Tháng 7 năm 1976, các linh mục thuộc Hội Thừa sai Paris bị trục xuất khỏi Việt Nam. Nhớ đến cộng đoàn giáo dân người Việt gốc Hoa, tổng giám mục Nguyễn Văn Bình bổ nhiệm truyền khẩu, chọn linh mục Stêphanô Huỳnh Trụ làm chánh xứ và các linh mục khác quản lý 3 nhà thờ đông giáo dân gốc Hoa, tiểu chủng viện Thánh Carôlô, hai trường Công giáo người Hoa, Ký Túc xá Phú Lâm và thăm mục vụ cộng đoàn người Hoa tại các tỉnh. Cuối tháng 8 năm 1976, 170 nhà lãnh đạo tôn giáo tại Hoa Kỳ ký tên ủng hộ sáng kiến của Clergy and Laity Concerned, qua đó gửi thư và lời mời 7 nhà lãnh đạo tôn giáo Việt Nam, trong đó có Hồng y Trịnh Như Khuê và Tổng giám mục Nguyễn Văn Bình đến thăm Hoa Kỳ. Tổ chức này là tổ chức liên tôn thành lập với mục đích ban đầu là phản đối sự can dự của Hoa Kỳ vào cuộc chiến ở Việt Nam. Tuy vậy, bộ Ngoại giao Hoa Kỳ không chấp nhận cấp thị thực cho người Việt Nam. Thư của Nguyễn Văn Bình đến một nhà xuất bản Pháp được công bố bởi văn phòng Clergy and Concerned đầu tháng 9 năm 1976. Trong thư, tổng giám mục Bình cho rằng tự do tôn giáo được bảo đảm trong năm vừa qua và vẫn có thêm nhiều người gia nhập Công giáo. Tổng giám mục Bình cũng nêu lên có vài sự cố đáng tiếc nhưng cho rằng điều này do định kiến của cán bộ về Giáo hội Công giáo. Cũng trong năm 1976, sau khi Thủ tướng Phạm Văn Đồng tiếp kiến Tân hồng y Giuse Maria Trịnh Như Khuê ngày 31 tháng 8 năm 1976, ông này liền tiếp Tổng giám mục Nguyễn Văn Bình vào ngày 1 tháng 9 cùng năm, sau đó tiếp chung tổng giám mục Bình và giám mục Giacôbê Nguyễn Ngọc Quang vào ngày 2 tháng 9. Trong cùng ngày, sau nhiều lần thảo luận với Nhà nước Việt Nam, linh mục Phêrô Trương Trãi, Giám đốc Caritas Việt Nam trao lại tổ chức này cho hội đồng giám mục, do Tổng giám mục Nguyễn Văn Bình và giám mục Giacôbê Nguyễn Ngọc Quang làm đại diện.
Sau khi trục xuất các linh mục Pháp từ Hội Thừa Sai Paris, chính quyền Việt Nam tiếp quản một phần diện tích 4.000 mét vuông tại góc đường Nguyễn Du, vốn trước đó tạm cho các linh mục người Pháp mượn. Do lo ngại chính quyền hiểu nhầm về chủ sở hữu tài sản, tổng giám mục Nguyễn Văn Bình quyết định khiếu nại với chính quyền nhưng không nhận được hồi đáp. Ngày 23 tháng 11 năm 1976, Tổng giáo phận Sài Gòn đổi tên trở thành Tổng giáo phận Thành phố Hồ Chí Minh, theo tên hành chính của Thành phố này. Tháng 12 năm 1976, linh mục Canada Andre Gelinas, thuộc dòng Tên bị trục xuất khỏi Việt Nam sáu tháng trước đó lên tiếng cáo buộc Tổng giám mục Nguyễn Văn Bình đã cộng tác với chính quyền theo tư tưởng Cộng sản, gây ra bất đồng giữa những tín đồ Công giáo. Linh mục Gelinas cho biết các giám mục Việt Nam phân hóa thành hai khuynh hướng: không khoan nhượng theo phía Hồng y Trịnh Như Khuê và cộng tác với chính quyền mà đại diện là tổng giám mục Nguyễn Văn Bình. Linh mục này cho rằng khuynh hướng này làm cho giáo sĩ và giáo dân bất an. Một khuynh hướng khác là phân biệt, tách biệt giáo hội và nhà nước, không thỏa hiệp với chủ nghĩa Mác. Linh mục Gelinas tường thuật rằng Tổng giám mục Nguyễn Văn Bình tuyên bố sẽ không phản bội đức tin và Giáo hoàng nhưng sẽ hạ mình để cộng tác với chính phủ, trừ những việc trái với đức tin Công giáo. Tổng giám mục Nguyễn Văn Bình thừa nhận việc này chưa từng xảy ra nhưng mong muốn tìm hiểu về khả năng cộng tác trong chế độ Cộng sản và ông cho biết sẽ thực hiện việc này theo lương tâm. Gelinas tuyên bố người Công giáo bối rối khi Nguyễn Văn Bình thất bại trong việc phản đối bắt giữ Tổng giám mục Nguyễn Văn Thuận và lên án một giáo sĩ có âm mưu nổi loạn. Linh mục này cũng cáo buộc Nguyễn Văn Bình xuất hiện chung trong các chương trình chính trị, cùng các quan chức trong các mít tinh của Đảng và ra lệnh cho các giáo sĩ và nữ tu tham gia vào các cuộc tuần hành và buộc những người này mặc trang phục giáo sĩ và tu sĩ. Gelinas cho rằng tổng giám mục bị một nhóm linh mục Cộng sản thao túng và "thấy mình bị mắc kẹt trong một sự thỏa hiệp". Song song với việc chỉ trích Tổng giám mục Bình, linh mục này bày tỏ sự ủng hộ với quan điểm và hành động của hồng y Hà Nội Giuse Maria Trịnh Như Khuê.

## Tổng giám mục Thành phố Hồ Chí Minh

### Dự Thượng Hội đồng Giám mục, đường hướng mục vụ mới (1977 – 1980)
Tháng 1 năm 1977, Tổng giám mục Nguyễn Văn Bình tham gia hội nghị hợp nhất các tổ chức thành Mặt trận Tổ quốc Việt Nam. Hội nghị này có ý nghĩa chính trị là hợp nhất Mặt trận Dân tộc Giải phóng miền Nam Việt Nam và Mặt trận Tổ quốc Việt Nam. Bài phát biểu của Tổng giám mục Nguyễn Văn Bình kêu gọi người Công giáo gánh vác trách nhiệm chung trong việc kiến thiết đất nước và làm mọi việc đem lại ích lợi. Nguyễn Văn Bình cho rằng sau 30 năm chiến tranh và hàng trăm năm bị người nước ngoài cai trị thì người Công giáo Việt Nam cần có tinh thần hiệp nhất và vượt qua định kiến Công giáo là nguyên nhân làm cho đất nước chia rẽ. Nguyễn Văn Bình tuyên bố người Công giáo không quyết định đi theo đạo Công giáo chỉ vì lợi ích giai cấp. Tháng 2 năm 1977, Nữ tu Tobin, thành viên tổ chức Church Women United, một nhóm hoạt động liên tôn giáo gửi lời mời hai vị chức sắc Công giáo Việt Nam là Tổng giám mục Nguyễn Văn Bình và Hồng y Hà Nội Trịnh Như Khuê đến Hoa Kỳ nhằm mục đích mô tả việc tái thiết Việt Nam và thảo luận về tự do tôn giáo ở Việt Nam. Cuối tháng 2 năm 1977, Tòa Thánh mới biết tin và loan tin vụ việc Tổng giám mục Nguyễn Văn Thuận bị bắt giữ. Ngoài ra, các chi tiết về vụ việc này cũng không được công bố.
Năm 1977, trong hai cuộc họp do Ủy ban Trung ương Mặt trận Tổ quốc Việt Nam tổ chức, Tổng giám mục Nguyễn Kim Điền có hai bài phát biểu với chủ đề chính là tự do tôn giáo. Linh mục Tađêô Nguyễn Văn Lý cho đánh máy lời phát biểu và phổ biến trong linh mục đoàn giáo phận Huế. Bài phát biểu này sau đó đã được in phổ biến tại Thành phố Hồ Chí Minh cũng như được đăng trên các báo chí nước ngoài. Bài phát biểu đầu tiên vào ngày 15 hoặc 19 tháng 4 với nội dung chính là Tổng giám mục Điền cho rằng mình không thỏa mãn với vấn đề tự do tôn giáo, đi kèm với các hạn chế được ông dẫn chứng. Bài phát biểu thứ hai diễn ra vào ngày 22 tháng 4 và nói về vấn đề tự do tôn giáo và lao động, cũng như liệt kê một số khó khăn và đề nghị tôn trọng tự do tín ngưỡng.
Với hai bài phát biểu này, Mặt trận Tổ quốc Thành phố Hồ Chí Minh có lá thư gửi cho Tổng giám mục Nguyễn Văn Bình vào ngày 6 tháng 8. Mặt trận tỉnh Bình Trị Thiên cũng ra thông báo về việc lan truyền hai bài phát biểu trên sau đó vào ngày 17 tháng 9. Tiêu đề bức thư được gửi cho tổng giám mục Bình tại Thành phố Hồ Chí Minh là Nhận định về Hai bản văn ghi lại lời phát biểu của Tổng giám mục Nguyễn Kim Điền, do ông Nguyễn Văn Chì, Chủ tịch Mặt trận Tổ quốc Thành phố Hồ Chí Minh gửi.
Năm 1977, ngày 2 tháng 5, các giám mục Giáo tỉnh Sài Gòn họp tại Trung Tâm Công giáo. Ba ngày sau đó, Tổng giám mục Bình bổ nhiệm linh mục Louis Phạm Văn Nẫm làm Tổng Đại diện Tổng giáo phận Sài Gòn. Cuối tháng này, Don Luce, giám đốc tổ chức Những Giáo sĩ và Giáo dân quan tâm Việt Nam (Clergy and Laymen Concerned about Vietnam (CALCAV)) tham gia nhóm bốn người Mỹ tham gia lễ khánh thành một bệnh viện, gần nơi xảy ra vụ Thảm sát Mỹ Lai. Nhóm bốn người này đại diện cho Friendshipment, một liên minh của các nhóm tôn giáo và hòa bình Hoa Kỳ, đã huy động 150.000 đô la để xây dựng cơ sở chữa bệnh mới này. Bệnh việc có tổng số 100 giường bệnh. Tổng giám mục Nguyễn Văn Bình thúc giục những người này truyền đạt lại với người dân Hoa Kỳ để họ gây sức ép nhằm mục đích chính phủ Hoa Kỳ bình thường hóa quan hệ với Việt Nam.
Trong một báo cáo của Cục các vấn đề Đông Á và Thái Bình Dương của Hoa Kỳ đề ngày 23 tháng 5 năm 1977 gửi đi từ Thái Lan cho rằng Tổng giám mục Nguyễn Văn Bình đề nghị chính phủ Việt Nam cử một số giáo sư Mác-Lênin để ông đưa vào giảng dạy tại các Chủng viện. Đề nghị này không được phản hồi. Tổng giám mục Nguyễn Văn Bình và giám mục Cần Thơ Giacôbê Nguyễn Ngọc Quang được đánh giá là các giám mục có tinh thần yêu nước và được cho tham gia phái đoàn tham quan thủ đô Hà Nội vào tháng 8 năm 1977.
Tòa thánh Vatican đề nghị Hội đồng Giám mục Việt Nam cho hai thành viên tham gia Thượng Hội đồng Giám mục Thế giới tổ chức cuối tháng 9 năm 1977. Tổng giám mục Nguyễn Văn Bình và Hồng y Trịnh Như Khuê được cho phép đến Roma để tham dự sự kiện này. Trong thời gian này, có báo cáo cho rằng tổng giám mục Bình đã để các tu sĩ tham gia diễu hành chính trị và mang ảnh chủ tịch Hồ Chí Minh. Chính quyền Việt Nam đồng ý cho Tổng giám mục Nguyễn Văn Bình và Hồng y Trịnh Như Khuê thăm Tổng giám mục phó Nguyễn Văn Thuận đang bị quản thúc tại Hà Nội trước khi tham dự Thượng Hội đồng Giám mục. Trước đó, Tòa Thánh Vatican lo ngại tổng giám mục Thuận đã qua đời trong tù, mặc dù chính quyền Việt Nam đã lên tiếng bác bỏ tin này. Ngày 10 tháng 9, Tổng giám mục Nguyễn Văn Bình cùng Hồng y Trịnh Như Khuê đi tham dự Thượng Hội đồng Giám mục Thế giới. Thượng Hội đồng chính thức khai mạc ngày 30 tháng 9.
Trong phiên họp ngày 5 tháng 10 năm 1977 trong khuôn khổ Thượng Hội đồng Giám mục, Tổng giám mục Nguyễn Văn Bình đã có bài phát biểu với chủ đề Kitô hữu Việt Nam sống trong nước Cộng hòa Xã hội chủ nghĩa Việt Nam do Đảng Cộng sản Việt Nam lãnh đạo với ba nội dung chính là nước Việt Nam đang tiến lên chủ nghĩa xã hội dưới sự lãnh đạo của Đảng Cộng sản Việt Nam, môi trường mác xít và thái độ của người Công giáo Việt Nam. Nội dung bài tham luận cũng đề cập đến chi thiết về việc sống chung với người Cộng sản nhưng giữ được bản tính Kitô hữu, góp phần vào việc xây dựng đất nước. Tổng giám mục Nguyễn Văn Bình cho rằng ông và các giám mục Việt Nam khác đã làm mọi việc tốt nhất trong hoàn cảnh chế độ chính trị tại Việt Nam. Thái độ mới của Tổng giám mục Nguyễn Văn Bình được Giáo hoàng Phaolô VI chấp nhận nhưng bị các thành viên khác trong Giáo hội Công giáo phản đối. Tổng giám mục Bình cho rằng các linh mục mới ở Việt Nam phải tìm cách biểu đạt bằng một "thứ ngôn ngữ mới" sẽ được hiểu bởi các giáo đoàn thầm lặng bằng các khái niệm Cộng sản. Ông cũng cho rằng giáo hội Việt Nam cần cho thấy một bộ mặt mới, vì nó đã bị buộc tội có liên quan đến thực dân trong quá khứ. Bài phát biểu của Tổng giám mục Nguyễn Văn Bình là vấn đề được thảo luận nhiều nhất, đồng thời cũng gây tranh cãi nhiều nhất trong phiên họp. Về phần mình, Tổng giám mục Bình cho rằng ông tuân theo các khái niệm của Công đồng Vatican II. Ông tuyên bố rằng nhà nước Việt Nam đang đoàn kết công dân để tái thiết Việt Nam và người Công giáo không thể ở ngoài rìa xã hội, sống trong những khu ổ chuột. Ông cũng tuyên bố các giám mục Việt Nam đã quyết định việc này để hỗ trợ tái thiết trong phiên họp tại Sài Gòn và Huế vào tháng 7 năm 1976. Nguyễn Văn Bình cũng cho biết thực tại thế hệ người Công giáo sinh ra trong xã hội với chủ nghĩa Mác - Lê Nin sẽ thấm nhuần tư tưởng này trong tương lai và Giáo hội sẽ không che giấu sự khác biệt giữa chủ nghĩa Mác và Kitô giáo. Cũng trong tháng này, Nguyễn Văn Bình viết thư bằng tiếng Việt gửi đến các giám mục. Nội dung thư, ông tái khẳng định các quan điểm trong bài tham luận trước đó, nêu quan điểm Công giáo có thể cùng tồn tại với chủ nghĩa Mác tại Việt Nam vì có chung mục đích. Các lập trường này của Tổng giám mục Bình có thể xuất phát từ Cộng đồng Vaticanô II, nhấn mạnh cuộc đối thoại và nỗ lực của Vatican để phù hợp với các nền văn hóa ngoài phương Tây. Nguyễn Văn Bình cho rằng chính Giáo hội Công giáo tiến gần hơn đến khái niệm giải phóng và tôn trọng nền chính trị của các nước đang phát triển, nhờ đó tạo điều kiện cho lập trường hòa giải của ông. Ngoài ra, Tổng giám mục Bình kiến nghị cách dạy giáo lý theo dạng hỏi đáp đến các giám mục khác.
Tòa Thánh chọn linh mục Louis Phạm Văn Nẫm làm giám mục phụ tá Tổng giáo phận Thành phố Hồ Chí Minh vào ngày 3 tháng 12 năm 1977. Tân giám mục được đánh giá là một người dễ chịu hơn với chính quyền Việt Nam, hơn Tổng giám mục phó Nguyễn Văn Thuận bị đưa đi khỏi Thành phố Sài Gòn trong năm 1975. Giáo hoàng Phaolô VI đã có cuộc gặp và trò chuyện riêng với ba giám mục Việt Nam vào ngày 9 tháng 12 năm 1977. Ba vị này gồm Hồng y Tổng giám mục Hà Nội Trịnh Như Khuê, Tổng giám mục phó Hà Nội Giuse Maria Trịnh Văn Căn và Tổng giám mục Thành phố Hồ Chí Minh Nguyễn Văn Bình.
Thảo luận trong một bữa uống trà cùng William Broyles, Tổng giám mục Nguyễn Văn Bình được ông này hỏi về vấn đề sinh hoạt tôn giáo. Nguyễn Văn Bình cho rằng ngoài việc bàn giao các cơ sở xã hội cho Nhà nước thì việc cử hành thờ phượng diễn ra bình thường. Nói về sự phân biệt người Công giáo trong việc làm và giáo dân, Tổng giám mục Bình cho rằng không có sự phân biệt ở cấp trung ương nhưng ở địa phương vẫn có các định kiến người Công giáo liên kết với CIA tạo nhiều vấn đề. Ông Broyles cố gắng đề cập đến vấn đề khó khăn trong việc bổ nhiệm giám mục mới và đào tạo giáo sĩ nhưng Tổng giám mục Bình cho rằng Giáo hội và Nhà nước có tần số đối thoại chung. William Broyles nhận định Tổng giám mục Nguyễn Văn Bình thiếu thẳng thắn khi trả lời các câu hỏi. Tổng giám mục Bình cũng đề nghị ông này truyền đạt đến thế giới về vấn đề sinh hoạt tôn giáo tại Việt Nam.
Trong một khóa tu vào năm 1978 tại Nông trường quốc doanh tại Củ Chi, Tổng giám mục Nguyễn Văn Bình nói về chủ đề lao động tập thể và sống phúc âm trong lòng đất nước xã hội chủ nghĩa. Ông cho rằng lao động chân tay là một cách biến đổi các linh mục và vai trò của họ trong xã hội. Cũng trong năm 1978, Nguyễn Văn Bình tuyên bố bị mất đi các đất đai và tài sản Giáo hội có thể là một phước lành, vì việc này thúc đầy sự gần gũi với người dân hơn. Ông còn lên án việc dùng vũ trang chống lại sự quản lý của chính quyền mới. Trong giai đoạn từ năm 1976 đến năm 1978, nhiều tổ chức và cá nhân ở nhiều quốc gia như Pháp, Hồng Kông đã quyên tặng tiền cho Tòa Tổng giám mục Sài Gòn. Tòa Thánh Vatican cũng hỗ trợ 4.524,35 đồng, đến từ nhiều gia đình đóng góp được đề cập vào ngày 31 tháng 5 năm 1977 và trong năm 1978 trợ cấp một số tiền lớn là 39.160,80 đồng, được đề cập trong văn thư số 048/VP-78 ngày 1 tháng 3 năm 1978. Về việc đổi tiền của Việt Nam năm 1978, văn thư số 127/VP-78 do Tổng giám mục ấn ký ngày 19 tháng 6 xin việc rút thêm tiền từ tài khoản, vì khoản rút trước đó vào ngày 3 tháng 5 chỉ theo định mức hộ nhân dân có 5 nhân khẩu, giá trị 350 đồng nên chỉ sử dụng được vài ngày. Trong năm 1978, Tổng giám mục Bình cũng phê chuẩn việc thành lập Dòng nữ tu Đa Minh.
Nguyễn Văn Bình bày tỏ tình cảm với tờ báo Công giáo và Dân tộc trong dịp kỷ niệm 3 năm thành lập tờ báo vào ngày 2 tháng 7 năm 1978, dù tờ báo không phải tiếng nói chính thức của Giáo hội, và có lời ủy lạo: “Tờ báo Công giáo và Dân tộc được ba tuổi, buổi đầu gặp rất nhiều khó khăn trở ngại. Những khó khăn này một phần là do chúng ta vẫn tiếp tục sống trong tình trạng xưa, chưa thích nghi được với thời đại mới trong Giáo hội ngày nay, kể từ Đức giáo chủ Gioan XXIII. Phần khác là vì tờ báo Công giáo và Dân tộc lúc đầu cũng phải mò mẫm tìm đường... Nhưng bây giờ, sau ba năm, tôi thấy tờ báo đã có bộ mặt khá hơn. Chúng ta tất cả phải làm sao cho tờ báo trở thành tờ báo của chúng ta” (Trích báo Công giáo và Dân tộc ngày 9 tháng 7 năm 1978).
Một phái đoàn viện trợ lương thực thuộc cơ quan cứu trợ Tin lành chuyến 10.000 tấn lúa mì hỗ trợ Việt Nam. Nhân dịp gặp với phái đoàn này, Tổng giám mục Nguyễn Văn Bình nhờ họ truyền đạt lời nhắn của ông đến các giám mục Công giáo Hoa Kỳ. Nguyễn Văn Bình nhắn nhủ họ: "Đừng sợ viện trợ cho một quốc gia cộng sản bởi vì mọi người ở đó đều là con người".
Ngày 24 tháng 2 năm 1979, linh mục và tu sĩ có cuộc họp mặt tại Đại chủng viện Thánh Giuse Sài Gòn. Họ lên án các hành động của Trung Quốc trong cuộc chiến Chiến tranh biên giới Việt - Trung. Phát biểu trong cuộc gặp, Tổng giám mục Nguyễn Văn Bình kêu gọi đoàn kết với mọi người để xây dựng và bảo vệ Tổ quốc. Tháng 3 năm 1979, Tổng giám mục Bình và giám mục phụ tá Louis Phạm Văn Nẫm, cùng khoảng 1.400 linh mục, tu sĩ và giáo dân Công giáo tham gia xây dựng tuyến phòng thủ Thành phố Hồ Chí Minh tại Hóc Môn. Phát biểu tại lễ khởi công sáng ngày 7 tháng 3 năm 1979, Tổng giám mục Bình tuyên bố người Công giáo luôn sẵn sàng khi đất nước cần đến. Nguyễn Văn Bình thường tham gia lao động, động viên môi người trong quá trình thi công. Công trình hoàn thành sau tám ngày thi công, với tổng số giáo sĩ, giáo dân và linh mục tham gia lên đến con số 2.000 người, hoàn thành trước thời gian quy định 4 ngày. Tổng giám mục Bình cũng tham gia lễ bàn giao công trình vào ngày 15 tháng 3.
Ngày 13 tháng 7 năm 1979, Tổng giám mục Bình cùng Giám mục Phụ tá Louis Phạm Văn Nẫm viết thư ngỏ bày tỏ lập trường của mình về vấn đề người di cư, trong đó cũng xin sự giúp đỡ của các tổ chức nhân đạo quốc tế hỗ trợ người di cư. Do việc vượt biên bằng đường thủy (Thuyền nhân Việt Nam) quá nhiều và có những đồn đoán liên quan đến Công giáo, ngày 21 tháng 6 năm 1979, Tòa giám mục Sài Gòn ra thông báo của Tổng giám mục Nguyễn Văn Bình. Trong thư, tổng giám mục Bình bác bỏ tin đồn bà Maria hiện ra kêu gọi lên đường và tin Caritas Công giáo hỗ trợ tàu vượt biển. Ông khẳng định, đường hướng mục vụ mới là sống trong lòng cộng đồng dân tộc. Cùng năm, ngày 13 tháng 7, Tổng giám mục Bình và giám mục phụ tá Louis Phạm Văn Nẫm gửi thư ngỏ đến các giáo dân Công giáo toàn thế giới nhằm trình bày lập trường. Trong thư nhắc đến sự cảm thông đến những người phải rời bỏ quê hương, khẳng định các giám mục miền Nam kêu gọi giáo dân ở lại xây dựng chế độ mới, lên án các nước phương Tây gây ảnh hưởng đến tình hình ở Việt Nam và kêu gọi các tổ chức nhân đạo và xã hội quốc tế trợ giúp chính phủ nước Cộng hòa Xã hội Chủ nghĩa Việt Nam. Cũng trong năm 1979, ông viết Thư Chung về hiện tình đất nước vào ngày 2 tháng 9 năm 1979.
Ngày 13 tháng 12 năm 1979, ủy ban Nhân dân Bình Trị Thiên công bố Quyết định số 2342-QĐ/UB thu hồi tiểu chủng viện Hoan Thiện với quan niệm đây là một trường tư thục. Tổng giám mục Huế là Nguyễn Kim Điền đã viết thư gửi lại cho ủy ban và Mặt trận Tổ quốc tỉnh với nội dung trình bày việc Tiểu chủng viện Hoa Thiện là nơi thường trú của chủng sinh từ lâu đời. Tại Tổng giáo phận Thành phố Hồ Chí Minh, tổng giám mục Nguyễn Văn Bình cũng nhận được những quyết định tương tự tại Tổng giáo phận Huế từ Ủy ban nhân dân thành phố với nội dung tương tự. Tổng giám mục Bình chọn cách phản ứng khác với tổng giám mục Nguyễn Kim Điền.
Vào những năm cuối thập niên 1970, Tổng Giám mục Nguyễn Văn Bình đã kêu gọi các tu sĩ nam nữ thuộc dòng tu Công giáo đi lao động với mục tiêu góp phần xây dựng, kiến thiết đất nước. Những tu sĩ này được làm việc trên một nông trường riêng, đó là Nông trường Lô 6 (thuộc huyện Củ Chi).
Trong thập niên 1980, nhiều lần Nguyễn Văn Bình nhờ linh mục Huỳnh Trụ liên lạc với các giám mục tại Đài Loan với mục đích tìm dịp đến thăm giáo hội Công giáo tại Đài Loan. Nhiều lần các giám mục Đài Loan ngỏ ý mời, nhưng Tổng giám mục Bình không được phép xuất ngoại. Tổng giám mục Nguyễn Văn Bình tham gia phiên họp thành lập Hội đồng Giám mục Việt Nam kéo dài từ ngày 24 tháng 4 đến ngày 1 tháng 5. Đây cũng là lần đầu tiên tất cả các giám mục Việt Nam gặp nhau, trừ giám mục Phêrô Maria Phạm Ngọc Chi từ giáo phận Đà Nẵng và tổng giám mục Nguyễn Văn Thuận đang bị giam giữ. Tổng giám mục Bình đảm nhận vai trò Phó Chủ tịch ba nhiệm kỳ đầu tiên của Hội đồng Giám mục Việt Nam sau khi Hội đồng này thiết lập sau chiến tranh, trong khoảng thời gian từ năm 1980 đến năm 1989.
Nguyễn Văn Bình tham dự và phát biểu tại lễ ra mắt Ủy ban Vận đồng người Công giáo xây dựng và bảo vệ Tổ quốc Thành phố Hồ Chí Minh, gọi tắt là Ủy ban Vận động Công giáo thành phố, tiền thân của Ủy ban Đoàn kết Công giáo Thành phố Hồ Chí Minh, được tổ chức tại Nhà văn hóa Thanh niên ngày 17 tháng 1 năm 1980 và tiếp tục có mặt hầu như trong mọi sinh hoạt lớn do Ủy ban này tổ chức để trực tiếp gặp gỡ, khuyến khích những nỗ lực trong việc sống niềm tin Công giáo. Tại Tòa giám mục, ông thành lập Ban Kinh tế mới, việc này cũng góp phần đưa các linh mục đến các vùng đất mới nhằm mục đích giữ đạo cho giáo dân.
Ngày 22 tháng 6 năm 1980, Phaolô Nguyễn Văn Bình cùng tất cả giám mục Việt Nam đi thăm Ad Limina (bổn phận viếng mộ các Thánh tông đồ theo luật lệ của Giáo hội Công giáo buộc các giám mục của mình cứ mỗi 5 năm phải viếng thăm một lần). Các giám mục chia thành 2 đoàn, phía Nam do ông dẫn đầu, còn phía Bắc do Hồng y - Tổng Giám mục Tổng giáo phận Hà Nội Giuse Maria Trịnh Văn Căn dẫn đầu. Đoàn giám mục do Hồng y Căn dẫn đầu khởi hành ngày 17 tháng 6, còn đoàn do Tổng giám mục Bình đi sau, vào ngày 9 tháng 9 cùng năm.
Khoảng thời gian các giám mục Công giáo Việt Nam đến Tòa Thánh với bức Thư Chung mục vụ 1980, Tổng giám mục Nguyễn Văn Bình có cuộc gặp riêng với giám mục phó Giáo phận Long Xuyên Gioan Baotixita Bùi Tuần. Trong cuộc thảo luận này, tổng giám mục Bình báo cho giám mục Tuần biết Tòa Thánh có dự định bổ nhiệm đưa giám mục Tuần về Tổng giáo phận Thành phố Hồ Chí Minh làm phụ tá, dự phòng cho tương lai và thay thế Tổng giám mục phó Nguyễn Văn Thuận đang bị tù, tuy vậy giám mục Bình cho biết sau hai tuần suy nghĩ, đã từ chối ý định này do quan ngại lý do sức khỏe do bản tính hay lo lắng của giám mục Tuần. Tòa Thánh sau đó hủy phương án này. Giám mục Tuần cho rằng Tổng giám mục Bình nhắm đến hai cái lợi. Vừa có lợi cho Hội Thánh, vừa có lợi cho đất nước. Sự hợp tác của Tổng giám mục Nguyễn Văn Bình với chính quyền gặp thử thách khi chính quyền quyết định tỏ thái độ cứng rắn và bắt giữ linh mục đứng đầu dòng Tên ở Việt Nam, đồng thời cũng là người bạn của Tổng giám mục Bình là linh mục Giuse Nguyễn Công Đoan, Bề Trên dòng.
Trong giai đoạn từ năm 1976 đến năm 1980, tổng giám mục Bình là tác nhân xúc tiến phá vỡ định kiến rằng người Công giáo và Cộng sản không thể đối thoại. Ông cũng được đánh giá là người đã hỗ trợ các giám mục miền Nam thoát khỏi lo lắng và đi theo đường hướng đồng hành cùng dân tộc trong giai đoạn từ năm 1975 đến năm 1980.

### Đón tiếp các phái đoàn tôn giáo (1981 – 1991)
Tổng giám mục Nguyễn Văn Bình và giám mục Hải Phòng Giuse Maria Nguyễn Tùng Cương đi đến Moskva tham dự Hội nghị các nhà tôn giáo Bảo việc sự sống khỏi thảm họa hạt nhân do Giáo hội Chính thống Nga tổ chức. Tại Hội nghị này, Nguyễn Văn Bình đọc tham luận của mình vào ngày 10 tháng 5 năm 1982. Ông và giám mục Cương cũng đã có cuộc tiếp kiến riêng với Giáo hoàng Gioan Phaolô II vào ngày 25 tháng 5. Tháng 5 năm 1983, Nguyễn Văn Bình cùng 29 hồng y, giám mục đến từ 24 trong số 25 giáo phận tại Việt Nam tham gia kỳ họp Đại hội lần II của Hội đồng Giám mục Việt Nam. Trong kỳ họp này, các thành viên Hội đồng bầu chọn lại các ứng viên cho các chức vụ khác nhau.
Chính quyền Việt Nam cho thành lập Uỷ ban Đoàn kết Công giáo Yêu nước, gọi tắt là Uỷ ban Đoàn kết nhằm thay thế tổ chức tiền thân là Uỷ ban Liên lạc Công giáo Yêu nước. Đại hội thành lập được tổ chức tại Hà Nội đầu tháng 11 năm 1983. Tại Tổng giáo phận Huế, tổng giám mục Philípphê Nguyễn Kim Điền công khai lên tiếng phản đối việc thành lập ủy ban này và đình chỉ nhiệm vụ linh mục đối với linh mục Nguyễn Văn Bính tham gia đại hội. Ngày 19 tháng 10 năm 1983, Nguyễn Kim Điền viết thư phản đối gửi linh mục Nguyễn Thế Vịnh. Ông dành một phần thư để cảnh báo sự ly giáo như tình trạng Uỷ ban Liên lạc Công giáo đã gây ra tại Trung Quốc. Bản thư này, ông cho gửi đến các giám mục tại Việt Nam để cho các vị này được biết. Tại Thành phố Hồ Chí Minh, tổng giám mục Nguyễn Văn Bình cảnh báo về việc tránh nguy cơ noi theo chính quyền Trung Quốc về việc cố gắng tách người Công giáo khỏi Tòa Thánh [Roma]. Cả hai giám mục này đều phản đối việc tạo ra một cơ chế Công giáo nằm ngoài sự kiểm soát của Giáo hội Công giáo. Tổng giám mục Nguyễn Văn Bình cho biết ông sử dụng Uỷ ban này để tập hợp giáo dân, nhân danh ủy ban Đoàn kết Công giáo để việc sinh hoạt tôn giáo quy tụ đông tín hữu được thuận tiện trong công việc xin phép tổ chức. Chính phủ tuyên bố Nguyễn Văn Bình ủng hộ tổ chức mới, nhưng trong thực tế, vị tổng giám mục Thành phố Hồ Chí Minh nghi ngờ về tổ chức này vì biết rằng tiền thân của nó ở miền Bắc chỉ hoạt động tương tự như một tổ chức thuộc Mặt trận Tổ quốc. Nguồn tin từ UCA News đưa tin Tổng giám mục Bình công nhận Uỷ ban Đoàn kết Công giáo. Simon Lại Văn Miễn, viết trong một bài báo đăng trên trang Uỷ ban Đoàn kết Công giáo Việt Nam cho rằng Tổng giám mục Nguyễn Văn Bình ủng hộ việc thành lập Uỷ ban Đoàn kết Công giáo tại Thành phố Hồ Chí Minh.
Nhân dịp 10 năm kết thúc chiến tranh Việt Nam, Nguyễn Văn Bình gửi thư đến giáo dân nói về sự kiện này. Trong thư, Nguyễn Văn Bình kêu gọi giáo dân Công giáo hãy vui mừng lên nhân dịp lễ kỷ niệm, vì trong 10 năm sau giải phóng, khối Công giáo đã chứng tỏ mình là công dân đích thực của nước Cộng hòa Xã hội Chủ nghĩa Việt Nam. Ngoài ra, ông cũng nêu lên tin tưởng về những chính sách tôn giáo của chính quyền, kể ra việc đảm bảo tự do tôn giáo thông qua việc hàng giám mục được cho liên lạc với thế giới, tham gia các sự kiện của giáo hội Công giáo Hoàn vũ. Cuối thư, ông kêu gọi giáo dân đừng bi quan trước những khó khăn hiện tại, mà cần đóng góp và phấn đấu thật nhiều.
Ngày 29 tháng 6 năm 1985, Nguyễn Văn Bình bổ nhiệm linh mục Inhaxiô Hồ Văn Xuân làm thư ký. Giữa tháng 11 năm 1985, ba giám mục Việt Nam được chính phủ cấp phép tham gia chuyến đi hành hương Ad Limina của Hội đồng Giám mục Việt Nam, đó là Hồng y Tổng giám mục Hà Nội Trịnh Văn Căn, giám mục giáo phận Qui Nhơn Phaolô Huỳnh Đông Các và Tổng giám mục Nguyễn Văn Bình. Trong khuôn khổ chuyến viếng thăm, Tổng giám mục Bình làm rõ các thông tin về các vị việc bắt giữ các tu sĩ Dòng Tên tại Việt Nam vào tháng 8 năm 1985. Ông cho rằng chỉ có một tu sinh Dòng Tên, Phạm Thanh Liêm, bị bắt ở Đà Lạt, và nhà Dòng Tên không bị tịch thu. Tổng giám mục Bình cũng loan tin ở Thủ Đức, chính quyền chỉ mượn một trong hai tòa nhà thuộc dòng tu để làm trường học và các tu sĩ chuyển đến một ngôi nhà gần nhà nguyện. Nguyễn Văn Bình cũng cho biết ông đã truyền chức thêm bốn tân linh mục vào ngày 26 tháng 10, nâng tổng số linh mục được truyền chức trong vòng một thập kỷ đó lên con số 11 vị.
Đầu tháng 11 năm 1985, Tổng giám mục Nguyễn Văn Bình cùng Hồng y Giuse Maria Trịnh Văn Căn, giám mục Phaolô Huỳnh Đông Các đi viếng thăm hai mộ thánh Phaolô và Phêrô, đồng thời yết kiến Giáo hoàng Gioan Phaolô II. Ngày 13 tháng 12, trước khi các giám mục Việt Nam về nước, họ đã đồng tế với Giáo hoàng, cầu nguyện cho Giáo hội Việt Nam và đất nước Việt Nam. Tổng giám mục Bình cũng có chuyến thăm Tòa Thánh không lâu sau đó vào tháng 1 năm 1986. Quan hệ Giáo hội và chính quyền Việt Nam cải thiện sau khi ông Nguyễn Văn Linh được chọn làm Tổng bí thư Đảng Cộng sản Việt Nam vào cuối năm 1986 và quyết định trả tự do cho một số lượng lớn các linh mục Công giáo khỏi các trại cải tạo. Tuy vậy, Tổng giám mục Nguyễn Văn Bình vẫn phải xin phép về những vấn đề sinh hoạt tôn giáo quan trọng, nhất là trong lĩnh vực đào tạo và phong chức giáo sĩ mới. Nguyễn Văn Bình đại diện tiếp đoàn các đại diện đến từ Giáo hội Chính Thống Nga vào ngày 24 tháng 11 năm 1987.
Ngày 8 tháng 10 năm 1987, tổng giám mục Bình bổ nhiệm linh mục Huỳnh Công Minh làm chính xứ Nhà thờ chính tòa Sài Gòn. Tổng giám mục Huế Nguyễn Kim Điền qua đời trưa ngày 8 tháng 6 năm 1988, sau thời gian lưu trú tại Tòa giám mục Sài Gòn và chữa bệnh tại Thành phố Hồ Chí Minh. Sau khi những giáo sĩ và giáo dân Tổng giáo phận Huế đến nhận thi hài tại Tòa giám mục, họ lên tiếng trách Tổng giám mục Bình và các linh mục liên quan về việc bất kính với thi hài cố tổng giám mục Điền, khi phát hiện thi hài cố tổng giám mục được đặt tạm trên băng ca. Ngày 15 tháng 6 năm 1988, lễ đồng tế an táng Tổng giám mục Tổng giáo phận Huế Philípphê Nguyễn Kim Điền trọng thể do Tổng giám mục Phaolô Nguyễn Văn Bình chủ tế. Cùng đồng tế lễ an táng là hầu hết các Giám mục trong Hội đồng Giám mục Việt Nam và rất đông các linh mục các giáo phận thuộc 3 giáo tỉnh và thuộc giáo phận Huế.
Cuối tháng 11 năm 1988, Tổng giám mục phó Phanxicô Xaviê Nguyễn Văn Thuận được trả tự do. Sau khi tự do, giám mục Thuận cư trú dưới Tòa giám mục Hà Nội. Trong thời gian này, tổng giám mục Nguyễn Văn Bình không đến thăm hỏi cũng như gửi thư, dù theo quan điểm của Tòa Thánh, giám mục Thuận vẫn là Tổng giám mục phó của Tổng giáo phận Thành phố Hồ Chí Minh. Tổng giám mục Nguyễn Văn Thuận đã gửi thư cho Tổng giám mục Bình nhằm mục đích hỏi về địa điểm cư trú và liệu có thích hợp khi đến cư trú tại Thành phố Hồ Chí Minh nhưng không nhận được hồi âm. Đề nghị gửi thư mừng tuổi cho Tổng giám mục Nguyễn Văn Thuận của các linh mục hạt trưởng cũng bị tổng giám mục Nguyễn Văn Bình phớt lờ. Chia sẻ với linh mục Chân Tín khi linh mục này chất vấn về vấn đề đối xử với Tổng giám mục phó Nguyễn Văn Thuận, tổng giám mục Nguyễn Văn Bình cho biết ông cũng mong muốn đưa tổng giám mục Thuận về Tổng giáo phận, nhưng lại sợ gây chia rẽ và mất yên ổn, nên quyết định không vận động để đưa tổng giám mục Thuận trở lại Tổng giáo phận. Linh mục Chân Tín đề nghị Tổng giám mục Bình công khai đề nghị chính quyền về việc trên, vì việc chấp thuận hay không ngoài quyền kiểm soát của Tổng giám mục Bình.
Tổng giám mục Nguyễn Văn Bình tiếp đoàn đại biểu Hội đồng Giám mục Hoa Kỳ do Tổng giám mục Roger Mahony dẫn đầu vào ngày 6 tháng 1 năm 1989. Tổng giám mục Bình cũng có chuyến thăm Hồng Kông và gặp mặt Hồng y Gioan Baotixita Hồ Chấn Trung vào giữa tháng 1 cùng năm. Ba giáo sĩ hàng đầu của Giáo hội Công giáo Rôma tại Việt Nam gồm Hồng y Tổng giám mục Hà Nội Giuse Maria Trịnh Văn Căn, Tổng giám mục Thành phố Hồ Chí Minh Nguyễn Văn Bình và Tổng giám mục phó Phanxicô Xaviê Nguyễn Văn Thuận có cuộc gặp tại Roma ngày 11 tháng 4 năm 1989. Ba giáo sĩ này rời Việt Nam với ba lý do khác nhau: Hồng y Căn dự Đại hội Thánh bộ Truyền giáo, Tổng giám mục Bình được Hội đồng Giám mục Pháp mời còn Tổng giám mục Thuận lần đầu tiên rời Việt Nam để đến Úc thăm họ hàng. Họ đồng tế với Giáo hoàng Gioan Phaolô II vào ngày 17 tháng 4. Trước đó, có các cuộc họp được lên lịch với thành viên là ba giám mục trên tại Phủ Quốc Vụ khanh và Thánh bộ Truyền giáo. Một thông tin khác cho rằng Tổng giám mục Nguyễn Văn Bình đến Roma vào ngày 17 tháng 4 và linh mục Huỳnh Công Minh gia nhập đoàn một ngày sau đó. Các nguồn tin từ Paris cho biết Vatican không chào đón linh mục Minh vì ông là thành viên Mặt Trận Tổ Quốc Việt Nam vá Ủy ban Đoàn kết Công giáo Yêu nước, đồng thời có mâu thuẫn trong quá khứ với Khâm sứ Tòa Thánh tại Việt Nam.
Tổng giám mục Bình tiếp đón Hồng y Roger Etchegaray, đặc sứ Giáo hoàng Gioan Phaolô II vào ngày 10 tháng 7 năm 1989. Một số giáo dân Công giáo bị bắt giữ khi viết và ký thư ngỏ gửi Tổng giám mục Nguyễn Văn Bình vào tháng 8 năm 1989 với nội dung đề nghị giáo hội phải có sự độc lập lớn hơn khỏi Nhà nước và đề nghị giáo hội có thái độ phê phán các chính sách của chính phủ. Tác giả chính là linh mục Chân Tín và linh mục Nguyễn Ngọc Lan, hai trong số 14 người ký tên.
Tổng giám mục Nguyễn Văn Bình có chuyến đi đến Seoul vào ngày 3 tháng 10 năm 1989. Về vấn đề Ban cố vấn (4 vị Uỷ ban Đoàn kết và 2 linh mục khác) làm lộ các thông tin bàn thảo bí mật, linh mục Chân Tín - một thành viên ngoài ủy ban Đoàn kết đề nghị giải thể Ban cố vấn vì Tổng giám mục Nguyễn Văn Bình khi cần thảo luận các vấn đề quan trọng đều gặp riêng hai thành viên không nằm trong Uỷ ban Đoàn kết Công giáo, nhưng không thu được kết quả. Ngày 17 tháng 10, linh mục Tín viết thư cho Tổng giám mục Bình, đề nghị lập ban cố vấn mới gồm các linh mục hạt trưởng và các bề trên dòng, tuy vậy ý định này bất thành. Ngày 9 tháng 11, Chính phủ yêu cầu linh mục Tín thực hiện một số yêu cầu nhằm tránh gây chia rẽ trong nội bộ Công giáo, sau bức thư ông viết cho các giám mục Việt Nam về nội dung đưa lên các câu hỏi về vai trò Uỷ ban Đoàn kết Công giáo và chỉ trích các thành viên của nó và yêu cầu các giám mục xúc tiến đưa Tổng giám mục Nguyễn Văn Thuận trở lại Tổng giáo phận Thành phố Hồ Chí Minh. Theo một nguồn tin khác, trong bài tường thuật của mình tại cuộc họp cho người Công giáo Việt Nam ở nước ngoài, linh mục Chân Tín nêu lập luận rằng việc tự đặt mình làm trung gian hòa giải giữa Giáo hội và chính phủ, Uỷ ban Đoàn kết Công giáo là nguồn gốc thực sự của sự chia rẽ. Linh mục này cũng bảo vệ quan điểm nhắc nhở Tổng giám mục Nguyễn Văn Bình rằng việc bổ nhiệm Tổng giám mục Thuận là quyết định hợp lệ từ Tòa Thánh.
Khi chuẩn bị bước vào tuổi 80, Nguyễn Văn Bình quyết định xúc tiến ba công việc: nâng cấp Nhà hưu dưỡng cũ và xây dựng thêm dãy nhà tại Nhà hưu dưỡng linh mục tại Chí Hòa, xây dựng Văn phòng mục vụ và Nhà khách Tòa Tổng giám mục và xây dựng nhà nghỉ dưỡng linh mục Bãi Dâu nhằm phục phục các linh mục đau bệnh và khách hành hương tại Đền thánh Đức Mẹ Bãi Dâu.
Dù đau tim chưa bình phục và được nhiều người khuyên cản, Nguyễn Văn Bình quyết tâm đi dự lễ mừng thọ giám mục Giacôbê Nguyễn Ngọc Quang. Ông cho rằng cần sống tình nghĩa với mọi người. Ngày 28 tháng 6 năm 1990, Nhà truyền thống Tổng giáo phận Thành phố Hồ Chí Minh chính thức khánh thành. Cùng trong năm, ngày 16 tháng 9, 7 điểm giữ trẻ do các dòng tu Công giáo tại Thành phố Hồ Chí Minh được cấp phép. Vào dịp thượng thọ 80 tuổi, Nguyễn Văn Bình chính thức cho xây dựng nhà hưu dưỡng các linh mục vào ngày 30 tháng 9.
Ngày 25 tháng 1 năm 1991, tiến hành khởi công xây dựng nhà hưu dưỡng linh mục và đến ngày 30 tháng 8 cùng năm thì Tổng giám mục Bình cử hành nghi thức khánh thành. Cùng trong năm, ngày 7 tháng 10 năm 1991, linh mục Huỳnh Công Minh được bổ nhiệm làm Tổng đại diện thứ hai của Tổng giáo phận Thành phố Hồ Chí Minh. Văn phòng và Nhà khách Tòa giám mục Thành phố Hồ Chí Minh được khởi công nhân dịp sinh nhật thứ 83 của Nguyễn Văn Bình. Ngày 28 tháng 8 năm 1991, Tổng giám mục Bình đón tiếp Hồng y Bernard Law, Tổng giám mục chính tòa Tổng giáo phận Boston.

### Sức khỏe suy yếu, tìm người kế vị (1992 – 1993)

Tổng giám mục Nguyễn Văn Bình dịp Thượng thọ bát tuần 1990

Tòa Thánh Vatican có quyền đề cử ứng viên kế vị Tổng giám mục Nguyễn Văn Bình. Trong khi đó, chính quyền Việt Nam có quyền chấp nhận hay bác bỏ ứng viên mà Tòa Thánh đề nghị. Ngày 14 tháng 1 năm 1992, phái đoàn Toà Thánh do Đức ông Claudio Maria Celli dẫn đầu đến Hà Nội để làm việc với chính phủ Việt Nam, đề nghị giải pháp toàn bộ gồm ba điểm: Một là bổ nhiệm Giám mục Phaolô Giuse Phạm Đình Tụng hiện là Giám quản Tông Tòa trở thành tổng giám mục Hà Nội; hai là Giám mục Phanxicô Xaviê Nguyễn Văn Thuận hiện là tổng giám mục phó Thành phố Hồ Chí Minh được thuyên chuyển về làm tổng giám mục phó Hà Nội; và ba là Giám mục Nicôla Huỳnh Văn Nghi làm tổng giám mục phó Tổng giáo phận Thành phố Hồ Chí Minh. Tuy nhiên, do chính phủ Việt Nam không chấp nhận Giám mục Thuận làm tổng giám mục phó Hà Nội, và Toà Thánh cho đây là biện pháp toàn bộ nên giải pháp ba điểm này bất thành, phái đoàn Toà Thánh trong lần làm việc với chính phủ năm 1994 thừa nhận đây là một sai lầm.
Trong khoảng thời gian kéo dài từ năm 1977 đến 1991, song song với việc hoàn chỉnh bản dịch cuốn sách Các giờ kinh Phụng Vụ, nhóm dịch thuật tiến hành dịch Tân Ước. Việc cơ bản hoàn tất cuối năm 1986, khi có bản quay rô-nê-ô đầu tiên. Từ năm 1987, Tổng giám mục Nguyễn Văn Bình gợi ý nhóm dịch thuật nên dẫn nhập và dịch chú thích cho cuốn Tân Ước. Tháng 6 năm 1993, nội dung sẵn sàng xuất bản. Tòa Tổng giám mục xin phép cho xuất bản và sách Tân Ước phát hành ngày 13 tháng 8 năm 1994. Sách Tân Ước bản dịch mới này mất 17 năm để hoàn thành.
Tháng 8 năm 1990, Nguyễn Văn Bình đề nghị linh mục Antôn Nguyễn Ngọc Sơn cần có hoạt động cho giới trẻ. Đáp lại đề nghị này, linh mục Sơn hứa với tổng giám mục Bình sẽ viết sách về các loài hoa. Tháng 1 năm 1993, Sứ điệp loài hoa ra mắt và được đón nhận rộng rãi, hết 35.000 cuốn trong lần xuất bản và tái bản đầu tiên. Nhận thấy kết quả tốt đẹp này, Nguyễn Văn Bình viết thư xin phép Sở Văn hóa Thông tin Thành phố Hồ Chí Minh cho phép tái bản lần II. Tuy vậy, dù ba lần viết thư xin phép, đề nghị này không được hồi âm. Say này, linh mục Ngọc Sơn tìm hiểu lý do không cấp phép vì sách bị liệt vào dạng sách cấm do nhắc đến loài hoa bất tử. Một nhóm nữ tu có mong muốn phục vụ người nghèo. Họ đến gặp linh mục Bảo Tịnh Vương Ðình Bích, Tổng Phụ trách quốc tế toàn dòng và xin được thành lập dòng nữ tại Việt Nam. Ngày 14 tháng 9 năm 1992, Tổng Giám mục Nguyễn Văn Bình chấp thuận việc hình thành nhóm nữ Ðức Mẹ Người Nghèo.
Sau đó, cuộc gặp từ ngày 1 đến ngày 7 tháng 2 năm 1993, phái đoàn Toa Thánh đưa ra giải pháp toàn bộ mới, trong đó lược bỏ đề nghị đầu tiên so với năm 1992, vẫn giữ nguyên 2 đề nghị sau về các giám mục Huỳnh Văn Nghi và Nguyễn Văn Thuận. Nhưng chính phủ Việt Nam chỉ đồng ý đề nghị thứ hai về phần Giám mục Nghi mà không chấp nhận Giám mục Thuận ra Hà Nội. Vì Tòa Thánh cho đây là một giải pháp toàn bộ, Tòa Thánh không bổ nhiệm Giám mục Nghi làm Tổng giám mục phó như đã định. Tổng giám mục Celli được nhận định là đã cố gắng linh động nhằm chọn được các giám mục kế vị ở Hà Nội để kế vị Hồng y Tổng giám mục Giuse Maria Trịnh Văn Căn cũng như ở Tổng giáo phận Thành phố Hồ Chí Minh để kế vị Tổng giám mục Phaolô Nguyễn Văn Bình. Tổng giám mục Bình có khoảng thời gian dài mong muốn nghỉ hưu, nhưng Tòa Thánh và chính quyền Việt Nam không đồng thuận phương án chọn người kế vị ông. Vào thời gian này, cả tổng giám mục Nguyễn Văn Bình và giám mục phụ tá Louis Phạm Văn Nẫm đều đã đau yếu. Ứng viên chính quyền mong muốn đề cử kế vị Tổng giám mục Nguyễn Văn Bình là linh mục Huỳnh Công Minh. Vào thời điểm này, linh mục Minh đã rút khỏi Uỷ ban Đoàn kết Công giáo vài năm trước đó. Theo một vài linh mục thuộc Tổng giáo phận Thành phố Hồ Chí Minh thì việc này nhằm cải thiện quan điểm từ Vatican.
Mùa hè năm 1992, sức khỏe Nguyễn Văn Bình đột nhiên suy yếu nhiều. Tháng 8 năm 1993, ông mắc bệnh nhũn não, nằm liệt giường trong vòng một tháng tại bệnh viện Thống Nhất. Từ năm 1993 cho đến khi qua đời ông đã gần 10 lần cấp cứu, lần nào cũng đều nguy hiểm đến tính mạng.

### Quyền Tổng giám mục và giai đoạn cuối đời (1993 – 1995)
Ngày 27 tháng 7 năm 1993, Tổng giám mục Nguyễn Văn Bình bị tai biến và được đưa đi cấp cứu tại Bệnh viện Thống Nhất, Thành phố Hồ Chí Minh. Nhận thấy tình hình bệnh trầm trọng, khó qua khỏi và nếu khỏi cũng khó hồi phục khả năng làm việc, Tổng giám mục Nguyễn Văn Bình cho mời giám mục Phaolô Maria Nguyễn Minh Nhật, Chủ tịch Hội đồng Giám mục Việt Nam và đề nghị giám mục này hỗ trợ việc báo cáo tình hình cho Tòa Thánh và yêu cầu Tòa Thánh sắp xếp nhân sự, do Tổng giám mục phó Nguyễn Văn Thuận hiện đang ở ngoại quốc và không được phép trở về Việt Nam.
Ngày 10 tháng 8 năm 1993, Tòa Thánh bổ nhiệm giám mục Huỳnh Văn Nghi làm Giám quản Tông Tòa Tổng giáo phận Thành phố Hồ Chí Minh. Với việc bổ nhiệm này, vai trò quản lý giáo phận và chức vị Tổng giám mục Tổng giáo phận Thành phố Hồ Chí Minh của giám mục Bình chỉ còn trên danh nghĩa. Thông tin bổ nhiệm Tân Giám quản được loan báo bằng cách phát thanh thông qua Đài Phát thanh Vatican. Sau khi nhận được Văn thư bổ nhiệm, giám mục Nicôla Huỳnh Văn Nghi đã từ Phan Thiết vào Thành phố Hồ Chí Minh để thực hiện các công việc sinh hoạt tôn giáo. Nhận được tin này, ngày 25 tháng 8, Uỷ ban Mặt Trận Tổ quốc Thành phố Hồ Chí Minh và Ban Tôn giáo Thành phố này có cuộc gặp trực tiếp với giám mục Nghi và đưa ra tuyên bố việc bổ nhiệm ông này là trái với pháp luật Việt Nam và không chấp nhận việc bổ nhiệm. Ngày 5 tháng 9, Ủy ban nhân dân thành phố Hồ Chí Minh nhắc nhở giám mục Nghi chấm dứt các hoạt động tôn giáo tại Thành phố.
Cũng trong ngày 5 tháng 9 năm 1993, báo Công giáo và Dân tộc cho đăng bài báo mang tên Thành phố Hồ Chí Minh, thêm một Giám quản Tông Tòa của linh mục Trương Bá Cần với bút danh Hương Khuê đưa ra lập luận về việc chỉ định giám quản Huỳnh Văn Nghi là dụng ý chính trị của Tòa Thánh. Trong khoảng thời gian từ ngày 6 đến 10 tháng 9, tân giám quản Tông Tòa Tổng giáo phận Thành phố Hồ Chí Minh Huỳnh Văn Nghi tham gia kỳ tĩnh tâm linh mục thường niên đợt I của Tổng giáo phận. Tại đây, giám quản Nghi trò chuyện với các linh mục và tuyên bố ông sẵn sàng hỗ trợ các linh mục thuộc Tổng giáo phận những công việc cần thiết.
Ngày 15 tháng 9, Đài Truyền hình Thành phố Hồ Chí Minh đọc toàn văn thông báo của Ủy ban nhân dân thành phố Về việc Tòa Thánh đơn phương bổ nhiệm Giám quản Tông tòa tại Giáo phận Thành phố Hồ Chí Minh. Sáng hôm sau đó, bản thông báo này được đăng trên báo Sài Gòn Giải Phóng, số 5814, cùng với bài xã luận có tiêu đề Tự do tín ngưỡng không thể trái pháp luật. Bản thông báo khẳng định rằng ủy ban công nhận Tổng giám mục Nguyễn Văn Bình là người lãnh đạo, điều hành các sinh hoạt tôn giáo Tổng giáo phận Thành phố Hồ Chí Minh. Hình ảnh Tổng bí thư Đảng Cộng Sản Việt Nam Đỗ Mười và ông Chủ tịch Thành phố Hồ Chí Minh đến thăm Tổng giám mục Nguyễn Văn Bình trong tình trạng được đỡ hai bên nách được chiếu trên truyền hình. Thông cáo cũng khẳng định sức khỏe tổng giám mục Bình đã khỏe và có thể làm việc bình thường.
Sau khi hồi phục một phần sức khoẻ, Tổng giám mục Nguyễn Văn Bình chính thức bàn giao việc điều hành cho Giám mục Huỳnh Văn Nghi, chỉ giữ quyền Tổng giám mục. Theo số liệu khảo sát năm 1994, Tổng giáo phận Thành phố Hồ Chí Minh có khoảng 470.000 người Công giáo, chiếm 13% tổng số dân cư. Chính phủ Việt Nam không chấp nhận cho giám mục Nghi thực hiện đầy đủ trách nhiệm Giám quản của mình tại Tổng giáo phận.
Ngày 19 tháng 4 năm 1994, Nguyễn Văn Bình từ Vũng Tàu về Toà Tổng giám mục để gặp người chị kết nghĩa là Mẹ Têrêsa. Trên đường về Thành phố, ông xảy ra đau tim nhưng không nghiêm trọng và cuộc gặp diễn ra suôn sẻ. Lần cuối Nguyễn Văn Bình gặp nữ tu này là vào ngày 26 tháng 3 năm 1995, một ngày trước dịp kỷ niệm 58 năm thụ phong linh mục của ông. Trong khoảng thời gian sức khỏe suy kiệt dần, Nguyễn Văn Bình nhiều lần an dưỡng tại Vũng Tàu. Xen lẫn những lần về Thành phố, ông thường dõi theo các hoạt động thể thao, giải trí của các chủng sinh Đại chủng viện Thánh Giuse Sài Gòn và cử hành các nghi thức huấn đức cũng như trò chuyện. Khoảng hai năm cuối đời, ông chuyển về sống tại Đại Chủng viện.
Xuân 1995, Nguyễn Văn Bình viết thư cảm ơn và tâm tình đầu xuân gửi Giáo hội Công giáo tại thành phố ngày 25 tháng 1 năm 1995. Đây có thể được xem như ước nguyện và lời trăng trối của ông, trong thư có đoạn: “Tôi nguyện chúc cho nền kinh tế của chúng ta năm mới này tiếp tục phát triển, nhưng không phải chỉ dành cho một số người được hưởng và phung phí mà là cho phúc lợi của mọi người, đặc biệt là cho người già và trẻ em; tôi cầu xin cho đất nước chúng ta không chỉ đạt được mức tăng trưởng kinh tế ngày càng cao, mà còn thực sự phát triển ngày càng toàn diện, có nghĩa là làm sao để phẩm giá cao quý của con người, nền đạo đức tinh túy của dân tộc luôn được trân trọng, bảo vệ và không ngừng phát huy”.
Tờ báo Pháp Actualité Religieuse dans le Monde (Thời sự Tôn giáo Thế giới) số 130 ngày 15 tháng 2 năm 1995, có bài viết nhắc đến sáu giám mục “gây tai tiếng” trong nhiều lãnh vực khác nhau theo cách nhìn nhận của Vatican. Một trong số sáu vị này là Tổng giám mục Phaolô Nguyễn Văn Bình. Tháng 4 năm 1995, một phái đoàn từ Tòa Thánh do Tổng giám mục Claudio Celli đề xuất một ứng cử viên kế vị Tổng giám mục Nguyễn Văn Bình, nhưng không được chính phủ Việt Nam chấp thuận và phái đoàn rời Việt Nam.
Nhân dịp 20 năm kỷ niệm sự kiện ngày 30 tháng 4 năm 1975, báo Sài Gòn Giải Phóng có bài phỏng vấn Tổng giám mục Nguyễn Văn Bình. Nói về việc ông nghĩ gì khi thực hiện sinh hoạt trong 20 năm dưới chế độ xã hội chủ nghĩa, Nguyễn Văn Bình nhận định, ông cảm thấy 20 năm này như là phần dài nhất của cuộc đời, khi trông mong Việt Nam hùng mạnh và thịnh vượng, giáo hội phát triển và tự do tôn giáo một cách hoàn toàn. Khi được hỏi sau 20 năm làm việc dưới chế độ cộng sản, ông có còn sợ hãi không, Nguyễn Văn Bình cho biết ông vẫn sợ, do các chính sách tại các cấp trung ương luôn dễ dàng nhưng gặp nhiều vấn đề khó khăn tại các cấp địa phương. Nguyễn Văn Bình cho rằng có những vấn đề nên giải quyết một lượt hay vì dần dà từng phần, như việc khai mở các lớp đào tạo chủng sinh. Nói về Tổng giáo phận, Nguyễn Văn Bình cho biết không có vấn đề nào nổi cộm, tuy vậy vấn đề bổ nhiệm một Giám quản Tông Tòa hoặc vị kế vị đã kéo dài một thời gian nhưng không có bất kỳ giải pháp nào. Nói về quan điểm các hoạt động tôn giáo trong tương lai, Tổng giám mục Bình cho biết ông mong Đảng và Nhà nước giải quyết các vấn đề không chính đáng trong các chính sách tôn giáo đã kéo dài hàng chục năm. Nói thêm về vấn để Uỷ ban Đoàn kết Công giáo, thời gian ban đầu Nguyễn Văn Bình có phát biểu được đánh giá là ủng hộ và cho các linh mục tham gia. Trong cuộc phỏng vấn này, Nguyễn Văn Bình đề nghị linh mục, tu sĩ rút dần ra khỏi Uỷ ban này, và nhận định Uỷ ban cần có thành phần nòng cốt là giáo dân và các linh mục tu sĩ chỉ góp mặt có chừng mực. Trả lời phỏng vấn về vấn đề linh mục thuộc Uỷ ban Đoàn kết Công giáo, tổng giám mục Nguyễn Văn Bình cho rằng có khoảng 30 linh mục, trong số đó chỉ có từ năm đến sáu vị trên thực tế, vì những người khác vẫn sinh hoạt mục vụ tại các giáo xứ và chỉ thỉnh thoảng tham gia dự các buổi họp. Trong một bài viết ngày 10 tháng 5 năm 1995, tác giả Tuệ Không cho rằng bài phỏng vấn này không được chính Tổng giám mục Nguyễn Văn Bình thực hiện, vì theo xác nhận của Tòa Tổng giám mục, vào thời gian này sức khỏe của tổng giám mục Bình đã suy kiệt, không còn đủ sức trả lời phỏng vấn. Người được cho đã soạn nội dung này là linh mục Trương Bá Cần và ông này đã đưa tổng giám mục Nguyễn Văn Bình xem qua, tuy vậy do đang đau bệnh, tổng giám mục Bình chỉ đọc được vài câu và yêu cầu không xuất bản. Bài phỏng vấn này sau đó được cho xuất bản với lý do bài viết đã được sắp chữ ở nhà in nên linh mục Cần xin phép Tổng giám mục cho đăng bài.
Dưới thời kỳ quản lý của Nguyễn Văn Bình, các linh mục, tu sĩ và giáo dân miền Bắc di cư dần hòa nhập với sinh hoạt của giáo phận. Cơ sở Trung Tâm hành hương Fatima Bình Triệu được hình thành, Nhóm “Phiên dịch các giờ kinh phụng vụ” được thành lập, nhiều hoạt động văn hóa, giáo dục, y tế do người Công giáo điều hành dần xúc tiến và thành hình, lan đến nhiều giáo phận khác. Trong thời gian ông quản lý, Tổng giáo phận Sài Gòn - Thành phố Hồ Chí Minh có thêm 88 họ đạo Công giáo.

## Đời tư

Tổng giám mục Nguyễn Văn Bình

Với biến cố năm 1975, người dân nghèo khó tiếp cận dịch vụ y tế chữa bệnh, vì các dịch vụ này được ưu tiên cho cán bộ và bộ đội. Tổng giám mục Nguyễn Văn Bình dựa vào mối quan hệ của mình để hỗ trợ nhiều người bệnh được nhập viện, trong bối cảnh nhiều bệnh nhân phải nằm ở sân bệnh viện do không được cho nhập viện. Nguyễn Văn Bình cũng hỗ trợ tiền thuốc cho các bệnh nhân nghèo, gửi các nữ tu Dòng Thừa sai Bác Ái Chúa Kitô hỗ trợ bệnh nhân trong thời gian gần ba năm. Ông cảm thấy thích đường lối hoạt động cho người nghèo của Têrêsa Calcutta và nhiều lần nhờ sự hỗ trợ cũng như gửi gắm các nữ tu Việt Nam tham gia dòng tu cho bà này khởi xướng với mục đích hỗ trợ người nghèo.
Sau khi kết thúc chiến tranh Việt Nam, tài sản giáo phận không còn, Phaolô Nguyễn Văn Bình gặp khó khăn trong việc nuôi dưỡng các linh mục đang nghỉ hưu cũng như hỗ trợ các linh mục đau bệnh. Ông không đồng ý nâng cấp xe cá nhân khi đi thăm mục vụ, mà đề nghị dùng tiền để đảm bảo việc sinh hoạt cho giáo phận. Thời điểm tháng 3 năm 1975, trong Tòa tổng giám mục Sài Gòn có hai chiếc xe hơi Peugeot 404 và một chiếc Toyota. Tổng giám mục Bình cho rằng thời điểm lúc đó dân nghèo và khó khăn nên ông không dùng xe đẹp. Linh mục Huỳnh Trụ nhân dịp này tặng giám mục Bình chiếc xe hơi La Dalat của nhà xứ, và từ đó Nguyễn Văn Bình sử dụng phương tiện này trong các dịp cử hành thánh lễ cũng như tham gia hội nghị với các quan chức nhà nước cho đến khi qua đời. Khi đến thăm các giáo xứ nhỏ hoặc thăm viếng giáo dân, Nguyễn Văn Bình được chở trên chiếc Honda 50. Nhận thấy việc này, ông Võ Văn Kiệt tặng giám mục Bình một chiếc xe Volga, tuy vậy lại không sử dụng do quá sang trọng. Nhà nước lại tặng Nguyễn Văn Bình xe Lada Niva và ông chỉ sử dụng khi đi dự họp hay thăm quan chức nhà nước.
Sau khi kết thúc chiến tranh, thiếu các linh mục cử hành thánh lễ. Do đó, tổng giám mục Bình thường dậy sớm để 4 giờ sáng khởi hành cử hành lễ cho các Họ đạo nhỏ, họ lẻ lúc 5 giờ vào mỗi ngày thứ 5 và thứ 6. Lo lắng các nữ tu bỏ về gia đình, Nguyễn Văn Bình thăm viếng các dòng để khích lệ họ. Những năm đầu sau biến cố năm 1975, nhiều linh mục đi học tập cải tạo. Nguyễn Văn Bình cũng quan tâm đến các linh mục này và thường xuyên đến thăm, an ủi và cầu nguyện cho họ.
Trong quá trình làm Tổng giám mục, Nguyễn Văn Bình luôn có bài huấn đức hàng năm cho các linh mục, bài nói chuyện này được chuẩn bị kỹ lưỡng. Về nguyên tắc, khi có thư tố cáo linh mục nặc danh, Nguyễn Văn Bình không hề xem thư, chỉ khi có tên người tố cáo mới xem và giải quyết. Sau khi Việt Nam chấm dứt chiến tranh, Nguyễn Văn Bình tìm các phương kế đến thăm các linh mục bị tù và thương lượng với chính quyền để xin cho một số linh mục được tha. Đối với các dòng tu sau năm 1975 đều gặp khó khăn. Chính vì thế, Tổng giám mục Bình thường đến thăm viếng các nữ tu, đặc biệt chở máy video và TV đến với Dòng Mến Thánh Giá Thủ Thiêm, dòng tu ở địa điểm xa trung tâm và có tài chính khó khăn nhất. Ông cũng có dịp đến chơi lô-tô với các nữ tu để họ giảm đi sự buồn chán khi ở lại trông coi tài sản Dòng Mến Thánh Giá Chợ Quán trong mùa Tết Nguyên Đán. Hành lang tại Tòa Tổng giám mục thời ông quản lý chưa có cửa, những người nghèo và bệnh tật dễ dàng tiếp cận tổng giám mục Bình để nhận hỗ trợ.
Tổng giám mục Nguyễn Văn Bình thích ăn cơm với khoai mỡ. Tuy vậy, sau khi mắc bệnh cao huyết áp và máu nhiễm mỡ, ông kiêng ăn món ăn này. Ông cũng là một người yêu thích bóng đá và thường xem trực tiếp bóng đá qua truyền hình. Ông không thích việc thức đêm vì cho rằng việc này gây hại cho sức khỏe.
Tổng giám mục Nguyễn Văn Bình tuyên bố ông sợ dạng linh mục "không biết sợ" với các đặc tính không sợ giáo dân, không sợ giám mục của mình, không sợ chính quyền, không sợ cả Chúa. Nói về tình thương, Nguyễn Văn Bình thường nhắc nhở linh mục và tu sĩ yêu thương những người cộng sản, dù có thể tình thương đó không đến từ hai phía.
Tổng giám mục Nguyễn Văn Bình có quan hệ tốt đẹp với ông Võ Văn Kiệt, vốn là Chủ tịch và Bí thư Thành phố Hồ Chí Minh những năm đầu tiên sau biến cố ngày 30 tháng 4 năm 1975. Hai vị này thường xưng hô thân mật với nhau bằng anh Năm (chỉ Tổng giám mục Bình) và anh Sáu (chỉ ông Võ Văn Kiệt). Hai nhân vật này gặp nhau ở các sự kiện lớn và đánh giá cao về nhau, ông Võ Văn Kiệt thường gặp tổng giám mục Nguyễn Văn Bình vào buổi tối tại tòa soạn báo Công giáo và Dân tộc. Tần suất gặp gỡ là hai đến ba lần mỗi năm khi ông Kiệt còn công tác tại Thành phố, khoảng thời gian ông chuyển công tác tại Trung ương thì còn một năm một lần. Các cuộc gặp thân tình này chỉ gián đoạn vào những năm cuối đời khi sức khỏe tổng giám mục Nguyễn Văn Bình suy yếu. Ông Võ Văn Kiệt cho rằng Tòa Thánh Vatican chưa đánh giá đúng mức và đối xử không công bằng với Tổng giám mục Nguyễn Văn Bình và băn khoăn về tước hồng y phải chăng chỉ dành riêng cho Hà Nội. Nhờ mối quan hệ này, tại Thành phố Hồ Chí Minh, có ít mâu thuẫn giữa chính quyền với Công giáo. Tổng bí thư Đảng Cộng sản Việt Nam Nguyễn Văn Linh cũng từng phát biểu và ghi nhận đóng góp của Tổng giám mục Nguyễn Văn Bình trong việc gia tăng hiểu biết giữa chính quyền Cách mạng với giáo dân Công giáo Việt Nam, thúc đẩy đóng góp từ phía người Công giáo trong các hoạt động bảo vệ tổ quốc và đồng hành cùng dân tộc.
Nhận xét về đời tư của Ngô Đình Diệm trên quan điểm cá nhân Nguyễn Văn Bình cho rằng đời tư ông Diệm tốt và sống nghèo, nhận định ông Diệm hy sinh cho đất nước và mong muốn điều tốt đẹp cho đất nước và đồng bào Việt Nam. Nói về sự tách biệt của Giáo hội Công giáo với Nhà nước, Nguyễn Văn Bình cho biết những người Công giáo tham gia chính quyền họ Ngô chỉ trên tư cách công dân, giáo hội Công giáo không có trách nhiệm về những người này và trong thời kỳ Ngô Đình Diệm, ông cố gắng để mọi người thấy Giáo hội khác với chính quyền và chính phủ. Nói về những tin đồn và trách móc xung quanh bản thân trong những ngày đau bệnh tại Thành phố Hồ Chí Minh với nhà báo Richard Werkly, Nguyễn Văn Bình nhận định: Người ta đã phiền trách tôi nhiều vì tôi đã tỏ ra hợp tác… Nhưng Vatican phải hiểu rằng chính thực tế đã khiến cho tôi phải hành động như vậy.
Ngoài tiếng Việt là tiếng mẹ đẻ, Tổng giám mục Nguyễn Văn Bình còn có thể nói trôi chảy tiếng Pháp, tiếng Ý và một chút tiếng Anh. Ông cũng có thể sử dụng tiếng Latinh.

## Qua đời và tang lễ

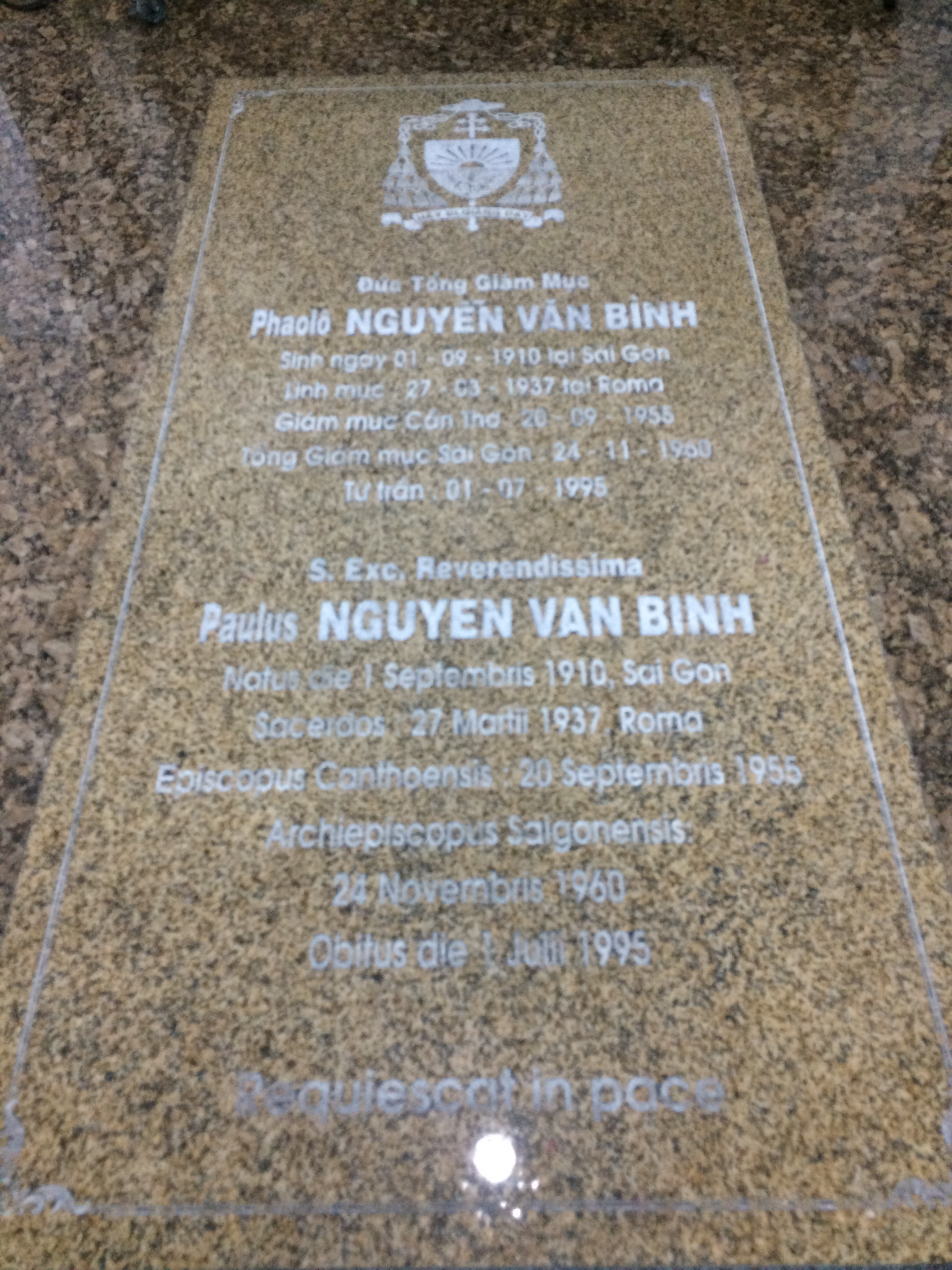
Phần mộ Tổng Giám mục Phaolô Nguyễn Văn Bình tại Nhà nguyện Trung tâm Mục vụ Tổng giáo phận Thành phố Hồ Chí Minh

Ngày 29 tháng 6 năm 1995, nhân kỷ niệm ngày lễ bổn mạng Phaolô, Tổng giám mục Bình căn dặn linh mục Inhaxiô Hồ Văn Xuân và linh mục Antôn Phùng Quang Mạnh hoàn tất công trình nhà hành hương Bãi Dâu nhằm phục vụ cho linh mục và giáo dân đến địa điểm này hành hương. Tổng giám mục Phaolô Nguyễn Văn Bình qua đời vài ngày sau đó vào ngày 1 tháng 7, thọ 85 tuổi. Tuy không để lại di chúc, nhưng cố tổng giám mục đã từng căn dặn các linh mục rằng ông không muốn được chôn cất tại Nhà thờ chánh tòa, và bày tỏ mong muốn được an táng tại Nhà nguyện của Tiểu chủng viện cũ, vì lý do đó là nơi khởi đầu quá trình tu học của ông. Tòa Thánh Vatican đã gửi điện thư chia buồn đến Tổng giáo phận Thành phố Hồ Chí Minh. Đồng thời, Tòa Thánh cũng tái xác nhận việc bổ nhiệm Giám quản Tông Tòa Huỳnh Văn Nghi. Cái chết của Tổng giám mục Bình không những khiến Tổng giáo phận trống tòa mà còn làm tăng sự khẩn cấp của việc chọn Tổng giám mục kế vị, vốn là tranh cãi lâu dài của Tòa Thánh và chính quyền Việt Nam, kéo dài từ vụ việc bổ nhiệm Tổng giám mục phó Nguyễn Văn Thuận năm 1975.
Linh mục Inhaxiô Hồ Văn Xuân, sau này là Tổng đại diện Tổng giáo phận Thành phố Hồ Chí Minh nhắc đến thời điểm Tổng giám mục Nguyễn Văn Bình qua đời: Linh mục Hồ Văn Xuân và Giuse Mai Thanh Tùng đưa Tổng giám mục Nguyễn Văn Bình trong tình trạng hôn mê rời bệnh viện Thống Nhất vào lúc 4 giờ 30 sáng và về đến Tòa Tổng giám mục 15 phút sau đó. Một giờ sau khi về đến Tòa Tổng giám mục, lúc 5 giờ 45 phút, Tổng giám mục Bình từ trần. Chứng kiến thời khắc lâm chung của tổng giám mục Nguyễn Văn Bình có em gái ông - nữ tu Nguyễn Thị Sanh, linh mục Thư ký Hồ Văn Xuân cùng với hai nữ tu Tổng phụ trách Dòng Mến Thánh Giá Chợ Quán, Gò Vấp và nữ tu Lucia Năng, người chăm sóc sức khỏe riêng cho tổng giám mục Bình. Về phía y bác sĩ có vợ chồng bác sĩ Trương Quang Nhơn, phó giám đốc bệnh viện Thống Nhất, đồng thời là bác sĩ riêng của Nguyễn Văn Bình.
Nhiều giáo dân đã đến viếng thi hài cố Tổng giám mục Nguyễn Văn Bình được quàn tại Nhà thờ Đức Bà Sài Gòn. Ngày 5 tháng 7, lễ an táng cho cố tổng giám mục cử hành tại quảng trường trước Nhà thờ chính tòa Đức Bà Sài Gòn với sự tham dự của 23 giám mục, trong đó có Hồng y Tổng giáo phận Hà Nội Phaolô Giuse Phạm Đình Tụng và Sứ thần Tòa Thánh tại Thái Lan Luigi Bressan, 400 linh mục và khoảng 30.000 giáo dân. Linh cữu cố tổng giám mục được đưa đi chôn cất tại Đại chủng viện Thánh Giuse Sài Gòn theo ước nguyện của ông. Đại diện Giáo hoàng Gioan Phaolô II tại tang lễ là Tổng giám mục Luigi Bressan cho biết Giáo hoàng đau buồn và bày tỏ tình hiệp thông với sự ra đi của Tổng giám mục Nguyễn Văn Bình. Đại diện các quan chức Nhà nước và Đảng Cộng sản Việt Nam gửi hoa và điện thư chia buồn. Các đại diện tôn giáo khác như Phật giáo, Tin Lành cũng có lời tôn vinh cố Tổng giám mục Nguyễn Văn Bình. Lễ tang của Tổng giám mục Nguyễn Văn Bình là thánh lễ Công giáo được tổ chức ngoài trời đầu tiên sau khi chế độ chính trị thay đổi ở miền Nam Việt Nam.
Việc tổ chức tang lễ gặp nhiều khó khăn khi Giám quản Nicôla Huỳnh Văn Nghi không được chính quyền chấp nhận, linh mục Tổng đại diện Tổng giáo phận Thành phố Hồ Chí Minh là Gioan Baotixita Huỳnh Công Minh đang chữa bệnh tại Pháp; lúc này linh mục Hồ Văn Xuân nhờ sự hỗ trợ của Giám mục chính tòa giáo phận Cần Thơ Emmanuel Lê Phong Thuận, kiêm Tổng thư ký Hội đồng Giám mục Việt Nam và Giám mục Bartôlômêô Nguyễn Sơn Lâm giúp dàn xếp một số vụ việc trong nội bộ Tổng giáo phận để việc tổ chức tang lễ diễn ra thuận lợi mặc dù các lãnh đạo Thành phố Hồ Chí Minh đã tạo nhiều điều kiện. Linh mục Xuân cũng nhắc nhớ đã cộng tác chặt chẽ với linh mục Phêrô Nguyễn Văn Khảm, rồi họ cùng linh mục Giuse Đinh Tất Quý thực hiện cuốn băng video “Giã biệt một Người Cha”, sau đó cho phổ biến rộng rãi.

## Tưởng nhớ

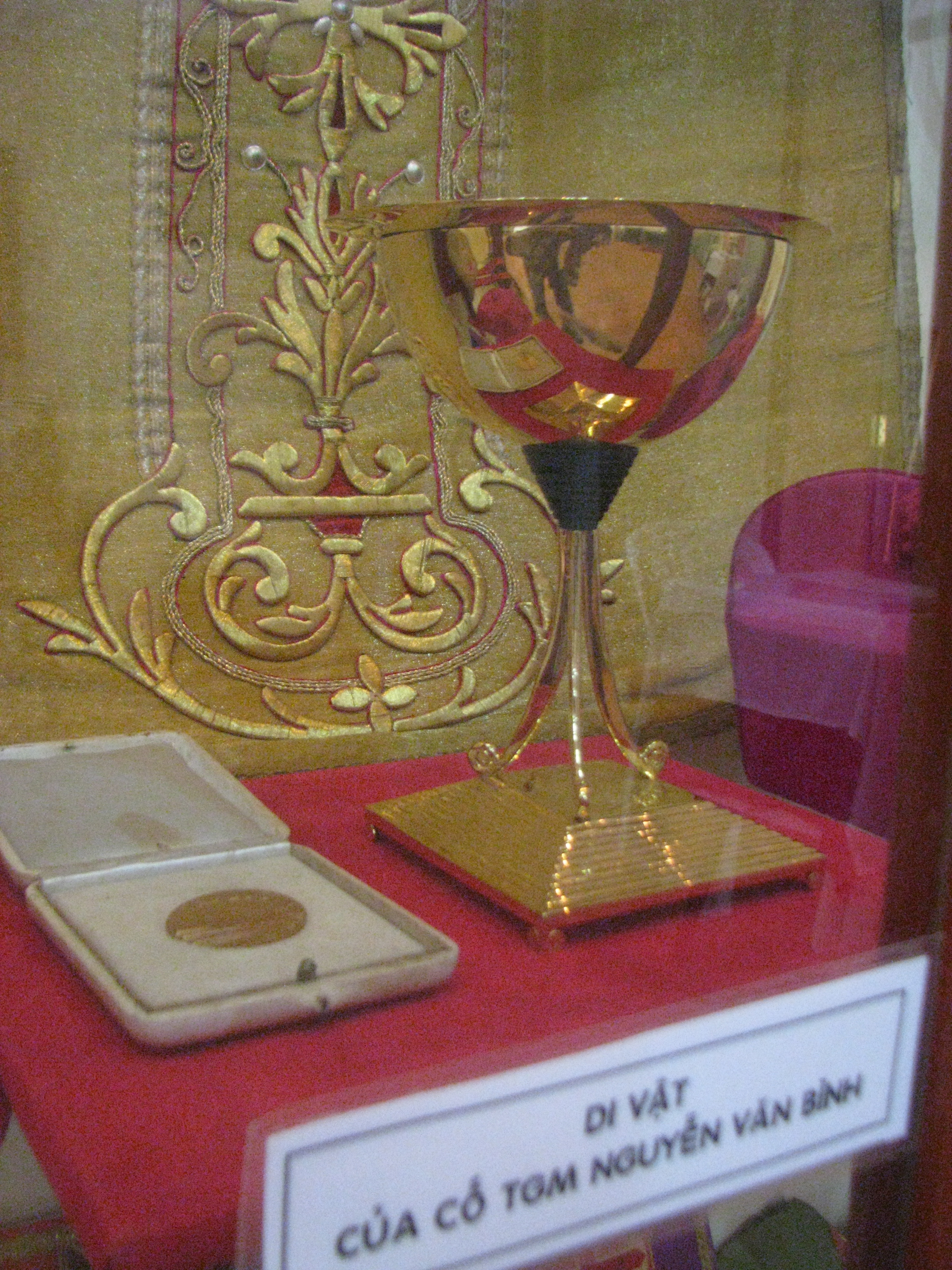
Chén thánh, di vật của Giám mục Bình, trưng bày tại Trung tâm mục vụ Tổng giáo phận Tp.Hồ Chí Minh

Sau khi Tổng giám mục Nguyễn Văn Bình qua đời, Hội đồng Đặt mới và Sửa đổi tên đường Thành phố Hồ Chí Minh chính thức đề nghị đặt lại tên cho đoạn đường từ đường Hai Bà Trưng đến Công xã Paris vốn đang mang tên Nguyễn Hậu đổi tên thành đường Nguyễn Văn Bình. Trước đó, có nhiều đoạn đường được đề nghị chọn mang tên Tổng giám mục Nguyễn Văn Bình: ngõ hẻm 72 Trần Quốc Toản, phường 8, quận 3 dẫn vào Trung tâm Công giáo; thay thế tên đường Nguyễn Hậu và ý kiến cuối là thay tên Quảng trường Công xã Paris trước Nhà thờ Đức Bà Sài Gòn. Tên của cố tổng giám mục sau đó được quyết định đặt tên thay thế cho tên đường Nguyễn Hậu cũ. Đoạn đường này thuộc quận 1, Thành phố Hồ Chí Minh, nằm bên cạnh Nhà thờ Đức Bà Sài Gòn. Con đường này vốn trải qua nhiều đợt đổi tên: Thời Pháp thuộc, đường mang tên Hồng Công. Từ 1897, đổi tên thành đường Cardis và đến năm 1955 đổi thành Nguyễn Hậu. Ngày 7 tháng 4 năm 2000, đường chính thức đổi sang tên mới, theo tên cố tổng giám mục Nguyễn Văn Bình. Đường Nguyễn Văn Bình dài khoảng 100m, ngày nay được chọn làm đường sách Thành phố Hồ Chí Minh. Con đường này cũng nằm cạnh Bưu điện Sài Gòn. Năm 2025, Tổng giám mục Nguyễn Văn Bình là một trong hai nhân vật Công giáo được vinh danh thuộc về nhóm 60 nhân vật xây dựng và phát triển thành phố trong 50 năm, giai đoạn từ năm 1975 đến năm 2025.

Nhân dịp lễ giỗ 100 ngày của Tổng giám mục Nguyễn Văn Bình vào tháng 10 năm 1995, báo Công giáo và Dân tộc ra mắt tập sách mang tên Đức Tổng giám mục Nguyễn Văn Bình. Trong một bài viết của mình nhân dịp Giáng sinh năm 2005, cố Thủ tướng Việt Nam, ông Võ Văn Kiệt đã trích dẫn lời của Tổng giám mục Nguyễn Văn Bình:
| “                          | Là người Công giáo, chúng ta gặp Chúa trong cuộc sống của dân tộc. Và đức tin không góp phần xây dựng trần thế là đức tin chết. | ” |
| — Phaolô Nguyễn Văn Bình." | |   |

Phía Công giáo cũng tưởng niệm cố tổng giám mục bằng việc thành lập một học viện và một câu lạc bộ mang tên cố tổng giám mục (câu lạc bộ này thành lập ngày 30 năm 12 năm 2006). Hướng đến ngày kỷ niệm 100 năm ngày sinh Tổng giám mục Nguyễn Văn Bình (1 tháng 9 năm 1910 – 1 tháng 9 năm 2010), Tổng giáo phận Thành phố Hồ Chí Minh đã tổ chức các hoạt động tưởng niệm những chặng đường cuộc đời cố tổng giám mục: Tháng 5 năm 2010, Tòa Tổng giám mục Tổng giáo phận Thành phố Hồ Chí Minh ra thông cáo sẽ thực hiện quyển sách về cố Tổng giám mục Nguyễn Văn Bình. Tòa Tổng giám mục kêu gọi các linh mục, tu sĩ và giáo dân đóng góp bài viết về cố Tổng giám mục. Thông cáo nêu rõ nội dung chính của công trình biên soạn này là nhằm phác thảo chân dung Tổng giám mục Tiên khởi của Tổng giáo phận Thành phố Hồ Chí Minh về hình ảnh và tính cách với lối sống theo cộng đồng Vaticanô II. Ban soạn thảo thông qua cuốn sách này muốn chứng minh quan điểm rằng không có sự đối nghịch giữa đức tin Công giáo và lòng yêu nước. Ngoài ra, việc biên soạn ấn phẩm trên cũng có mục đích phân tích tinh thần Phaolô Nguyễn Văn Bình, trên cơ sở tinh thần, đường lối xuyên suốt của Giáo hội”.
Ngày 7 tháng 8 năm 2010, ban đối thoại liên tôn thuộc Tổng giáo phận Thành phố Hồ Chí Minh tổ chức chuyến viếng thăm Thánh thất Cao Đài tưởng nhớ cố Tổng giám mục Nguyễn Văn Bình, người khởi xướng cuộc đối thoại liên tôn tại Tổng giáo phận. Trong chuyến thăm, phái đoàn Công giáo tặng các chức sắc Cao Đài bức ảnh chụp cố Tổng giám mục Bình và các chức sắc Cao Đài tại Tòa Tổng giám mục Sài Gòn vào năm 1963. Trong hai ngày 27 và 28 tháng 8 năm 2010, Câu lạc bộ Phaolô Nguyễn Văn Bình tổ chức cuộc tọa đàm với chủ đề “Chân dung một vị Mục tử” nhân dịp kỷ niệm 100 năm ngày sinh của Tổng Giám mục Nguyễn Văn Bình. Thánh lễ tưởng niệm cố tổng giám mục được cử hành ngày 1 tháng 9 cùng năm nhân dịp 100 năm ngày sinh của ông. Ngày 27 tháng 10 năm 2015, đại hội Liên tôn lần V với chủ đề Bồi đắp văn hóa gặp gỡ tổ chức tại Trung tâm Mục vụ Tổng giáo phận Thành phố Hồ Chí Minh cũng có mục đích tưởng nhớ 20 năm qua đời của Tổng giám mục Nguyễn Văn Bình, người khởi đầu cho việc hòa hợp tôn giáo tại Thành phố.
Trong lễ tấn phong giám mục của mình, giám mục Giuse Đinh Đức Đạo dành thời gian tưởng nhớ đến cố Tổng giám mục Nguyễn Văn Bình. Đối với giám mục Đạo, tổng giám mục Bình là người đón nhận và cử ông đi du học Roma. Giám mục Đạo nhận định quyết định của cố tổng giám mục Bình là khởi điểm hành trình tu nghiệp của mình, giúp ông có cơ hội việc thực hiện việc mục vụ tại hải ngoại.

## Tông truyền
Tổng giám mục Phaolô Nguyễn Văn Bình được tấn phong giám mục năm 1955, thời Giáo hoàng Piô XII, bởi:
- Chủ phong: Phêrô Máctinô Ngô Đình Thục, Đại diện Tông Tòa Hạt Đại diện Tông Tòa Vĩnh Long.
- Hai giám mục phụ phong: Jean Cassaigne Sanh, nguyên Đại diện Tông Tòa Hạt Đại diện Tông Tòa Sài Gòn và Tađêô Lê Hữu Từ, nguyên Đại diện Tông Tòa Hạt Đại diện Tông Tòa Phát Diệm.

Tổng giám mục Phaolô Nguyễn Văn Bình đóng vai trò chủ phong trong nghi thức truyền chức linh mục cho giám mục:
- Năm 1985, linh mục Giuse Vũ Duy Thống, cố giám mục chính tòa Giáo phận Phan Thiết.

Tổng giám mục Phaolô Nguyễn Văn Bình đóng vai trò chủ phong trong nghi thức truyền chức cho các giám mục:
- Năm 1966, giám mục Giuse Phạm Văn Thiên, cố giám mục chính tòa Giáo phận Phú Cường.
- Năm 1966, giám mục Phanxicô Xaviê Trần Thanh Khâm, cố giám mục phụ tá Tổng giáo phận Sài Gòn.
- Năm 1978, giám mục Louis Phạm Văn Nẫm, cố giám mục phụ tá Tổng giáo phận Thành phố Hồ Chí Minh.
- Năm 1982, giám mục Louis Hà Kim Danh, cố giám mục chính tòa Giáo phận Phú Cường.

Tổng giám mục Phaolô Nguyễn Văn Bình đóng vai trò phụ phong trong nghi thức truyền chức cho các giám mục:
- Năm 1965, giám mục Giacôbê Nguyễn Ngọc Quang, cố giám mục chính tòa Giáo phận Cần Thơ.
- Năm 1968, giám mục Giacôbê Nguyễn Văn Mầu, cố giám mục chính tòa Giáo phận Vĩnh Long.
- Năm 1974, giám mục Phaolô Huỳnh Đông Các, cố giám mục chính tòa Giáo phận Qui Nhơn.
- Năm 1974, giám mục Đa Minh Nguyễn Văn Lãng, cố giám mục chính tòa Giáo phận Xuân Lộc.
- Năm 1974, giám mục Nicôla Huỳnh Văn Nghi, cố giám mục chính tòa Giáo phận Phan Thiết.
- Năm 1975, giám mục Bartôlômêô Nguyễn Sơn Lâm, cố giám mục chính tòa Giáo phận Thanh Hóa.
- Năm 1981, giám mục Phanxicô Xaviê Nguyễn Văn Sang, cố giám mục chính tòa Giáo phận Thái Bình.

## Nhận định
Trong bài giảng lễ an táng cố tổng giám mục Nguyễn Văn Bình, giám mục Giáo phận Vĩnh Long Giacôbê Nguyễn Văn Mầu có nhận định:
| “ | Tôi thiết tưởng ngài đã đem tâm trạng bình an của mình vào trong xã hội, trong những hoàn cảnh dầu xao động đến đâu đi nữa giữa Chính quyền, giữa Giáo quyền. Ngài như thể là một dòng nước sâu thẳm, dù trên mặt có dao động thế nào, vẫn giữ được sự bình an, đây là một đặc điểm mà tôi nhận là ấn tượng ghi vào đời sống của tôi... Tâm hồn ngài có an nghiêm, có trật tự đó, và ngài đã đưa an nghiêm có trật tự này đến với những người chung quanh. Chúng ta thấy đời sống của ngài, giáo phận của ngài đã thể hiện được điều đó mặc dù chỉ tương đối và phần nào đã tạo nên sự hoà bình cho Giáo Hội, cho đất nước. | ” |

Trong bài viết Tổng Giám mục Phao lô Nguyễn Văn Bình nhân vật của những thời điểm lịch sử, Giáo sư – Tiến sĩ Đỗ Quang Hưng, nguyên Viện trưởng Viện nghiên cứu Tôn giáo đưa ra nhận định về cố tổng giám mục Nguyễn Văn Bình:
| “ | Nhân vật của chúng ta [Nguyễn Văn Bình] đã tỏ rõ khả năng phi thường của mình trong việc đáp ứng những nhu cầu của lịch sử, đặc biệt góp phần dẫn dắt Giáo hội Công giáo Việt Nam vượt qua những thử thách gay gắt đầy nghịch lý của chiến tranh, bước đầu khẳng định chỗ đứng của mình trong môi trường xã hội hoàn toàn mới mẻ khi chế độ Sài Gòn sụp đổ đầu năm 1975. ... Đức Tổng Bình như cách gọi thân thuộc của cộng đồng giáo hữu đã để lại những dấu ấn không thể phai mờ trong những chặng đường đầy thách đố với Giáo hội Công giáo Việt Nam. Ngài như vị Tổng giám mục đầu tiên của giáo phận Sài Gòn khi Giáo hội Công giáo Việt Nam ra khỏi chế độ Đại diện Tông tòa hàng trăm năm, bước vào giai đoạn các giáo sĩ bản địa thực sự nắm quyền, chấm dứt giai đoạn truyền giáo. Ngài cũng thuộc số những TGM đầu tiên ở nước ta triển khai những đường hướng Canh tân và Hội nhập của Công đồng Vatican II (1962 – 1965) với biết bao hoạt động mới mẻ, độc đáo. Ngài cũng là vị TGM đầu tiên của giáo phận Thành phố Hồ Chí Minh dẫn dắt đàn chiên của mình hội nhập với một thực tại mới mẻ, chế độ Xã hội Chủ nghĩa. | ” |

Linh mục Inhaxiô Hồ Văn Xuân, nay là Tổng Đại diện Tổng giáo phận Thành phố Hồ Chí Minh, có thời gian là Thư ký của Tổng giám mục Nguyễn Văn Bình đưa ra nhận định về cố tổng giám mục Nguyễn Văn Bình:
| “ | Trong suốt mấy mươi năm làm Tổng Giám Mục Sài Gòn – Thành phố Hồ Chí Minh, dù trải qua biết bao biến cố lịch sử quan trọng, dù gặp biết bao thử thách gian truân, với nhiều buồn phiền và đau khổ, ngài vẫn can đảm chịu đựng, hết sức bình tĩnh, khôn ngoan lèo lái con thuyền giáo phận vượt qua mọi phong ba bão táp. Ngài không ngừng mời gọi cộng đoàn dân Chúa Tổng giáo phận ra sức mến Chúa yêu người, hiên ngang sống đức tin đã lãnh nhận, yêu mến Giáo Hội và luôn luôn đồng hành với dân tộc... | ” |

Trong bài viết Ngõ cụt !? đăng trên Nguyệt san báo Công giáo và Dân tộc tháng 7 năm 1997, nguyên Tổng biên tập báo Công giáo và Dân tộc Nguyễn Thanh Long viết:
| “ | Dấu ấn lớn nhất của cuộc đời Đức Tổng, theo tôi – một kẻ không có cơ may gần gũi mà chỉ biết ngài qua sách vở, báo chí – là dấu ấn của những ngõ cụt. Bày tỏ lập trường yêu nước với bề trên trong những năm 1940: ngõ cụt Cầu Đất! Ủng hộ hòa giải hòa hợp dân tộc, đòi hòa bình,... trước năm 1975 : ngõ cụt với Mỹ! Chủ trương sống gắn bó với Dân tộc để phục vụ Dân tộc: ngõ cụt của Bức thư chung năm 1980! Kêu gọi “người công giáo tham gia vào việc xây dựng quốc gia và hợp tác với chính quyền trong mọi công cuộc ích quốc lợi dân theo tinh thần của Hiến chế Vui mừng và Hy Vọng” (Thư luân lưu 12-6-1975) : ngõ cụt với Giáo triều Rôma! Người kế vị: ngõ cụt, không phải một lần mà là hai lần, không phải với một bên mà là hai bên, và không biết sẽ còn mấy lần nữa với mấy bên nữa!...Còn có thể kể thêm bao nhiêu ngõ cụt nữa của cuộc đời ngài? Nhưng nói ngõ cụt cũng chỉ là một cách nói, một cách nhìn. Bởi lẽ có những lúc, có những chuyện, dấn thân đi vào ngõ cụt không phải để ẩn thân hay để chịu bế tắc, nhưng là để tìm ra những con đường thênh thang hơn. Tôi cứ nghĩ Đức Tổng nằm trong trường hợp này. Nếu không có những ngõ cụt mà Đức Tổng đã vì xác tín mà chọn lựa, và cũng vì đó mà phải bị gán cho bao nhiêu thứ “tội lỗi” và “tính hư tật xấu” trên đời : “ba phải”, “thỏa hiệp”, “Giám mục đỏ”… | ” |

Linh mục Chân Tín viết trong bài viết Đức cha Phaolô Nguyễn Văn Bình: Tổng giám mục Tổng giáo phận Sài Gòn dưới chế độ mới cho rằng Tổng giám mục Nguyễn Văn Bình còn thiếu sót trong một vài điểm trong thời gian ông quản nhiệm giáo phận:
Không lên tiếng bảo vệ cho các tu viện trong Tổng giáo phận bị tịch thu tài sản và những cáo buộc không rõ ràng; Không lên tiếng bảo vệ cho các linh mục Tuyên úy do chính hàng giáo phẩm Công giáo bổ nhiệm thời Việt Nam Cộng hòa, những người theo chế độ chính trị cũ bị tịch thu tài sản và sinh hoạt tôn giáo tại Tổng giáo phận tại các nhà thờ, chủng viện bị đình trệ; Hoan nghênh Uỷ ban Đoàn kết Công giáo; Gây chia rẽ các giám mục Công giáo Việt Nam trong vụ việc tuyên các Thánh tử đạo Việt Nam; Thiếu quan tâm đến Tổng giám mục phó Nguyễn Văn Thuận và thiếu quyết đoán trong việc xin cho tổng giám mục Thuận trở về Tổng giáo phận sau khi ông này được trả tự do; Vụ việc đặt Tổng đại diện tuyên bố trung thành tuyệt đối với Đảng Cộng Sản Việt Nam.
Nhà báo Pháp Jean Paul Guetny viết trên tờ báo Pháp Actualité Religieuse dans le Monde (Thời sự Tôn giáo Thế giới). Guetny viết trong bài báo đặc biệt đề cập đến giám mục Gaillot và nhắc đến sáu giám mục khác được nhận định là "tai tiếng", có nội dung viết về Tổng giám mục Nguyễn Văn Bình như sau:
| “ | Người Việt Nam di tản gọi ngài là Giám mục đỏ, vì ngài là một trong những vị Giám mục Việt Nam đầu tiên, trong thời kỳ chiến tranh lạnh, đã cổ vũ sự thân thiện và hợp tác với chế độ cộng sản Hà Nội. Đối với những người công giáo ở lại trong nước, Đức Cha Phaolô Nguyễn Văn Bình là biểu tượng cho một “sự thỏa hiệp không thể tránh được” mà Giáo hội Việt Nam phải chấp nhận sau khi Sài Gòn sụp đổ ngày 30 tháng 4 năm 1975. Một linh mục Việt Nam nhắc nhớ : “Phải có một người dám đứng ra kêu gọi hòa hợp, cho dù có khó khăn đi nữa… Và ngài đã là con người ấy.” Do đó, đối với nhóm người ở trên, ngài là kẻ phản bội, còn với nhóm sau, ngài là con người hòa giải…”. | ” |

Ông Võ Văn Kiệt, cố Thủ tướng Chính phủ nước Cộng hòa Xã hội Chủ nghĩa Việt Nam, trong một bài viết nhân dịp Giáng sinh năm 2005 có đưa ra đôi lời nhận định về cố Tổng giám mục Nguyễn Văn Bình:
| “ | Về phần mình, có dịp gặp gỡ và kết bạn với ông (Tổng giám mục Nguyễn Văn Bình), khi ở Thành phố Hồ Chí Minh và sau này công tác ở Trung Ương, tôi nhận được ở ông nhiều sự chia sẻ. Giữa biết bao mặc cảm và cả ngộ nhận, ông đã chia sẻ với một người cộng sản, không phải để chiều thời mà để “xây dựng trần thế”. “Gặp Chúa trong cuộc sống của dân tộc” ở đất nước do Đảng cộng sản lãnh đạo, cố Tổng Giám mục Nguyễn Văn Bình là một tấm gương về sự kiên trì xóa bỏ thành kiến, bằng cách chủ động bước vào cuộc sống mới, tạo ra thực tế mới để xây dựng niềm tin chân thành, vững chắc. | ” |

Bán nguyệt san Giáo sĩ Việt Nam số 362 ra mắt ngày 22 tháng 9 năm 2019, trong bài viết Có mấy thứ Thập Giá? có đoạn tường thuật và nhận định về Tổng giám mục Nguyễn Văn Bình:
| “ | Vào khoảng năm 1990, Đức Tổng giám mục Nguyễn Văn Bình đi “ad limina” ở Roma về, ngài vui mừng, chia sẻ: lần này Toà Thánh đã xem tôi là người công giáo rồi! Là vì trong quá trình sống chung với anh em sau năm 1975, ngài đã bị báo cáo này nọ, chẳng hạn ngài là giám mục chưa đến nỗi “quốc doanh” nhưng là loại “công tư hợp doanh." | ” |

Tài liệu của Cục Tình báo Trung ương Hoa Kỳ – CIA đề ngày 25 tháng 2 năm 1965 có đánh giá sơ lược về Tổng giám mục Nguyễn Văn Bình như sau:
| “ | Tổng Giám mục Nguyễn Văn Bình, lãnh đạo cộng đồng Công giáo tại Sài Gòn, là một người ôn hòa và được tôn trọng rộng rãi ngay cả trong số những người theo đạo Phật. Là một nhà phê bình ôn hòa đối với [Ngô Đình] Diệm, kể từ khi [chính quyền] Diệm sụp đổ, [Nguyễn Văn] Bình biểu lộ sự lo ngại về ý định của Phật giáo, và đã miễn cưỡng hợp tác cởi mở với chính phủ của [Phan Huy] Quát như khi ông hợp tác với [Nguyễn] Khánh. Tuy nhiên, ông vẫn là một nhân vật có tính xây dựng và hợp nhất, với có khả năng gây ảnh hưởng đáng kể đến các biến cố quan trọng. | ” |